# アルフレッド・T・パーマー
アルフレッド・T・パーマー（Alfred T. Palmer ，1906年 - 1993年）は、アメリカ合衆国のカメラマン、映画監督。第二次世界大戦中に数多くの鮮明なカラー写真を撮影したことで知られる。

## 経歴
1906年に生まれ、生後1か月時にサンフランシスコ地震が発生した。
真珠湾攻撃の後に戦争情報局（OWI）の専属カメラマンになった。彼は1943年までFSAプロジェクトの協力者だった。
アメリカ議会図書館内ではその膨大なコレクションの多くを閲覧することが可能である。
第二次世界大戦後はナショナルジオグラフィックのスタッフカメラマンや映画監督を務めた。
1993年に亡くなった。

## ギャラリー
以下は第二次世界大戦中にパーマーが撮影した写真の一部である。

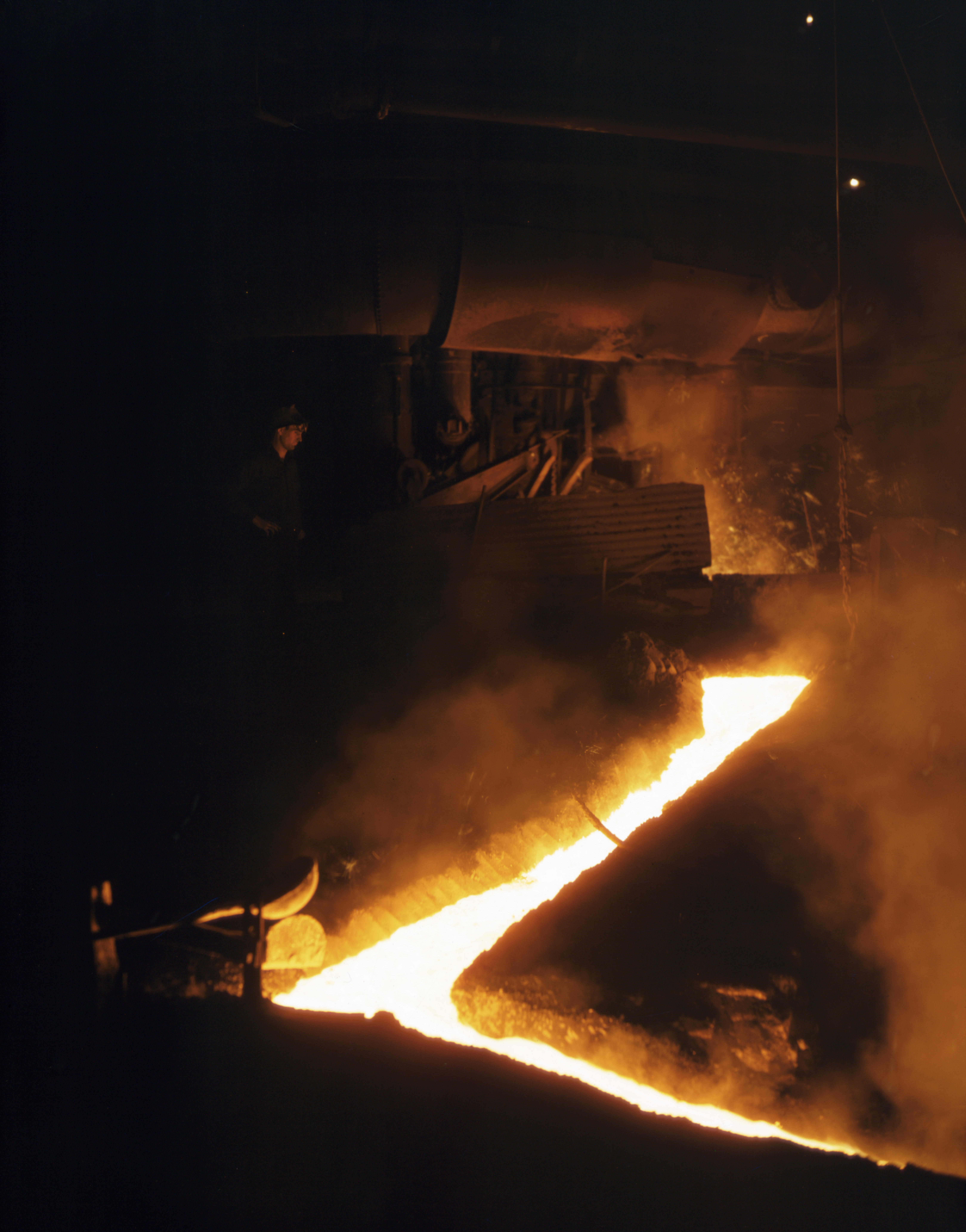
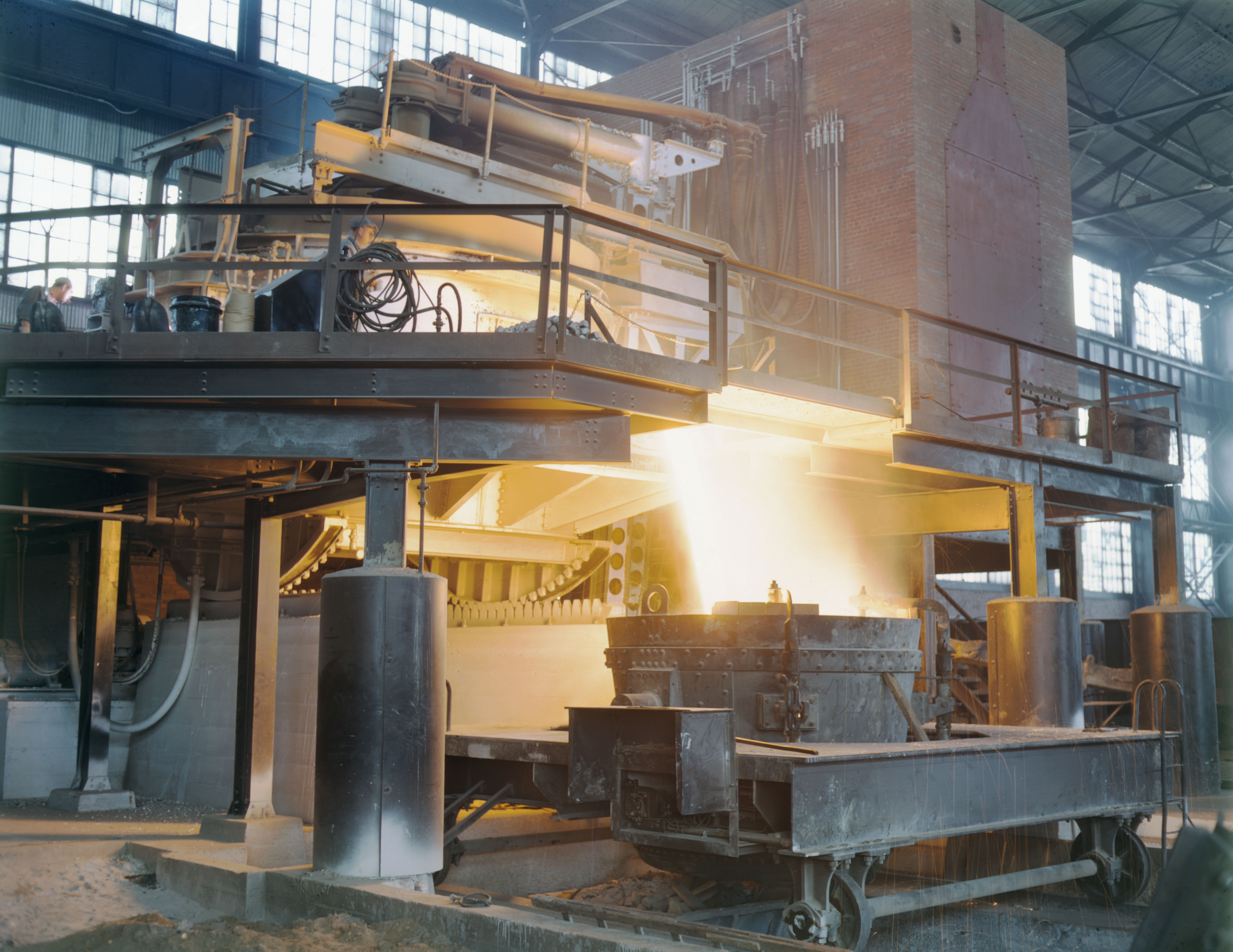
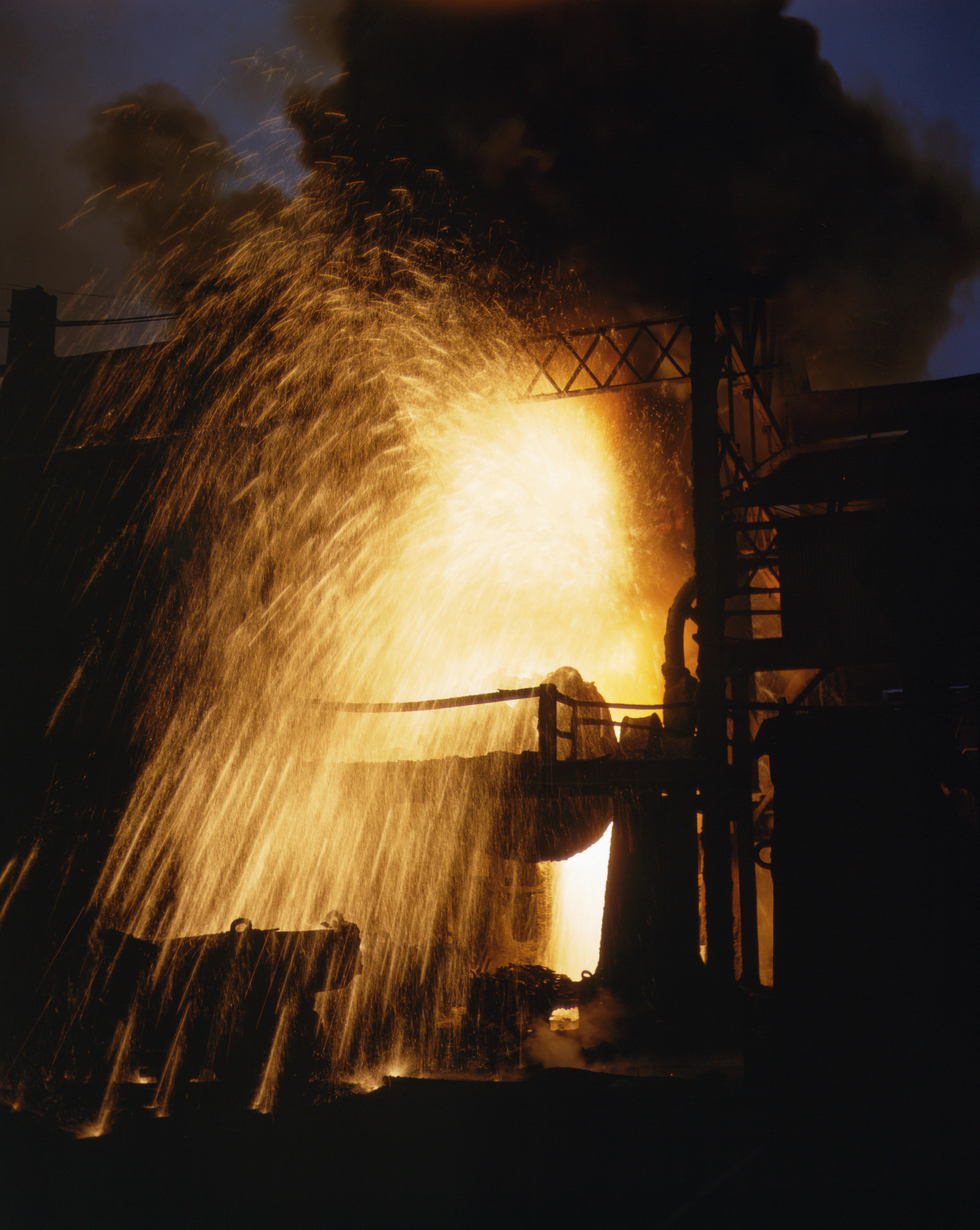
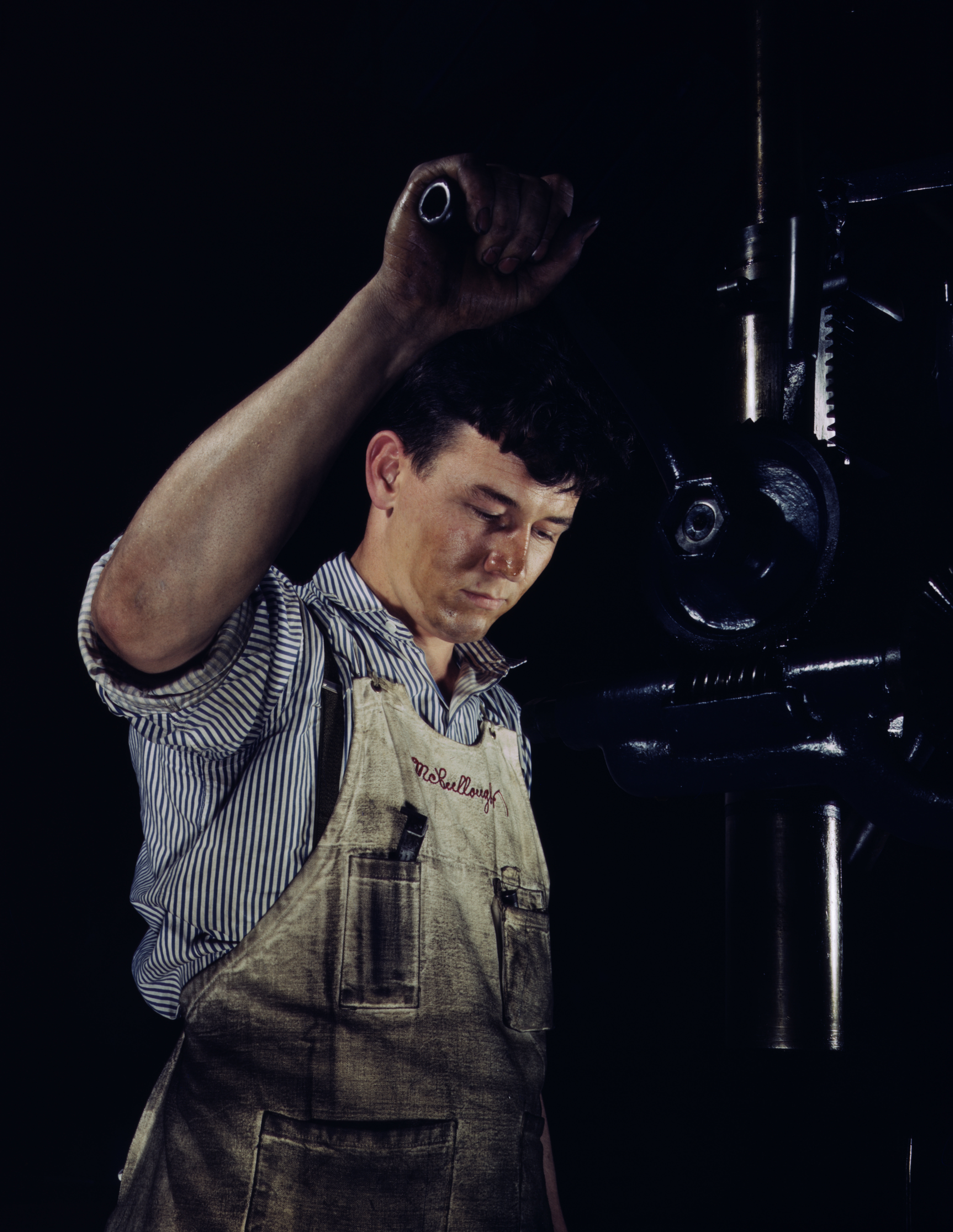
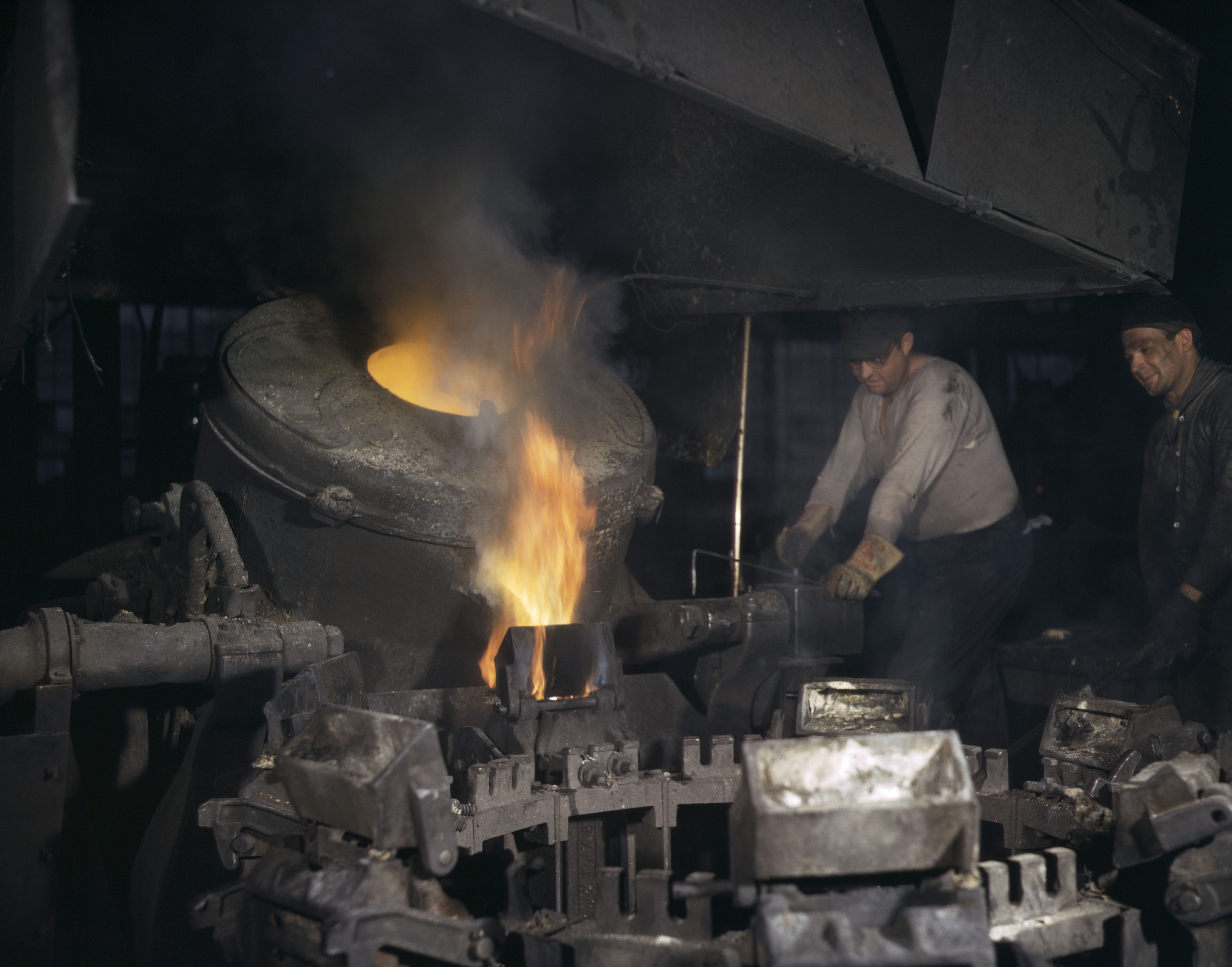
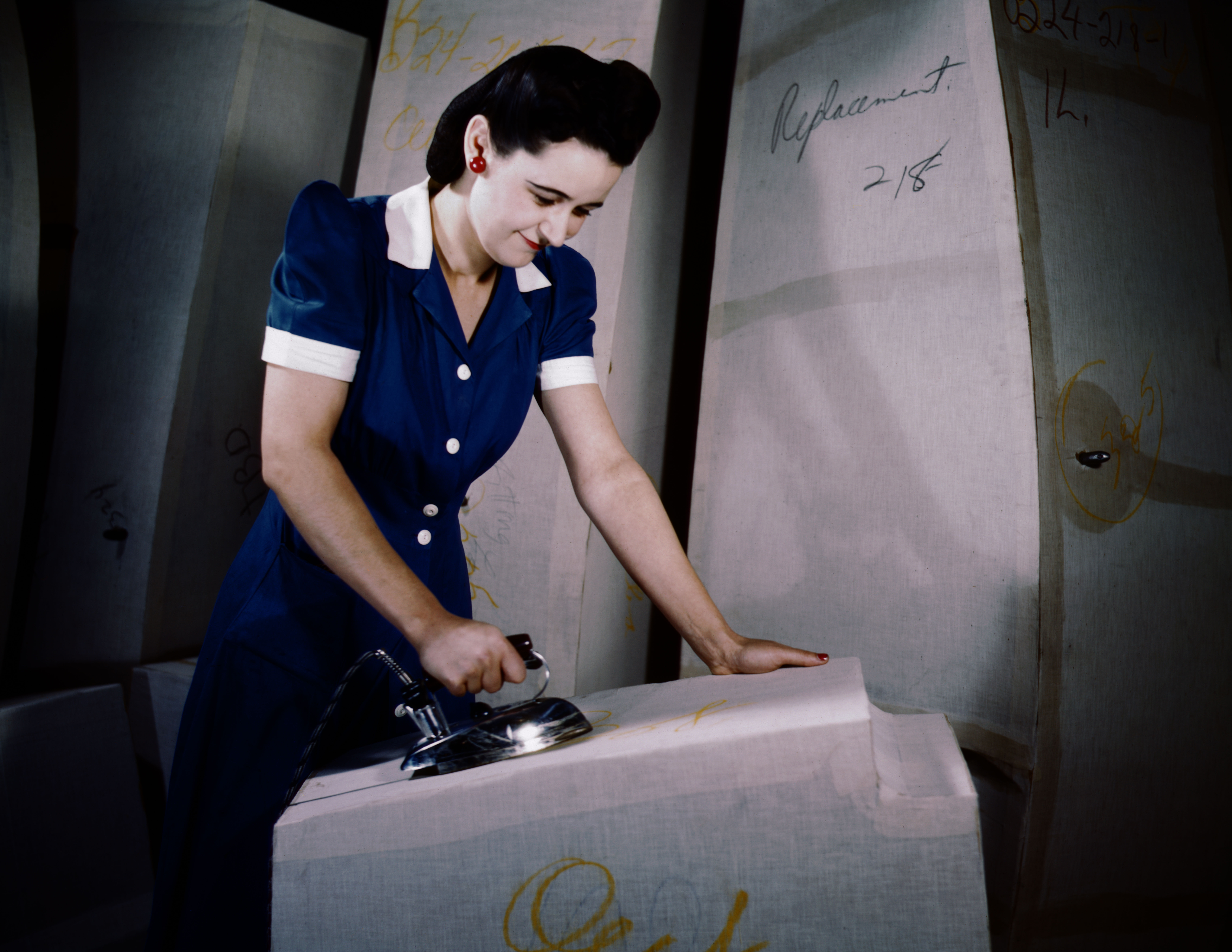
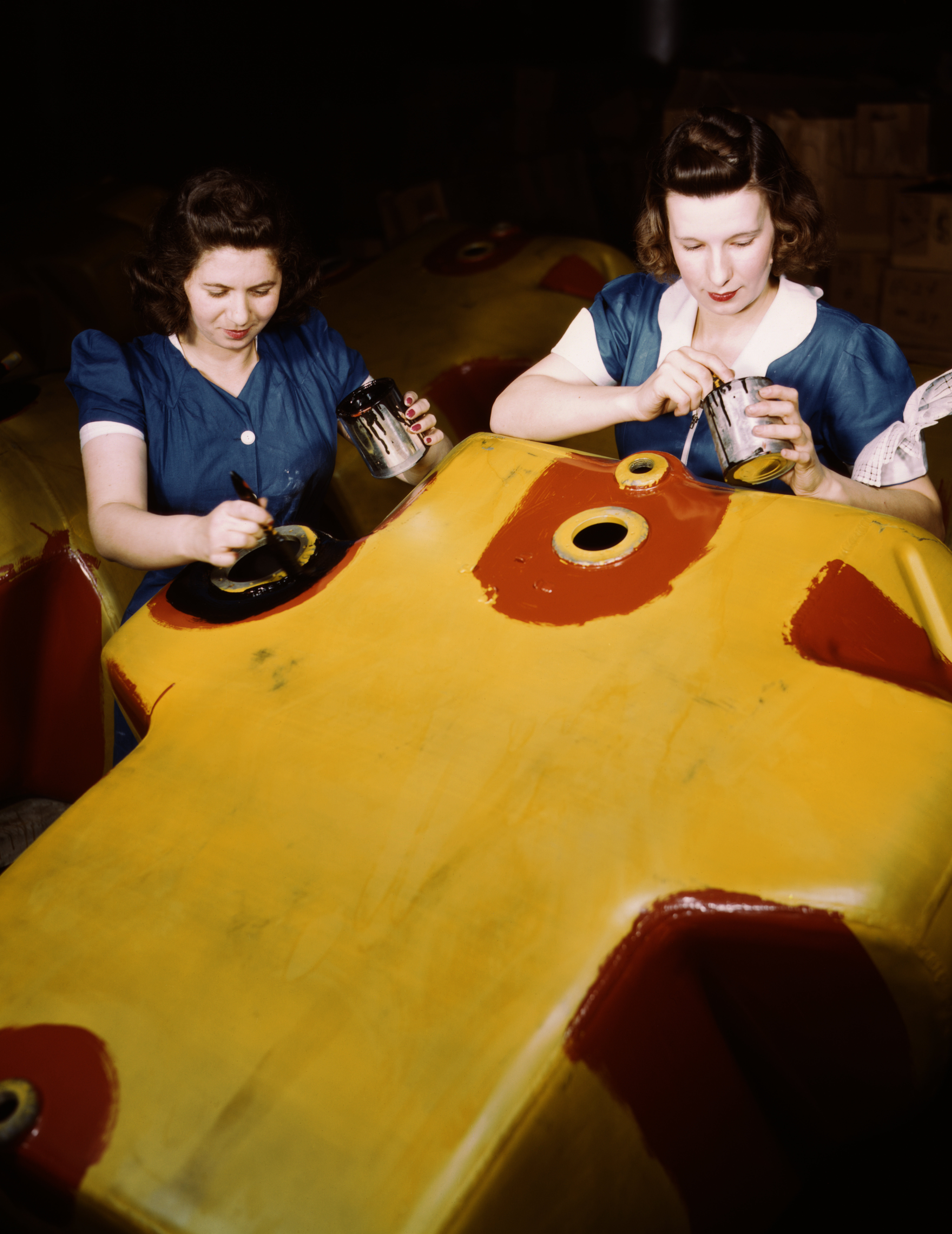
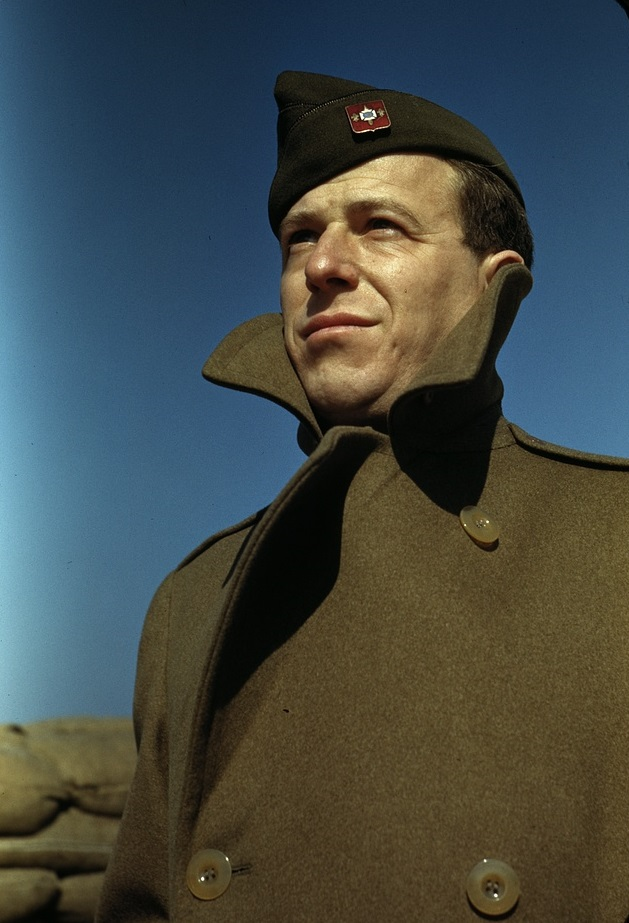
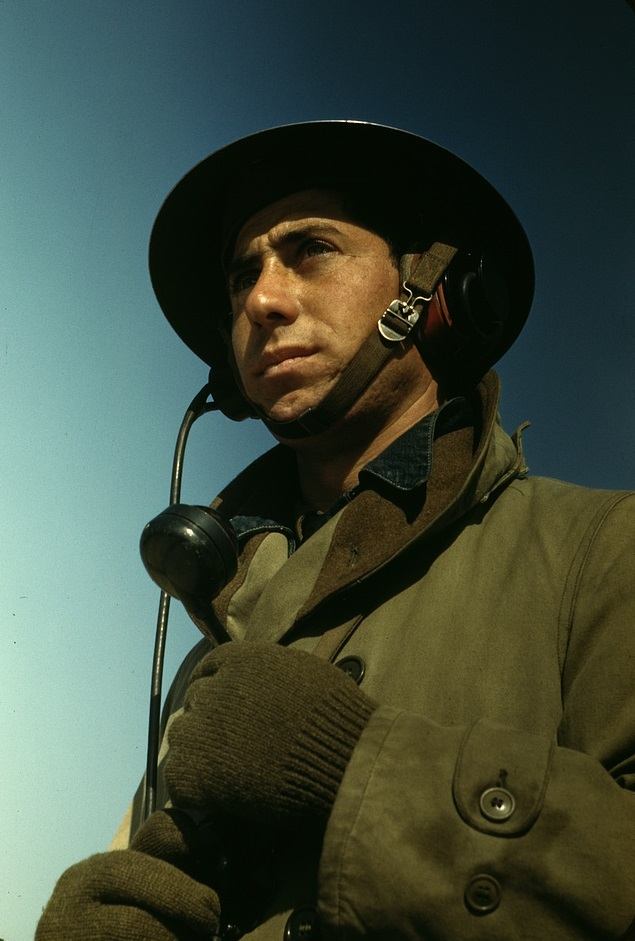
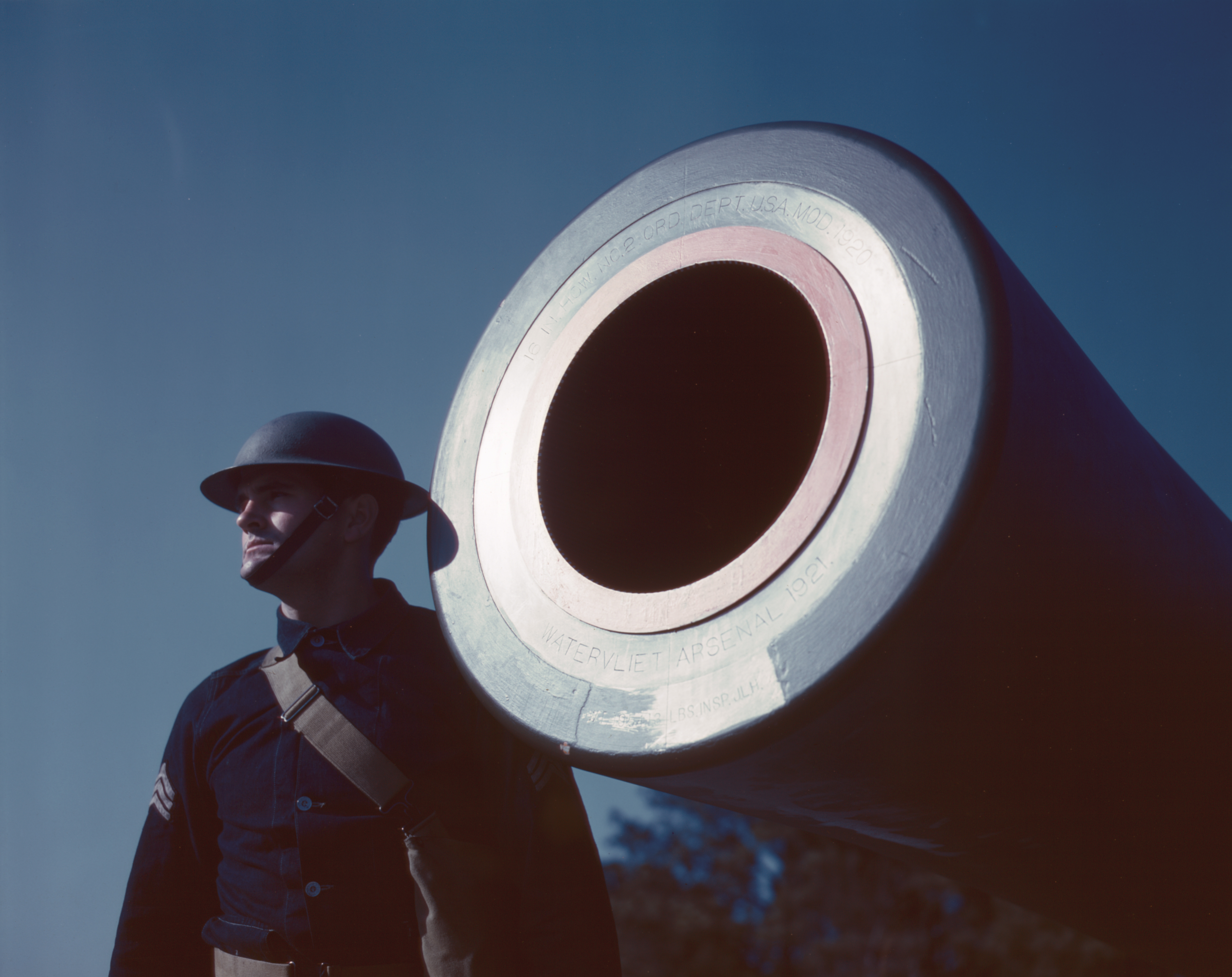
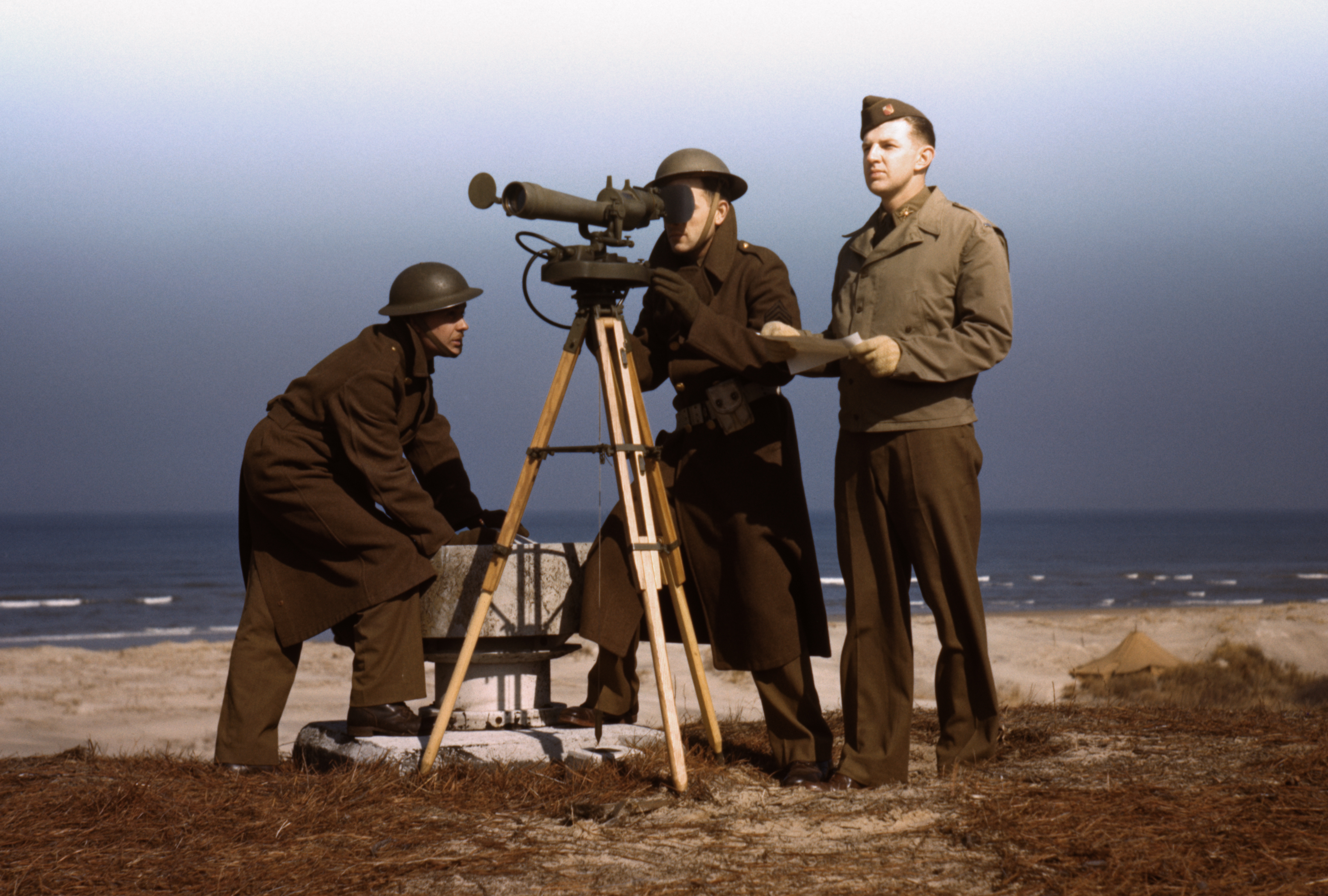
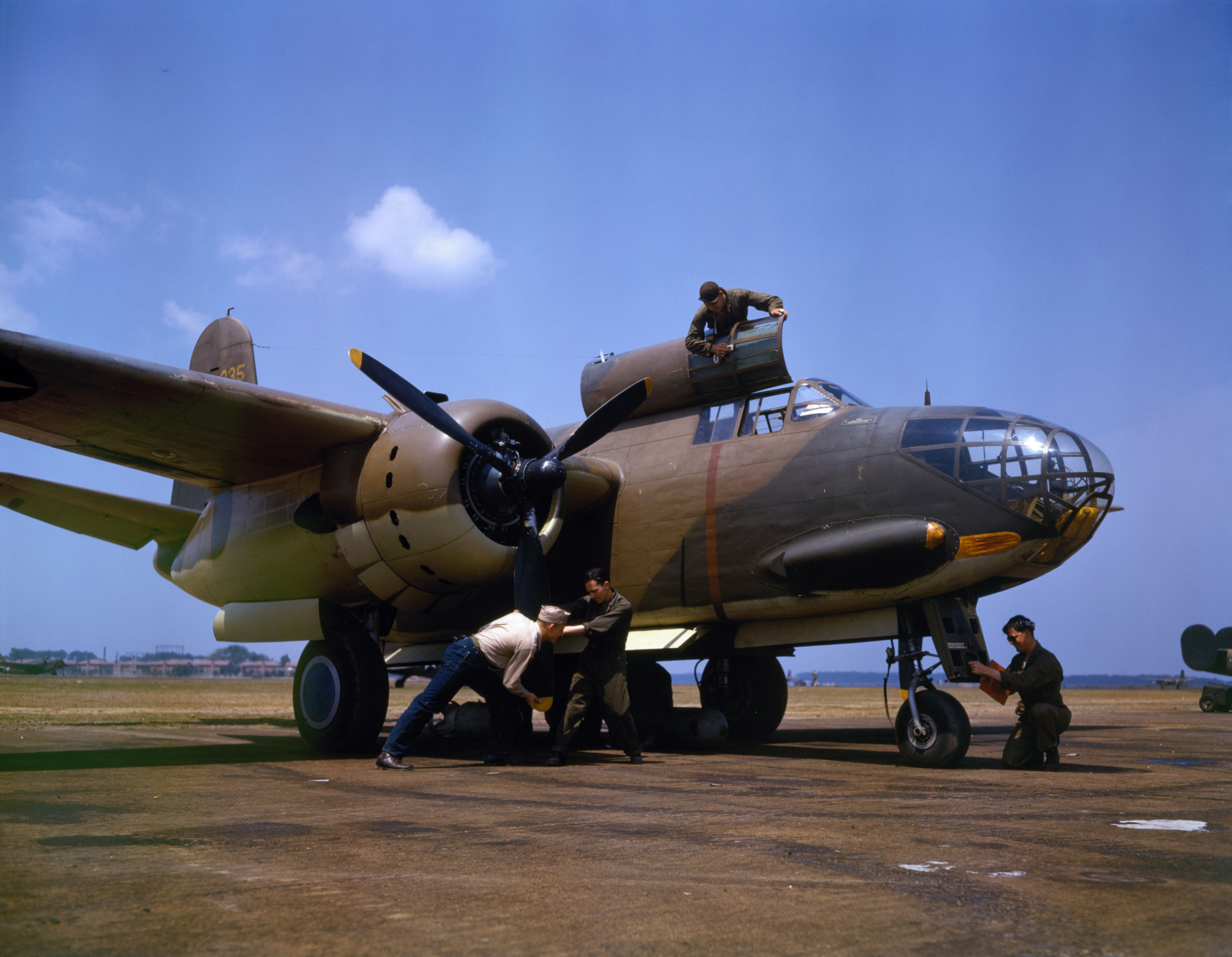
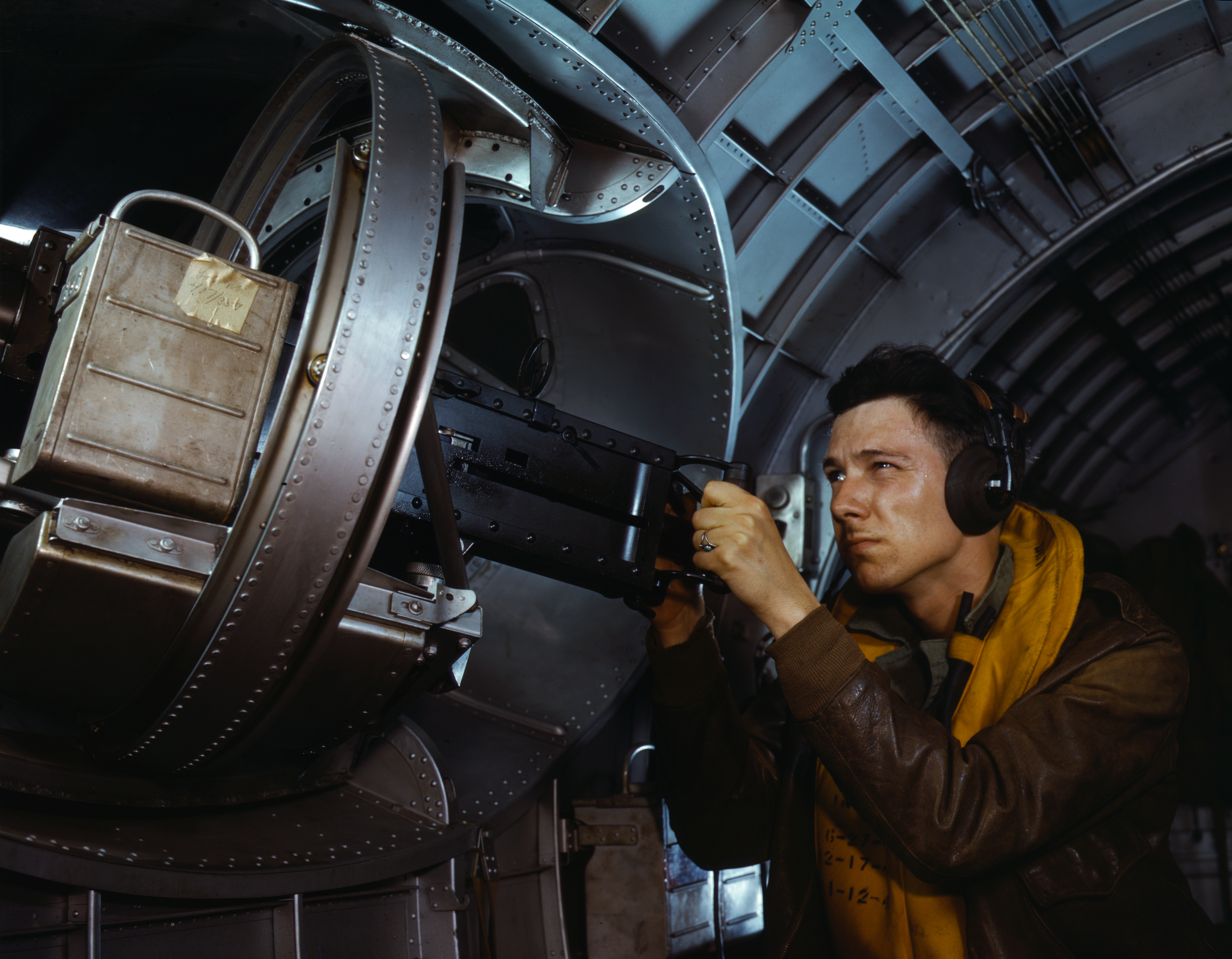
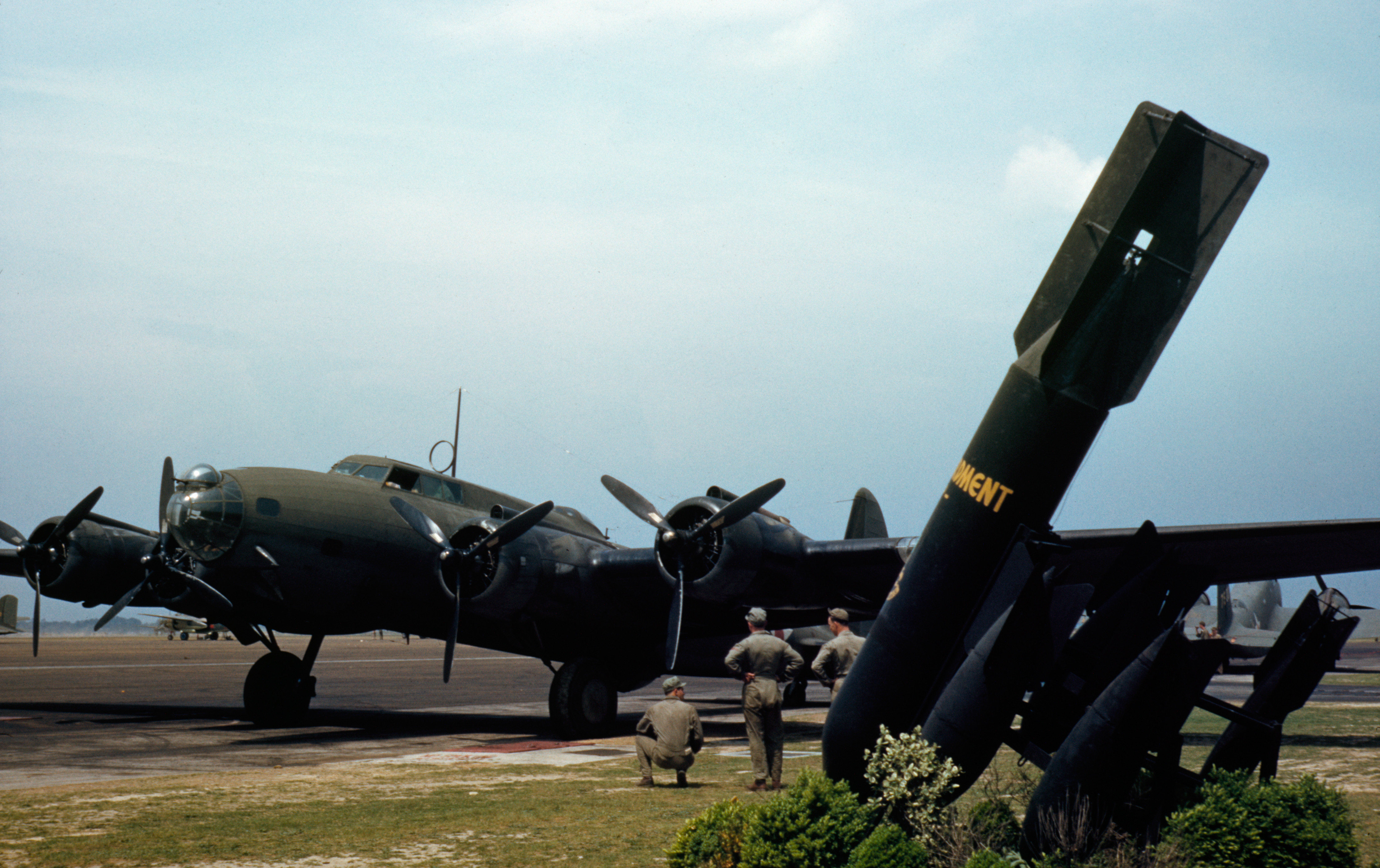
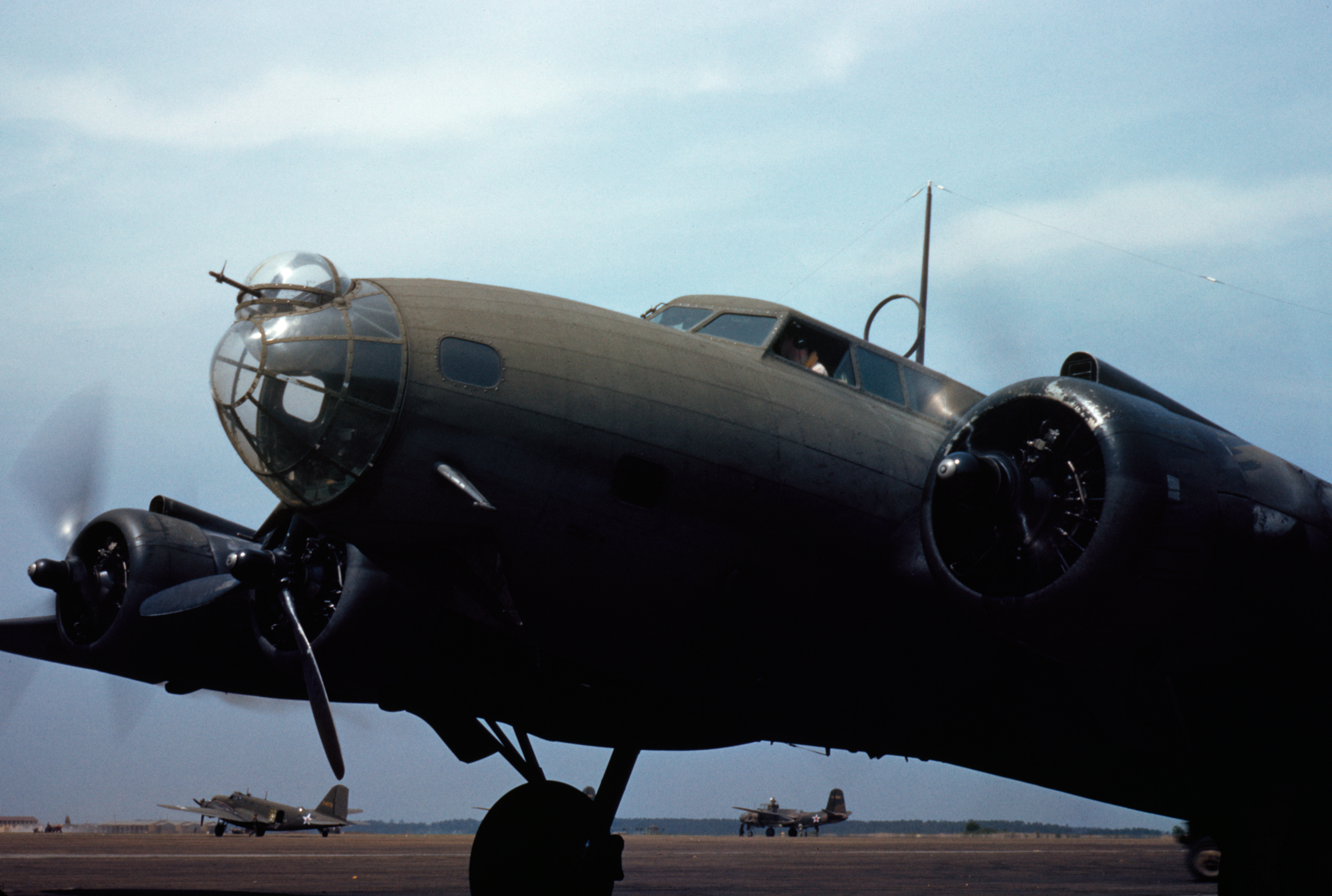
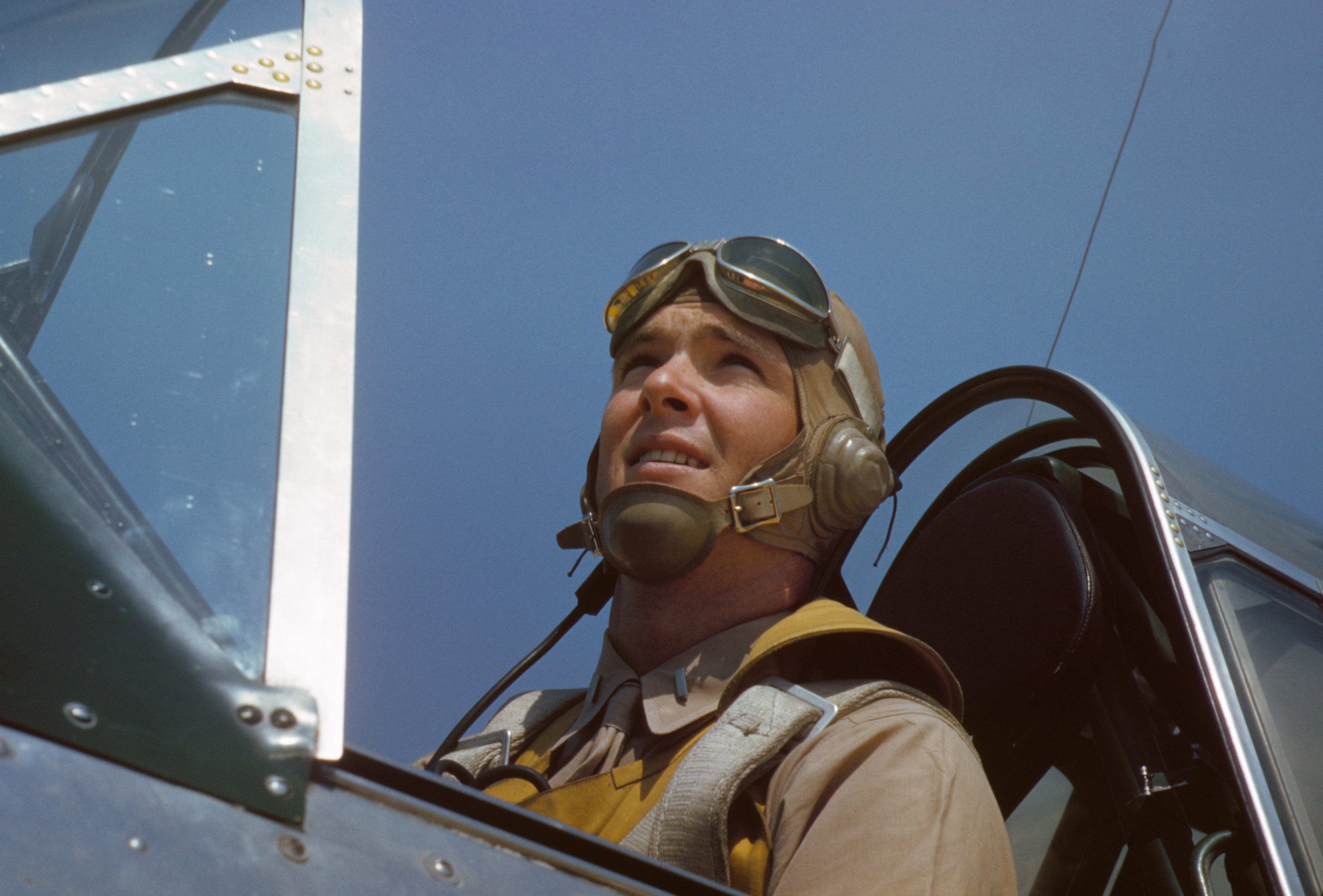
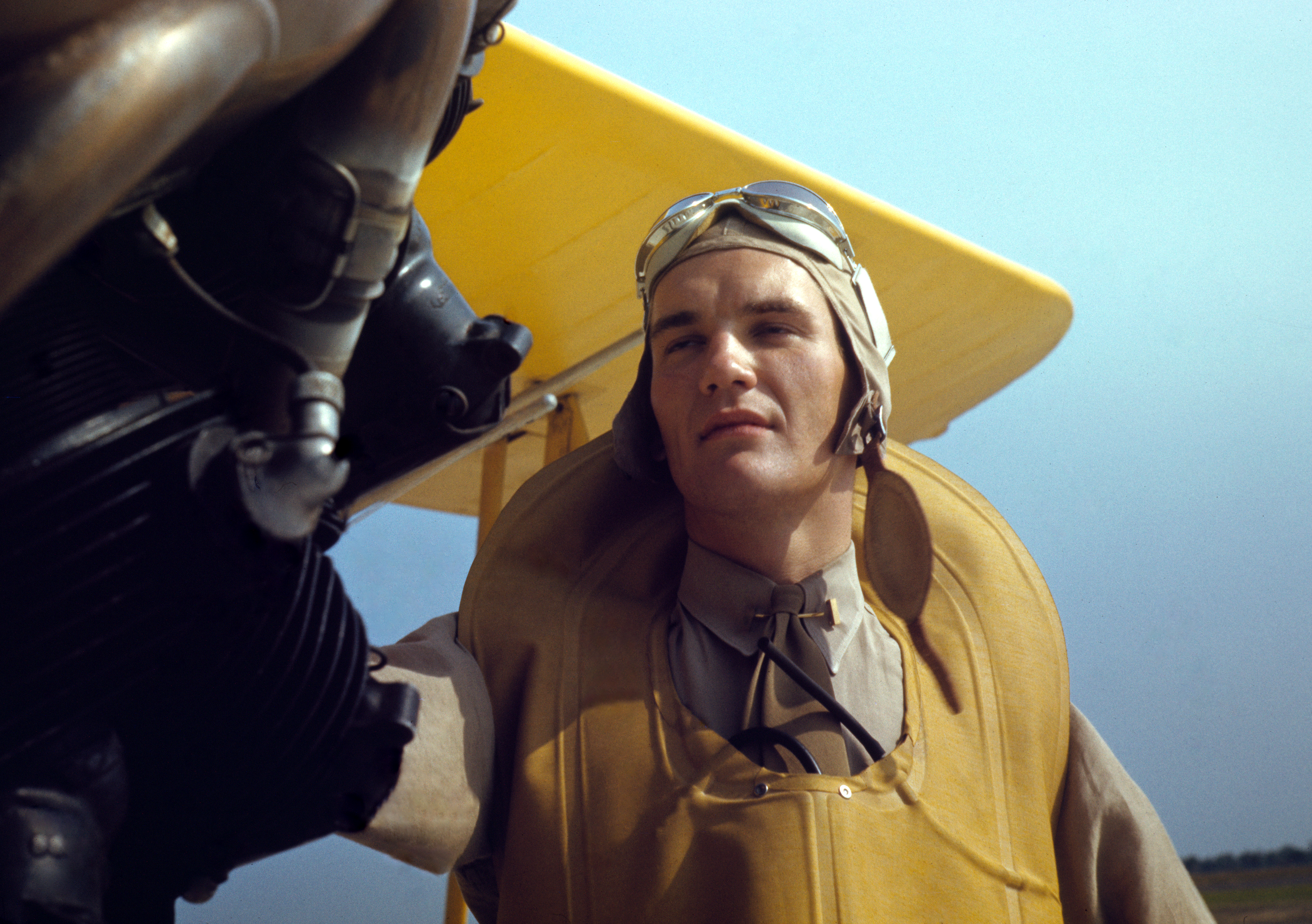
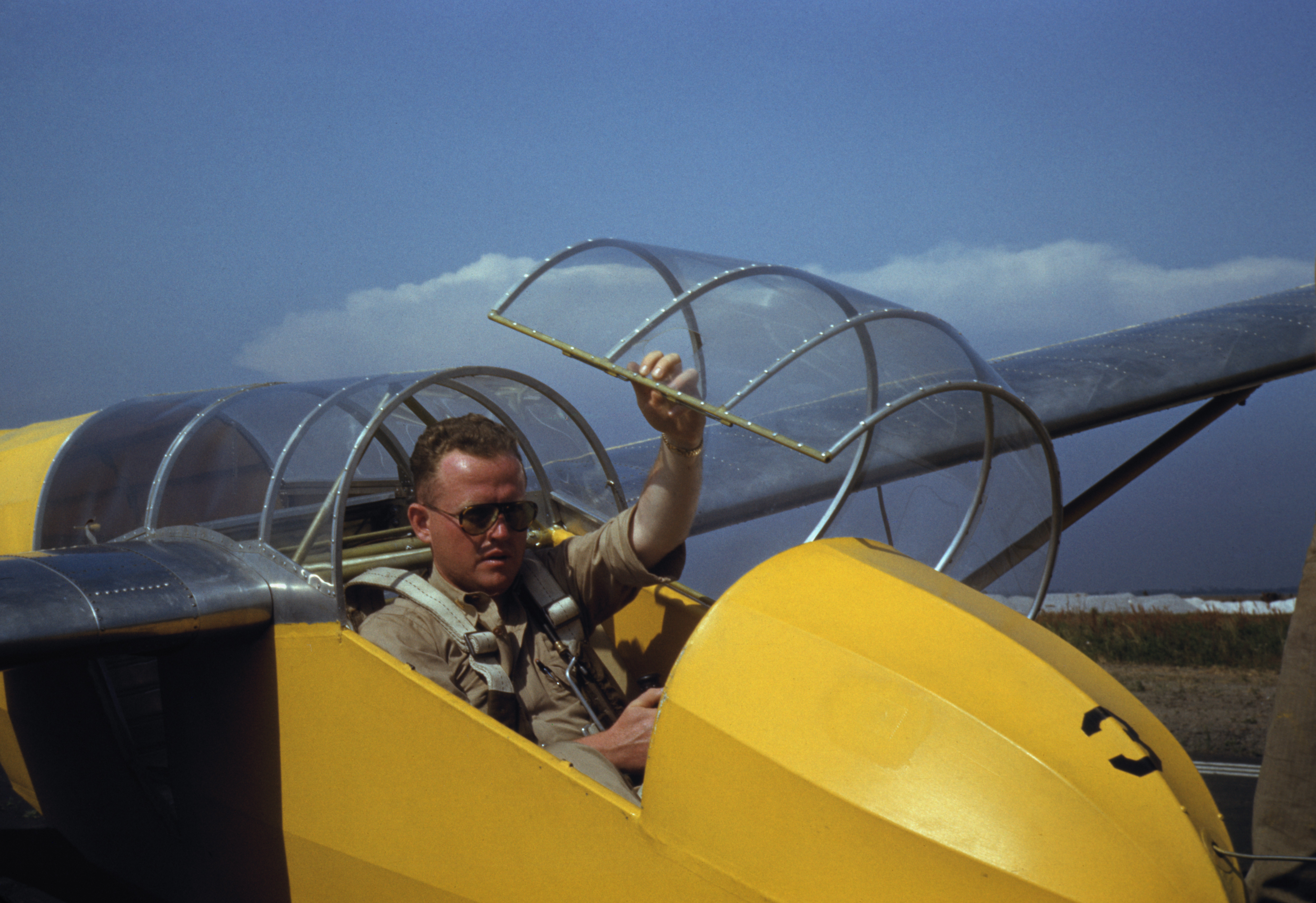
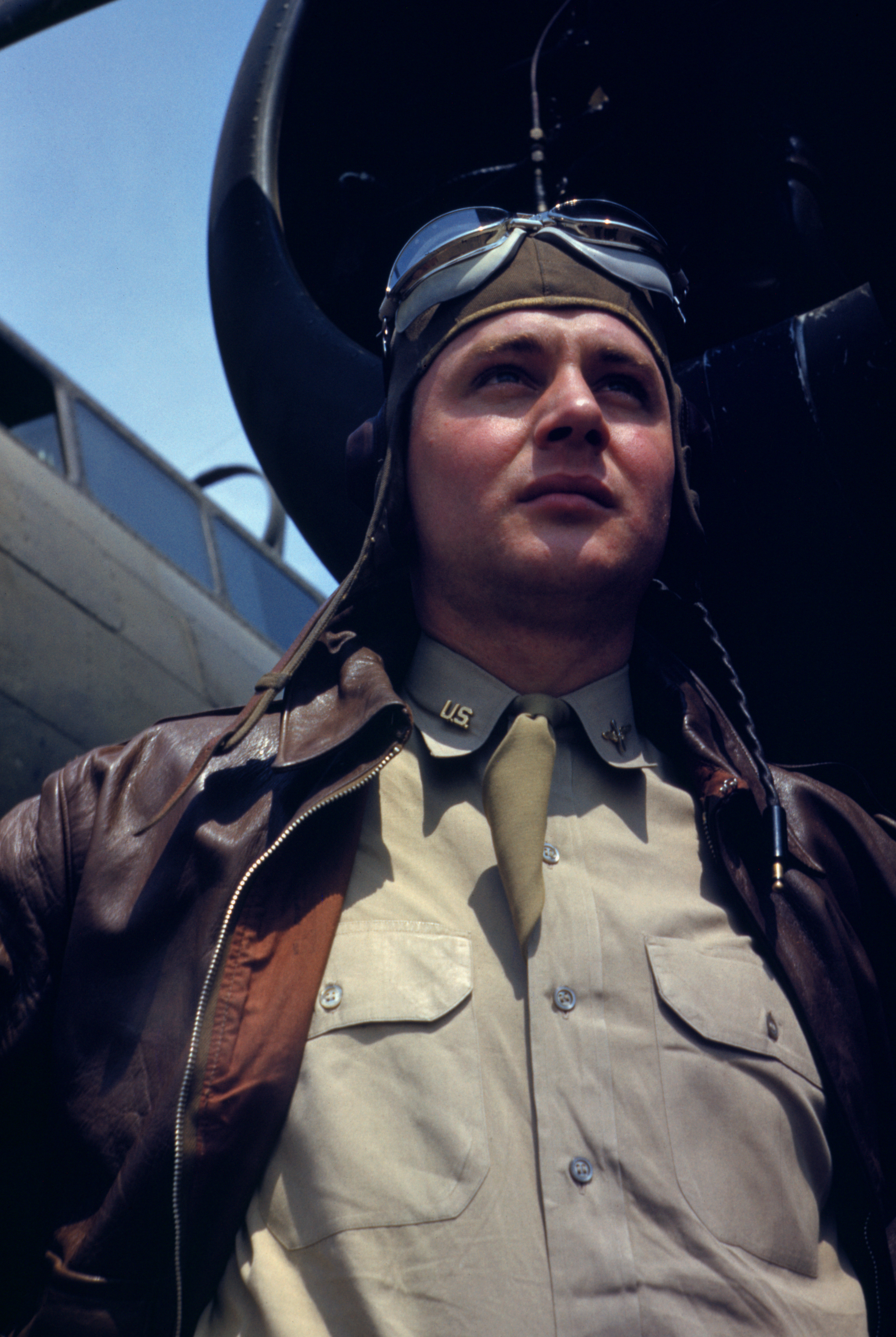
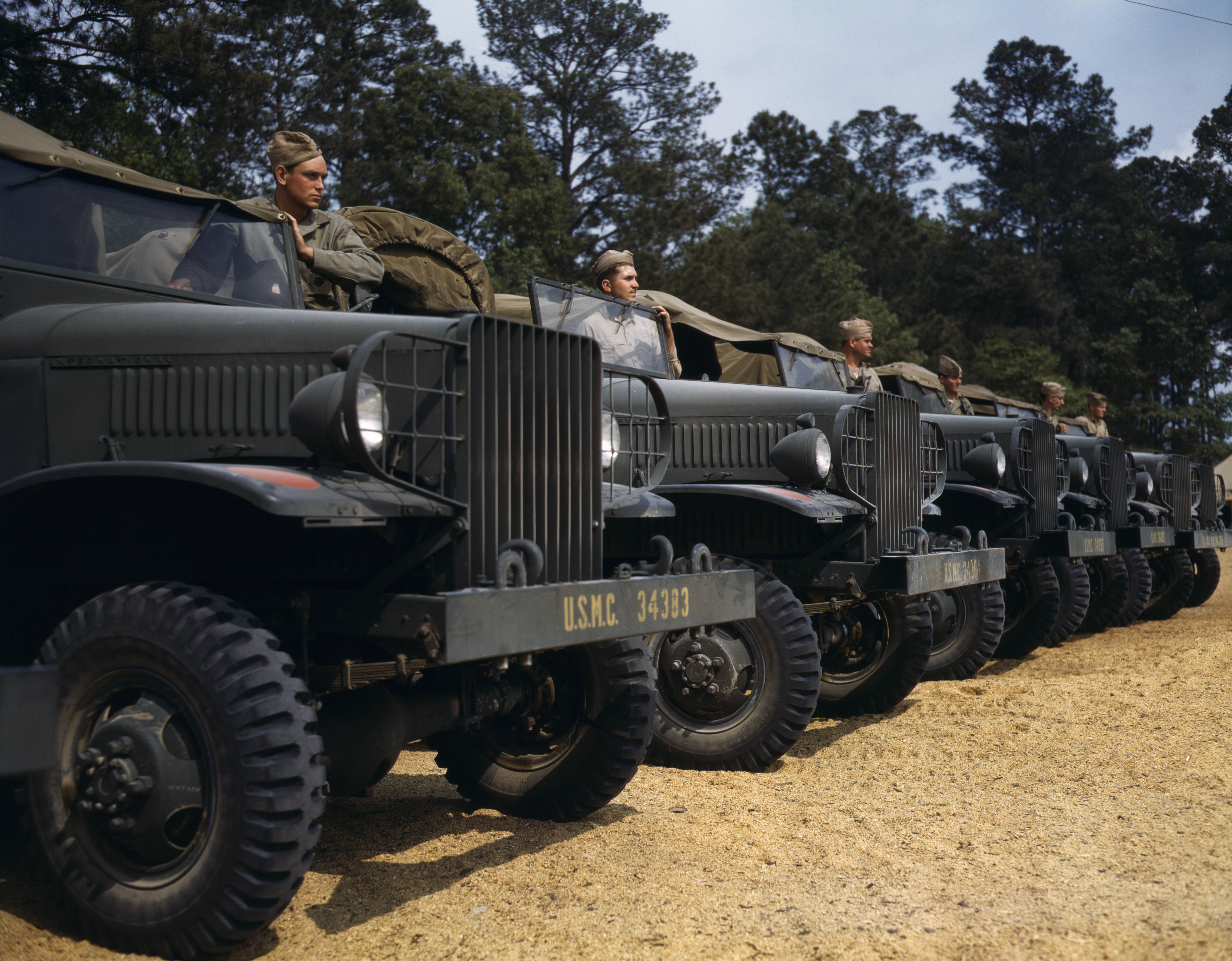
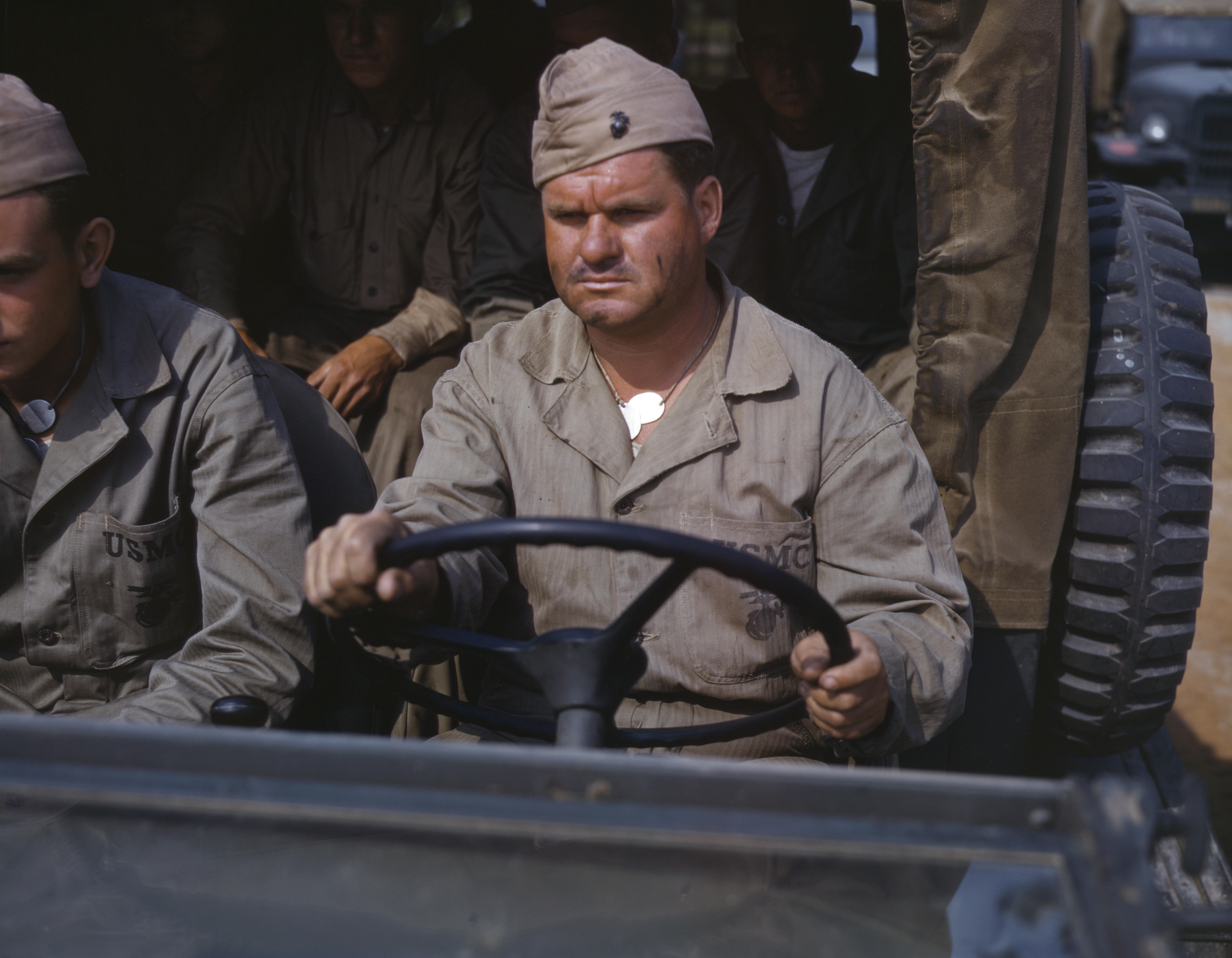
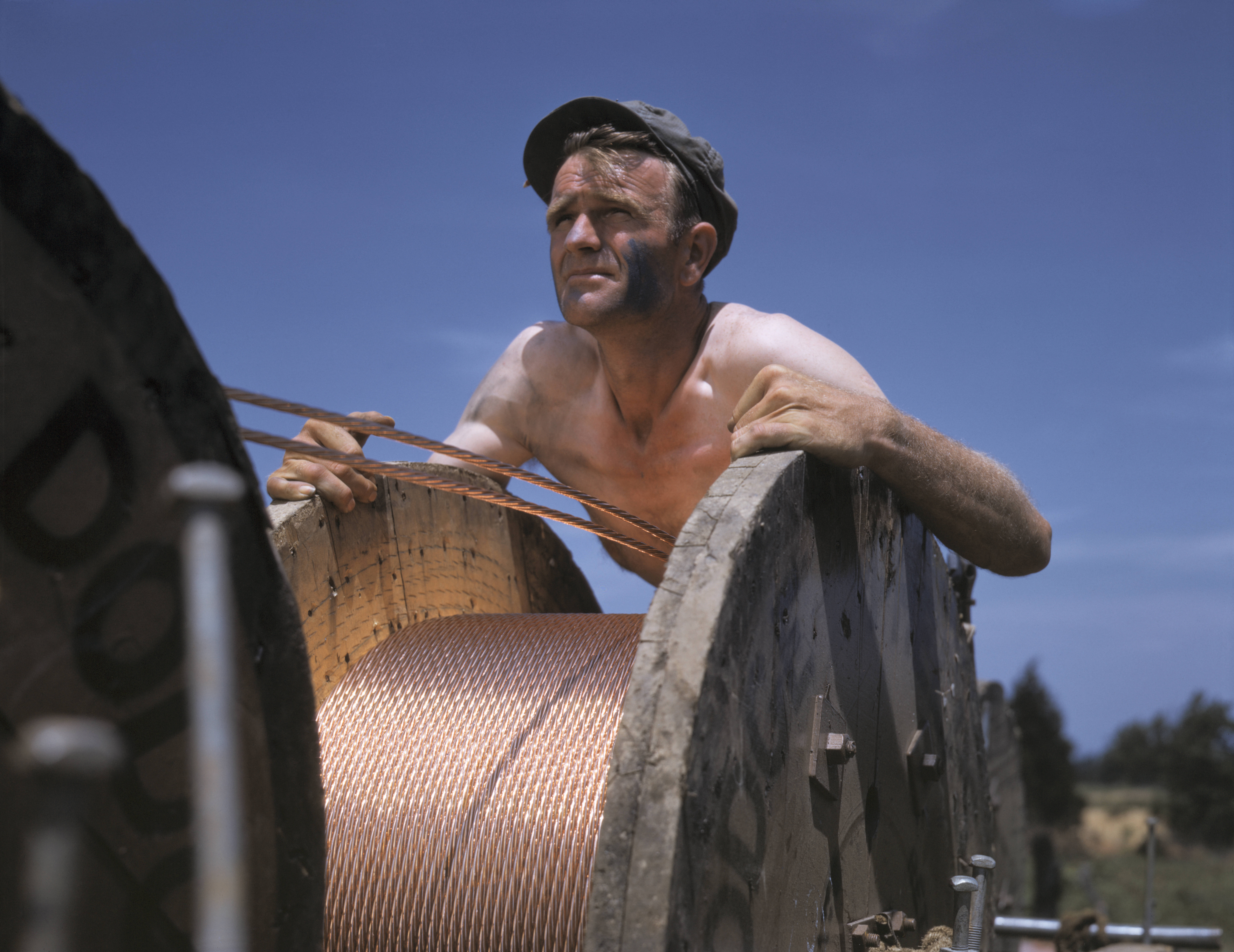
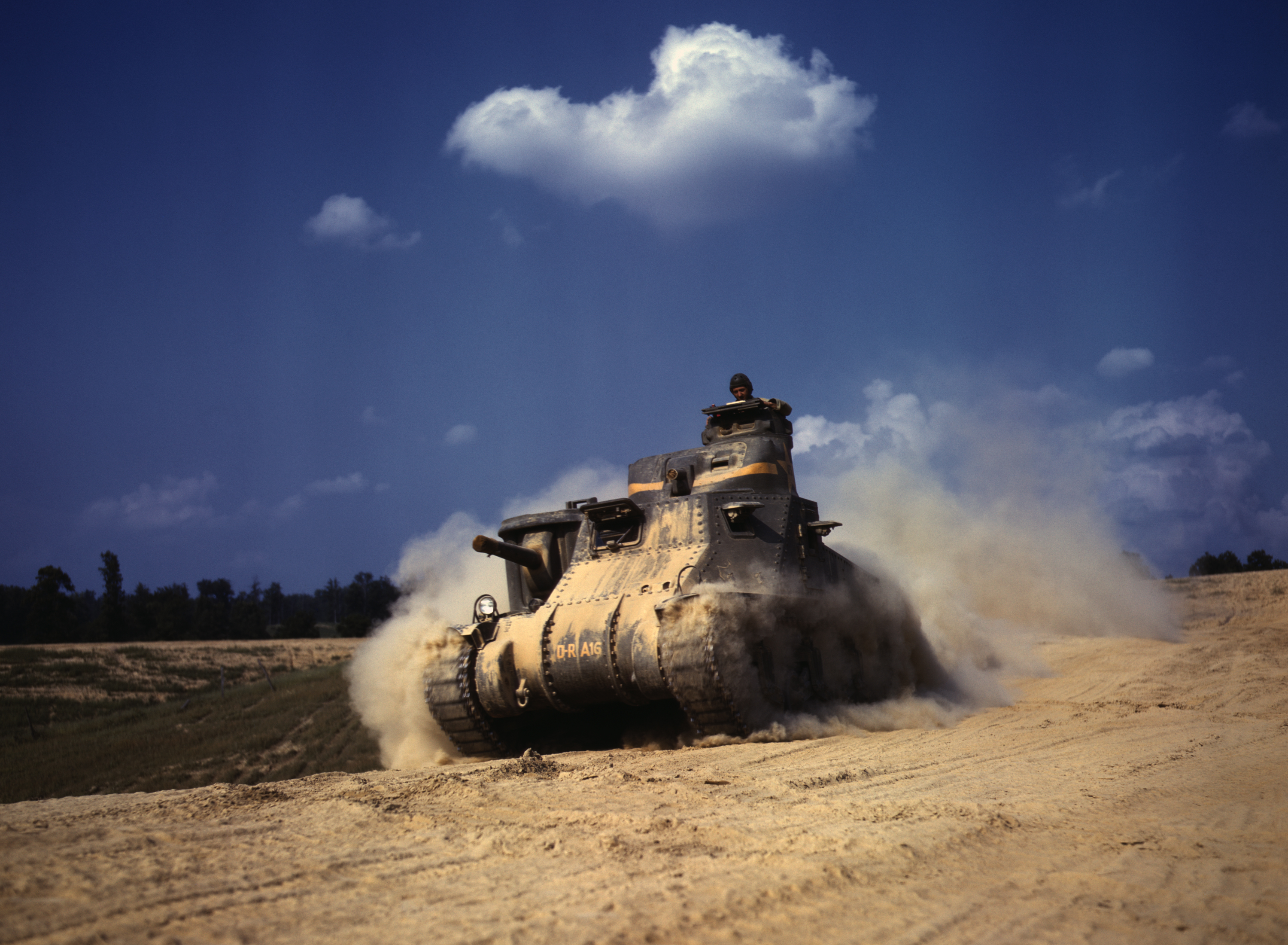
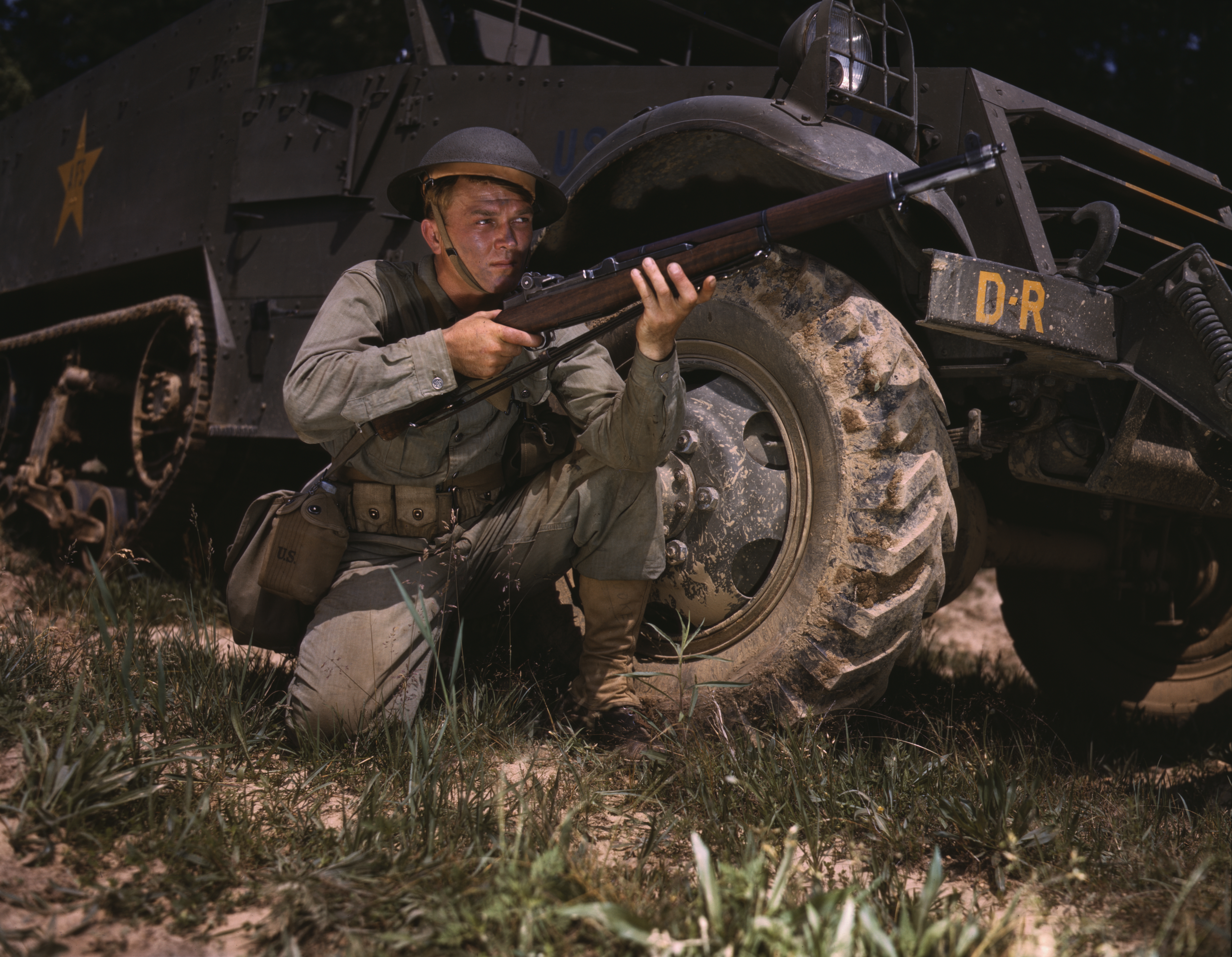
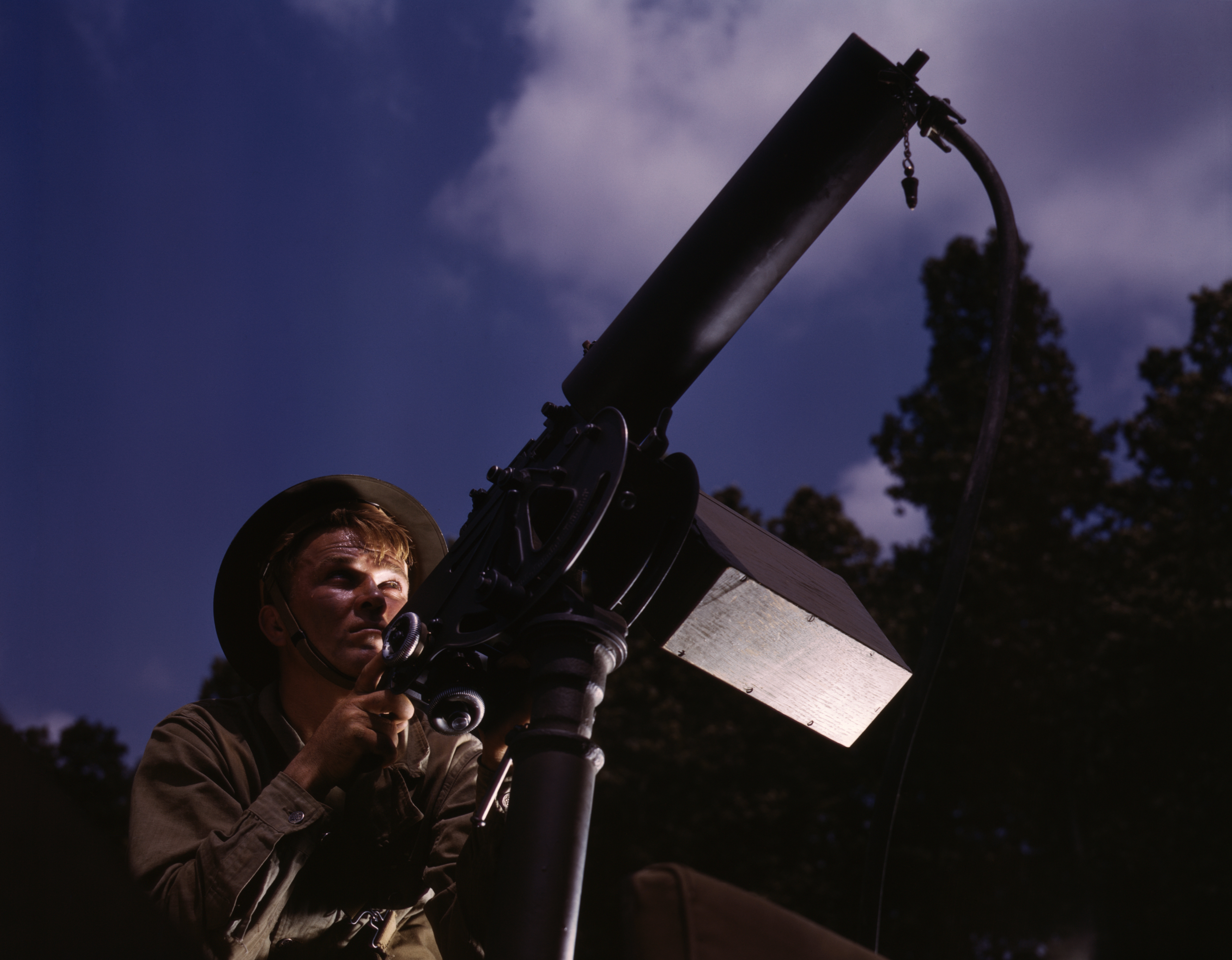
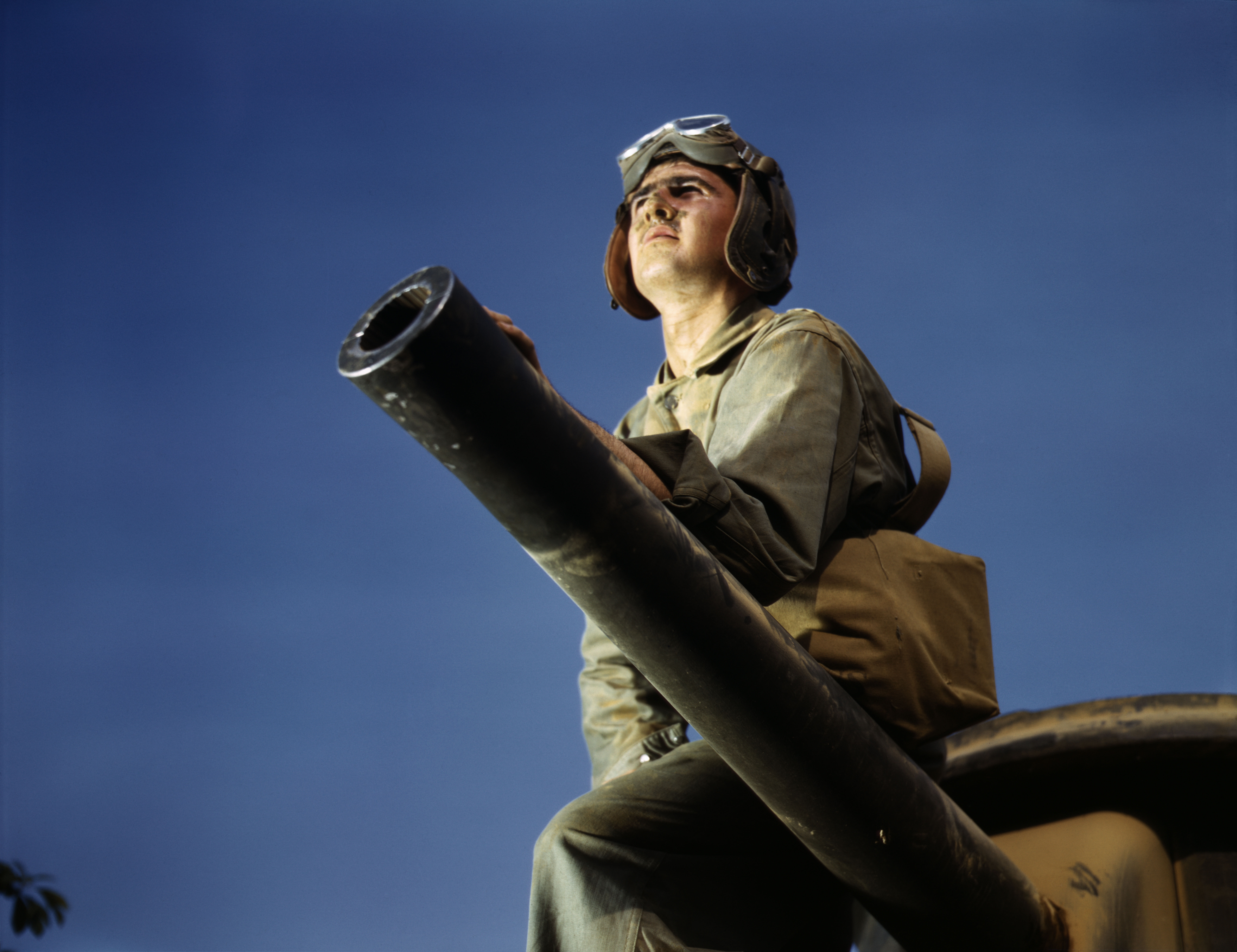
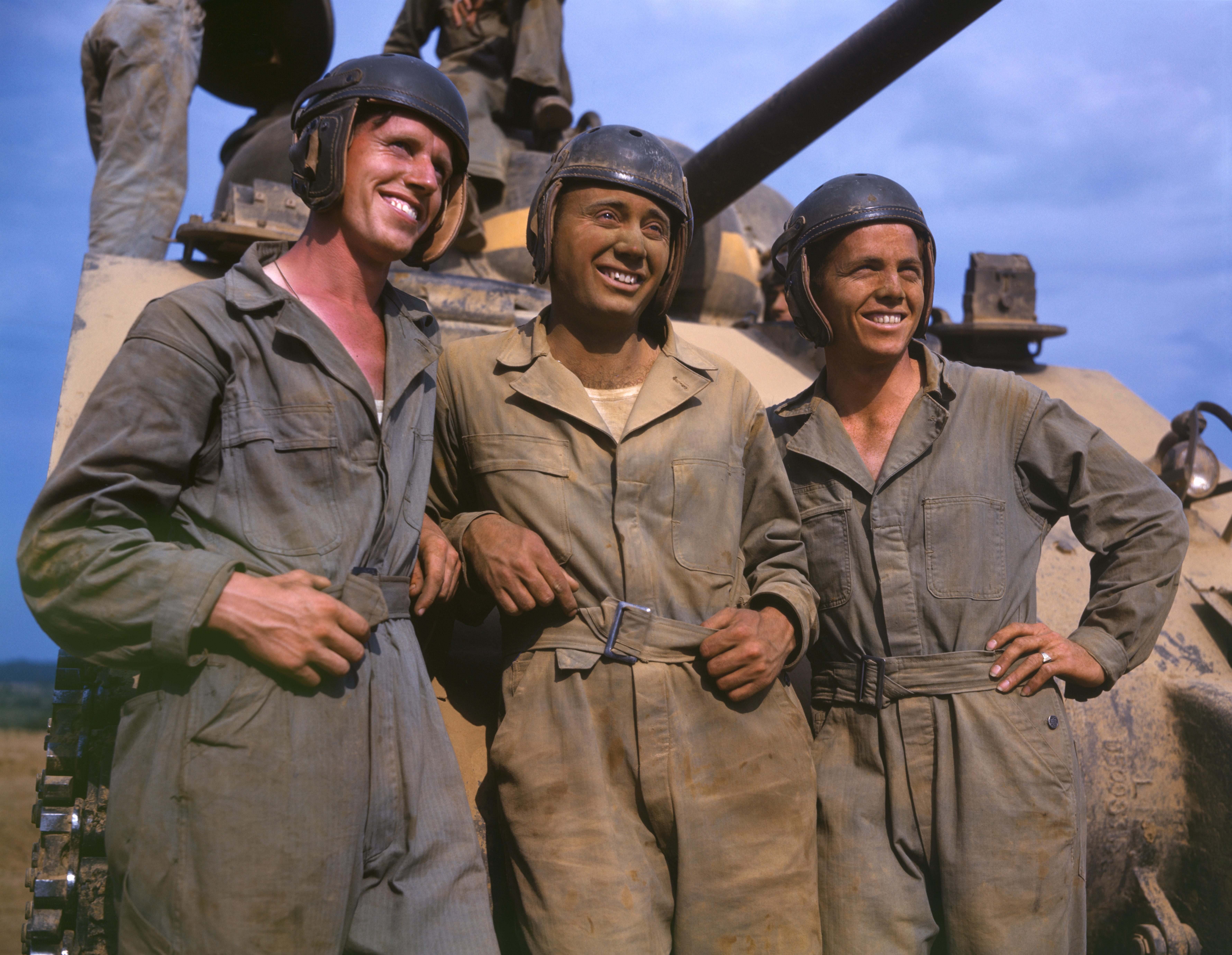
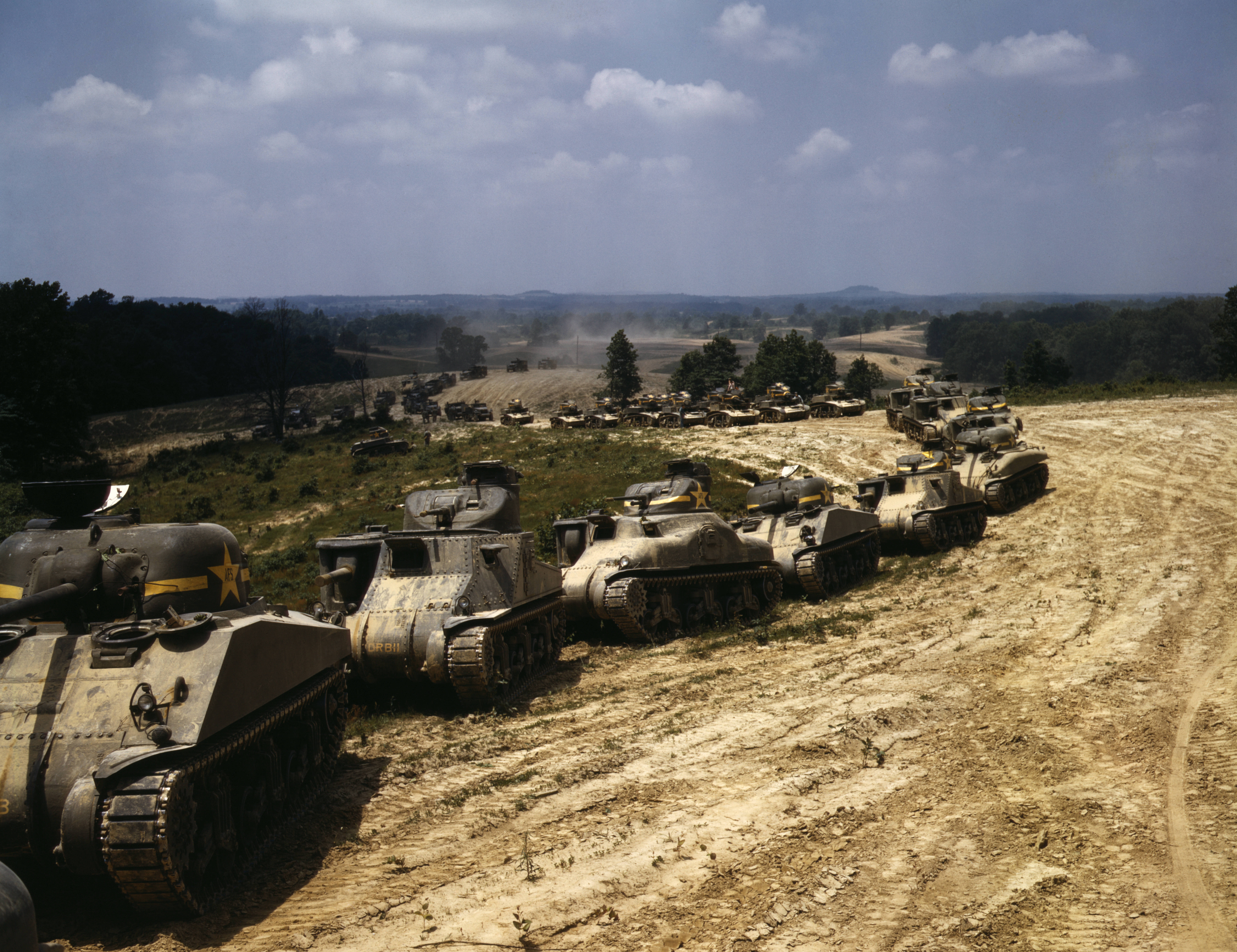
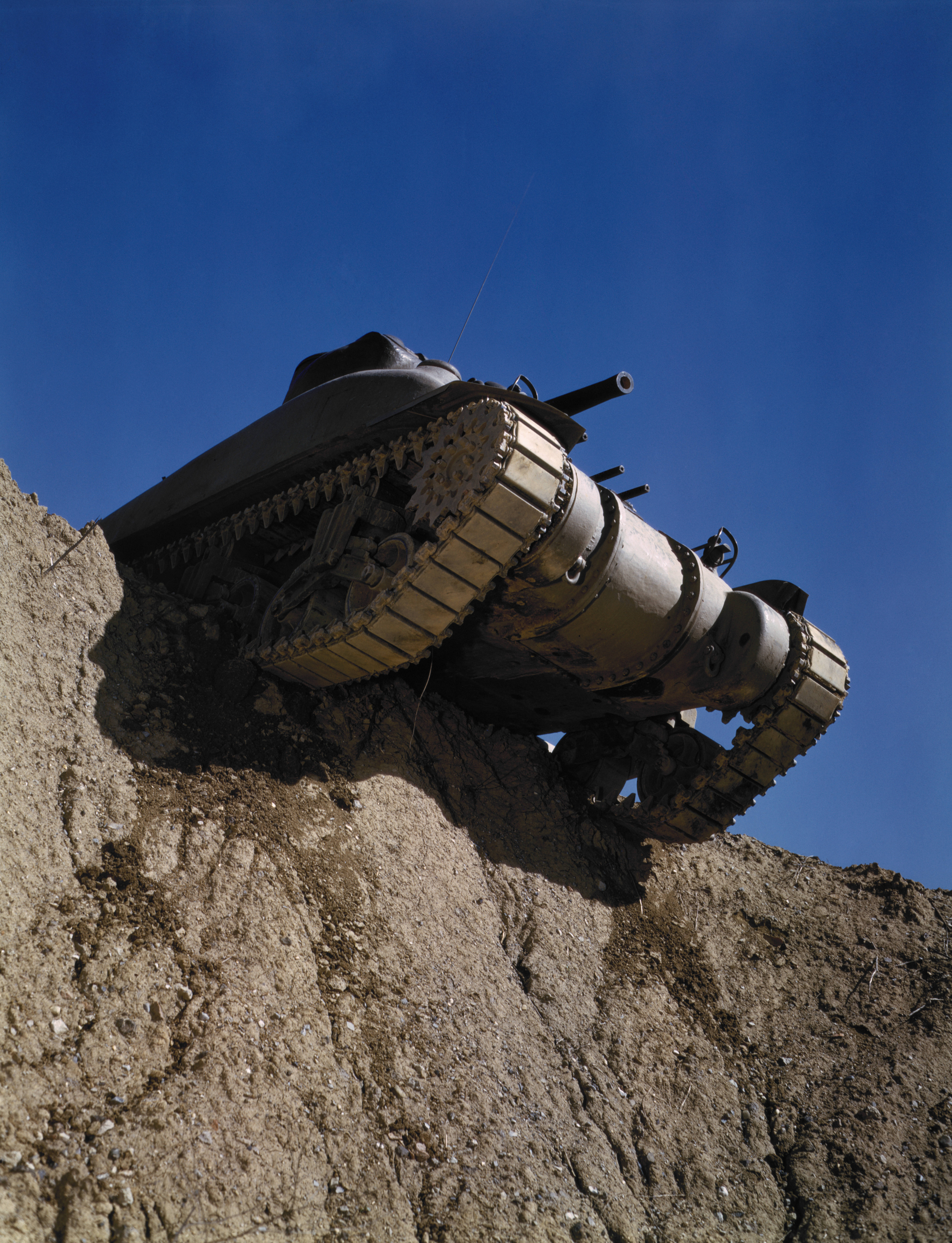
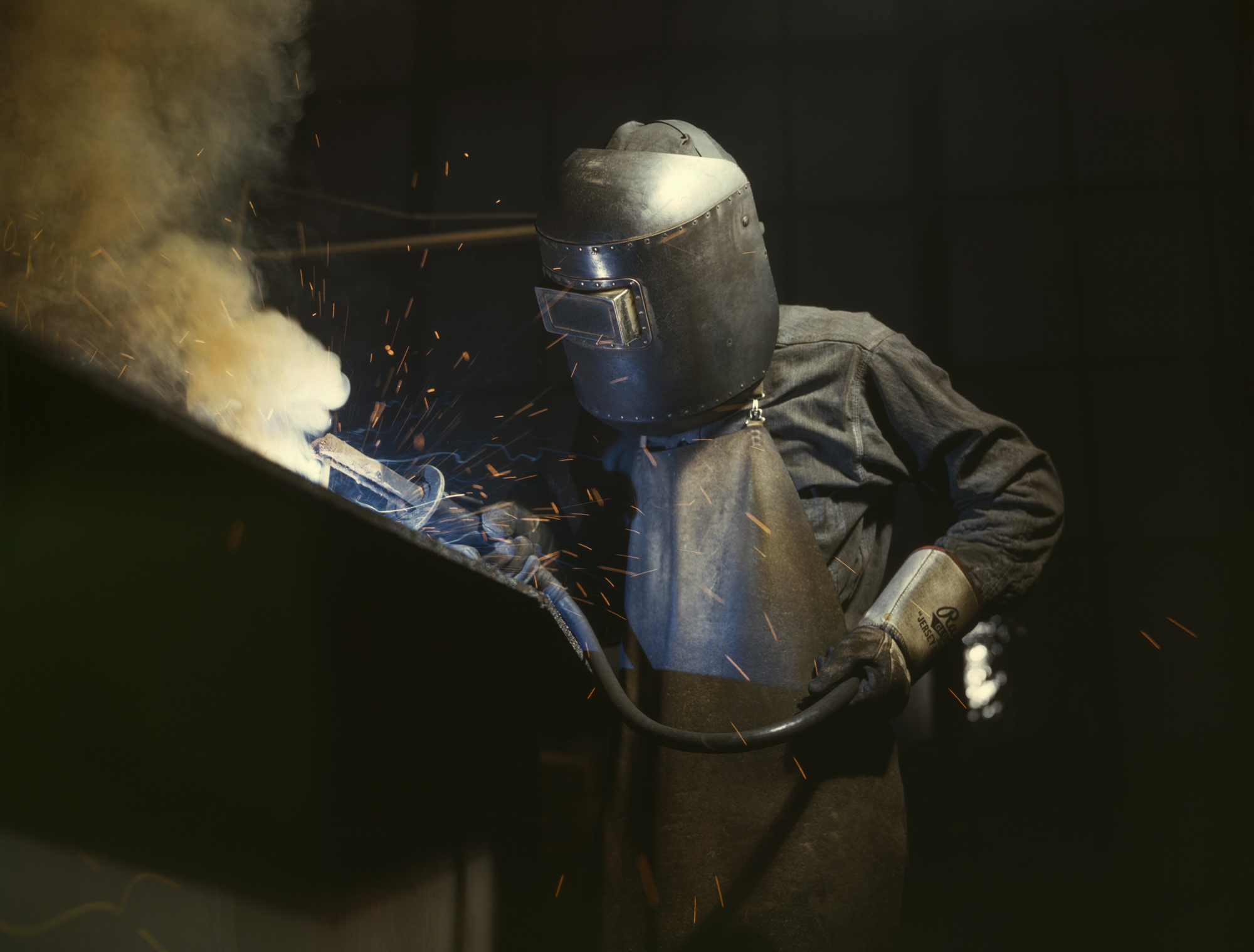
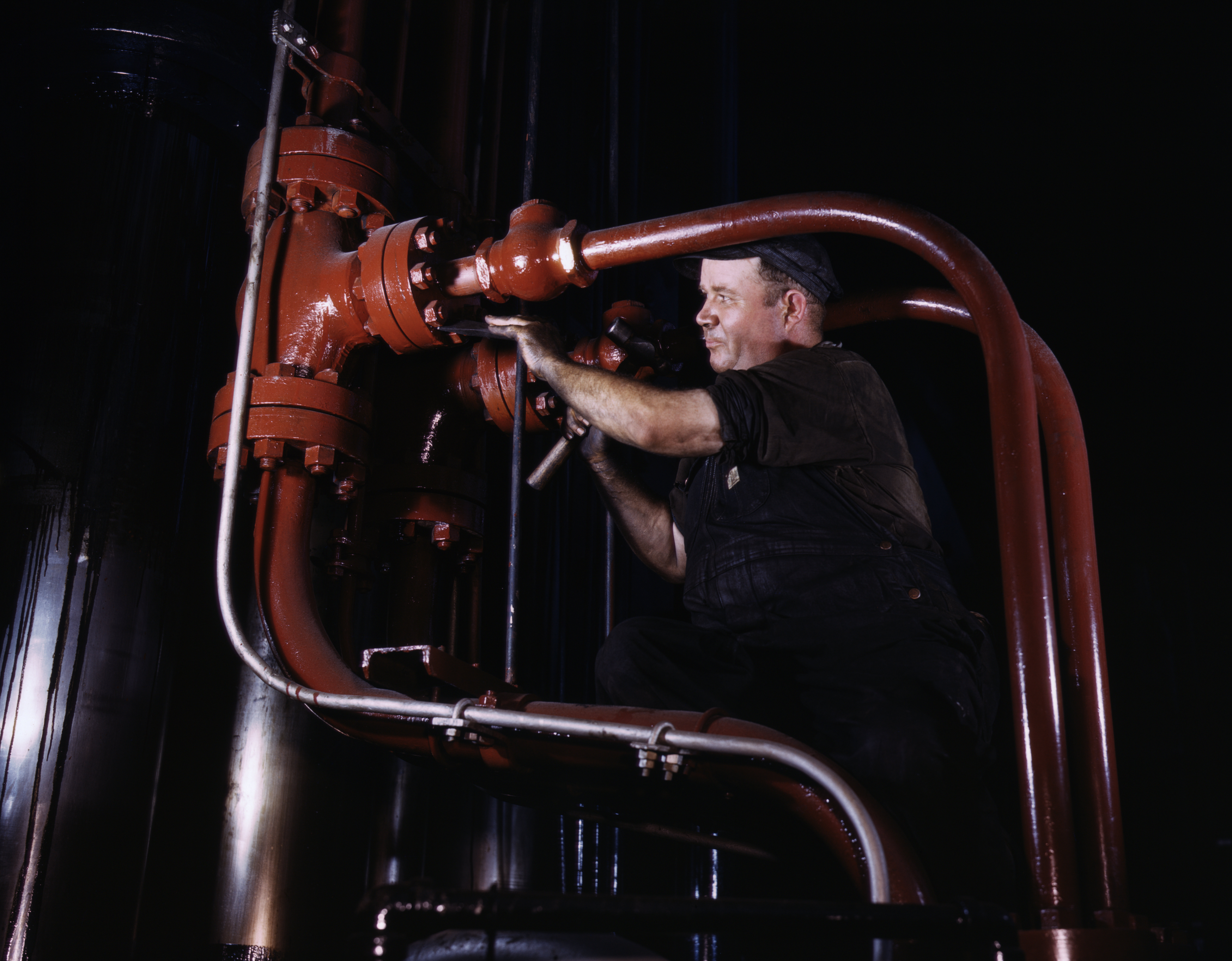
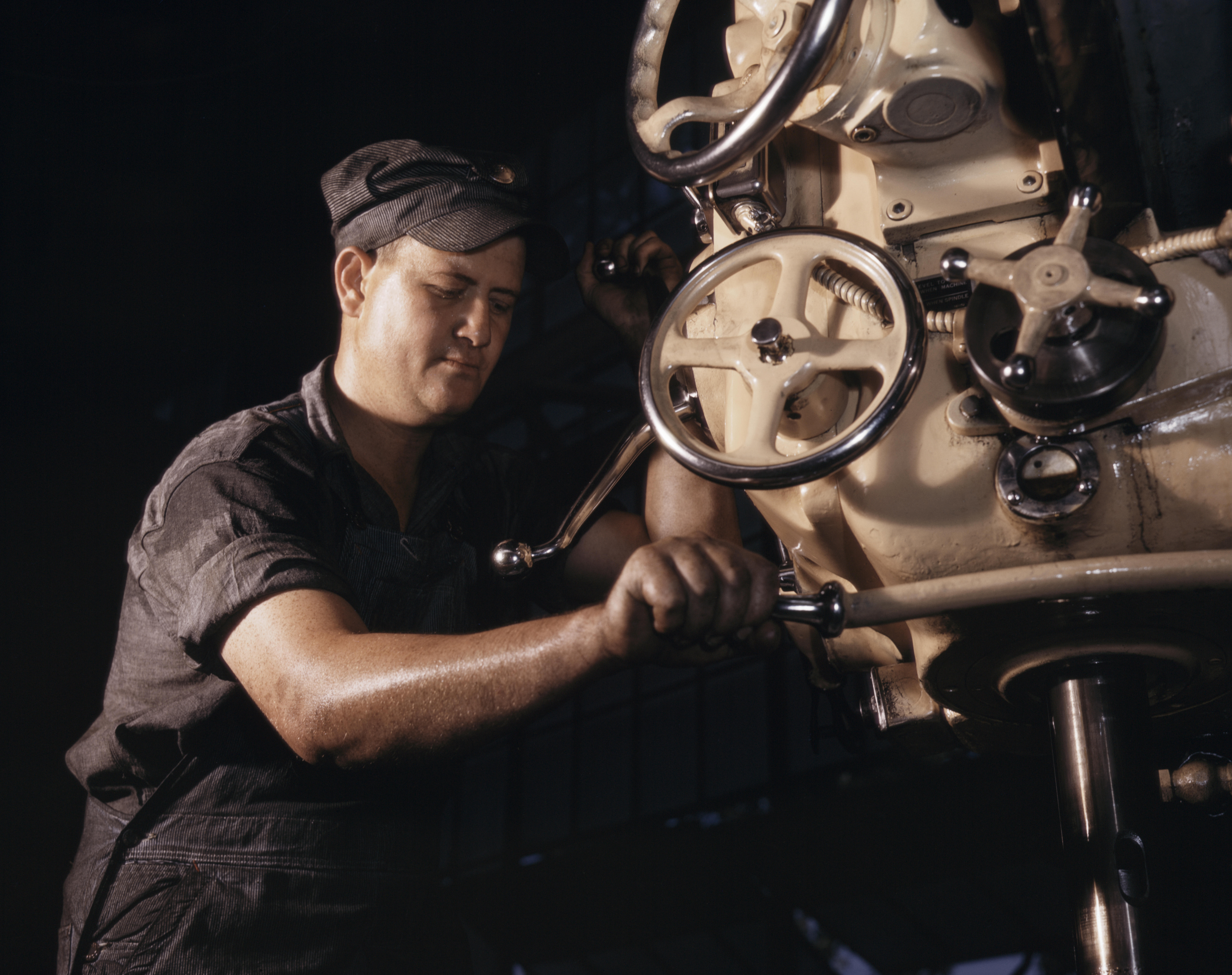
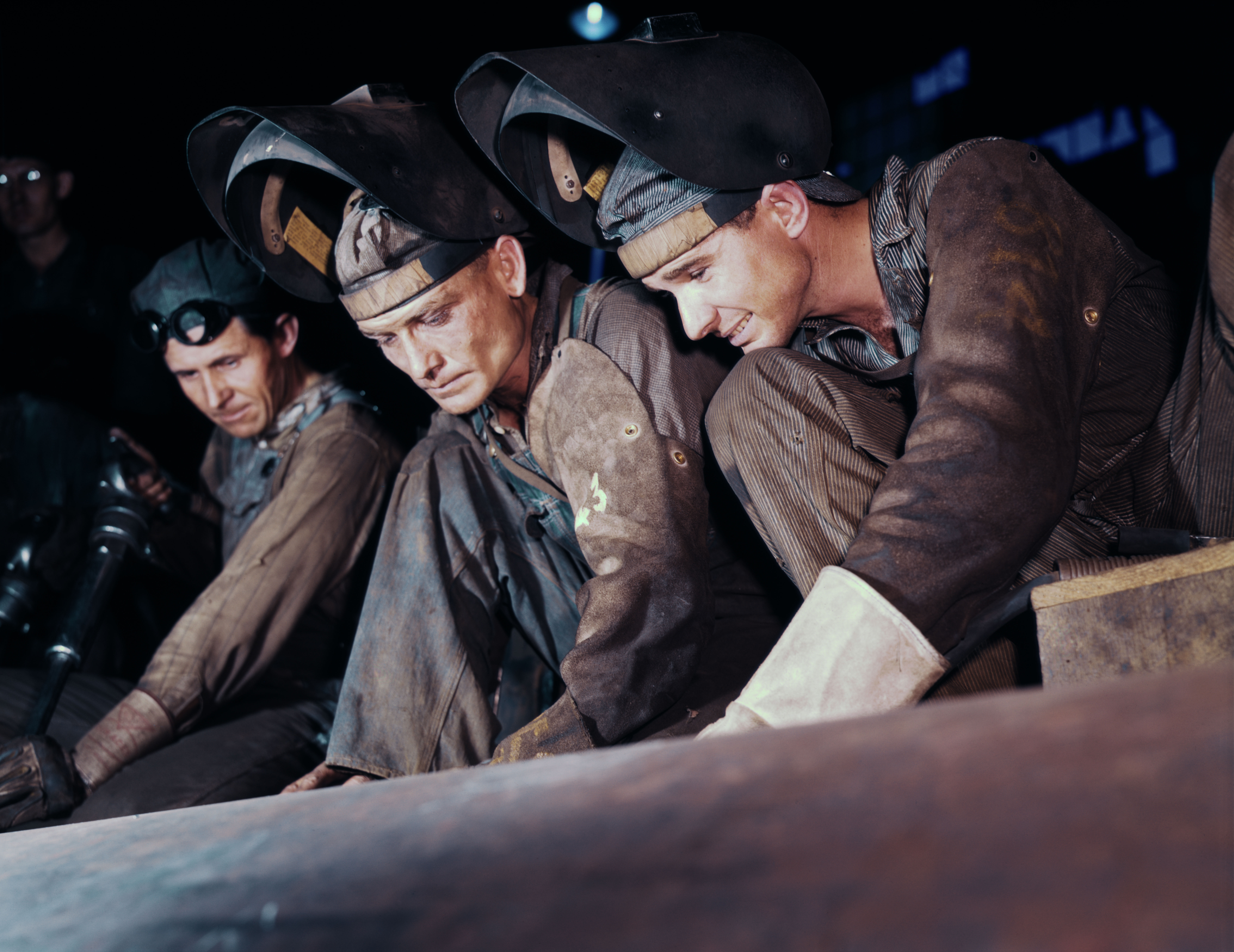
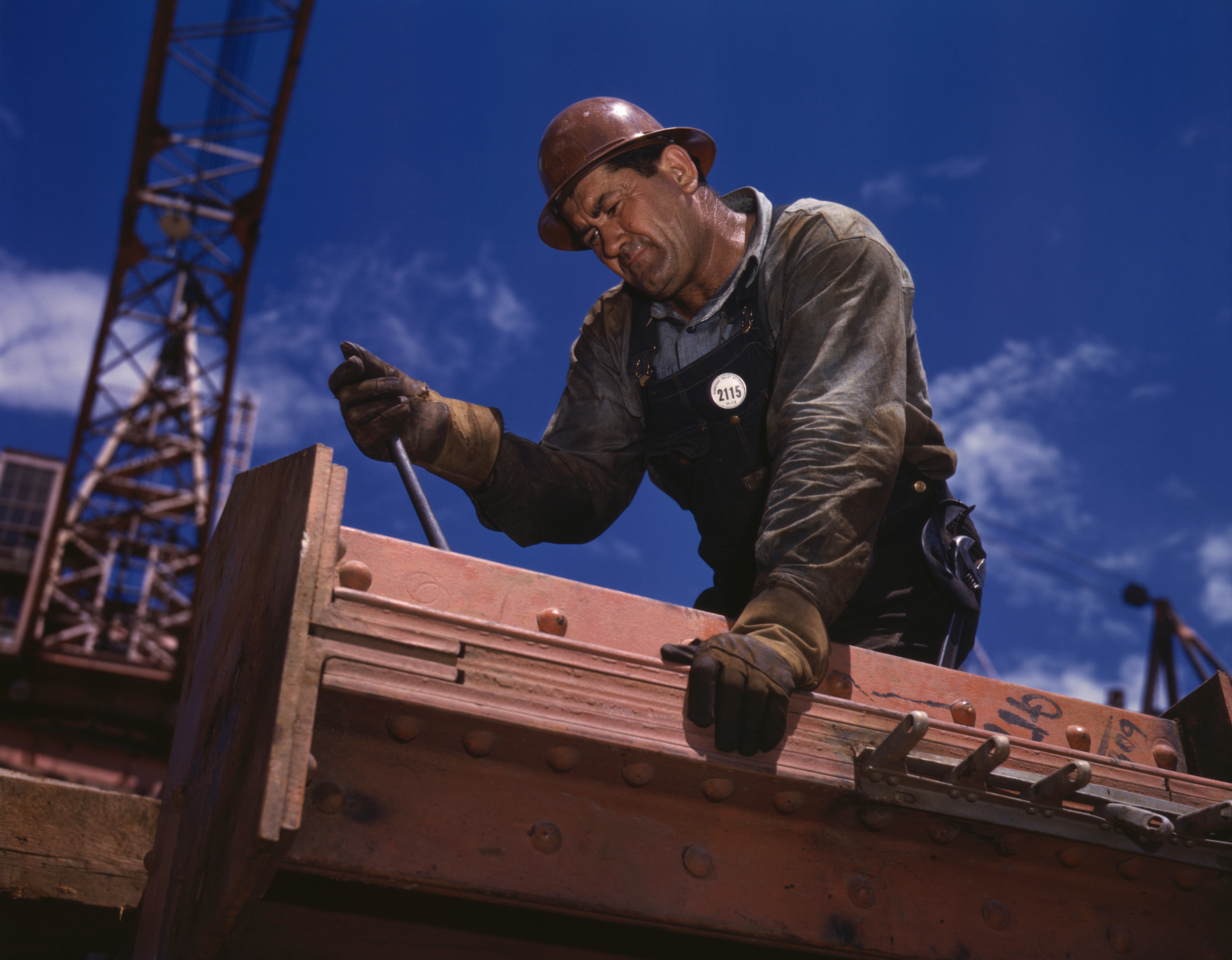
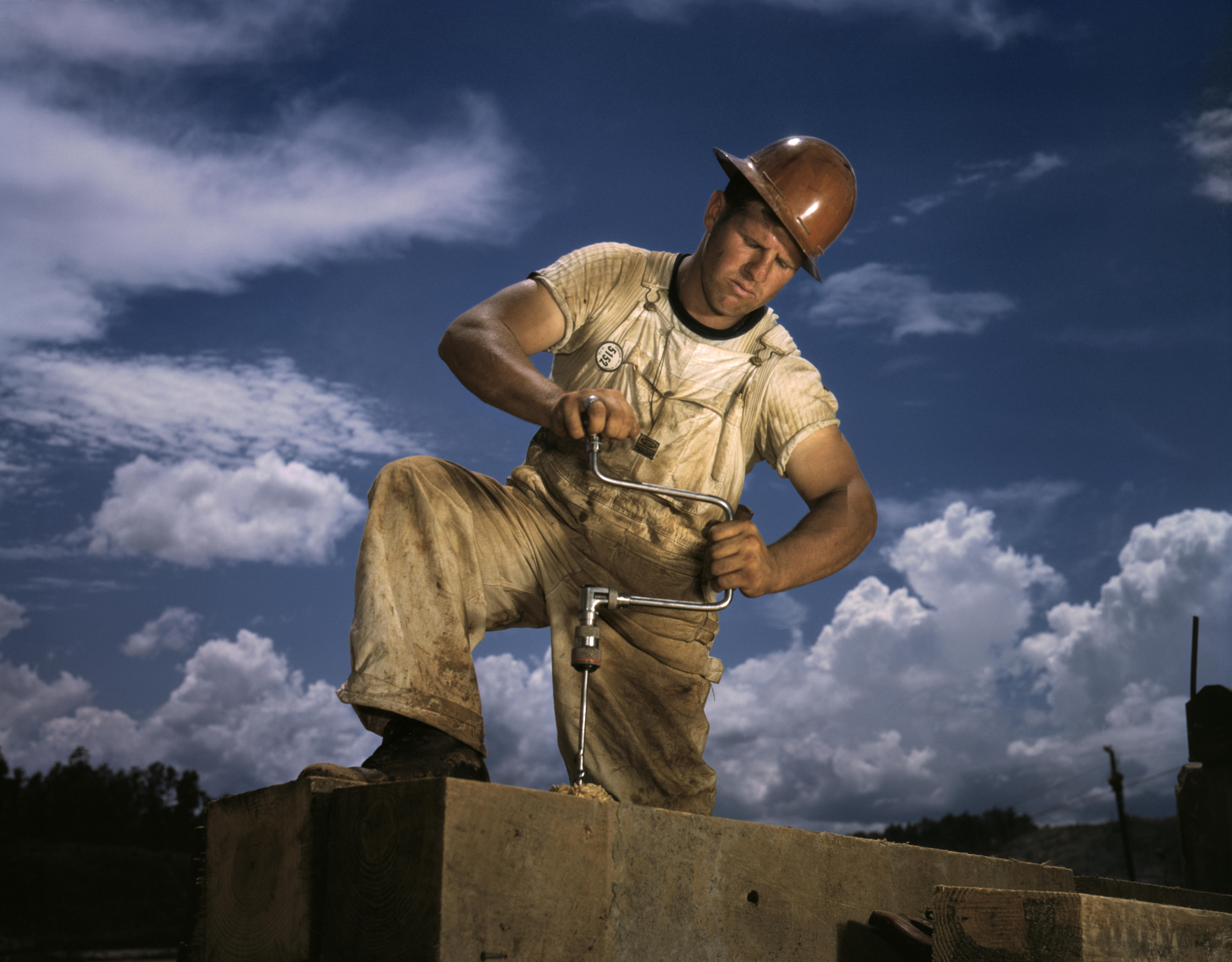
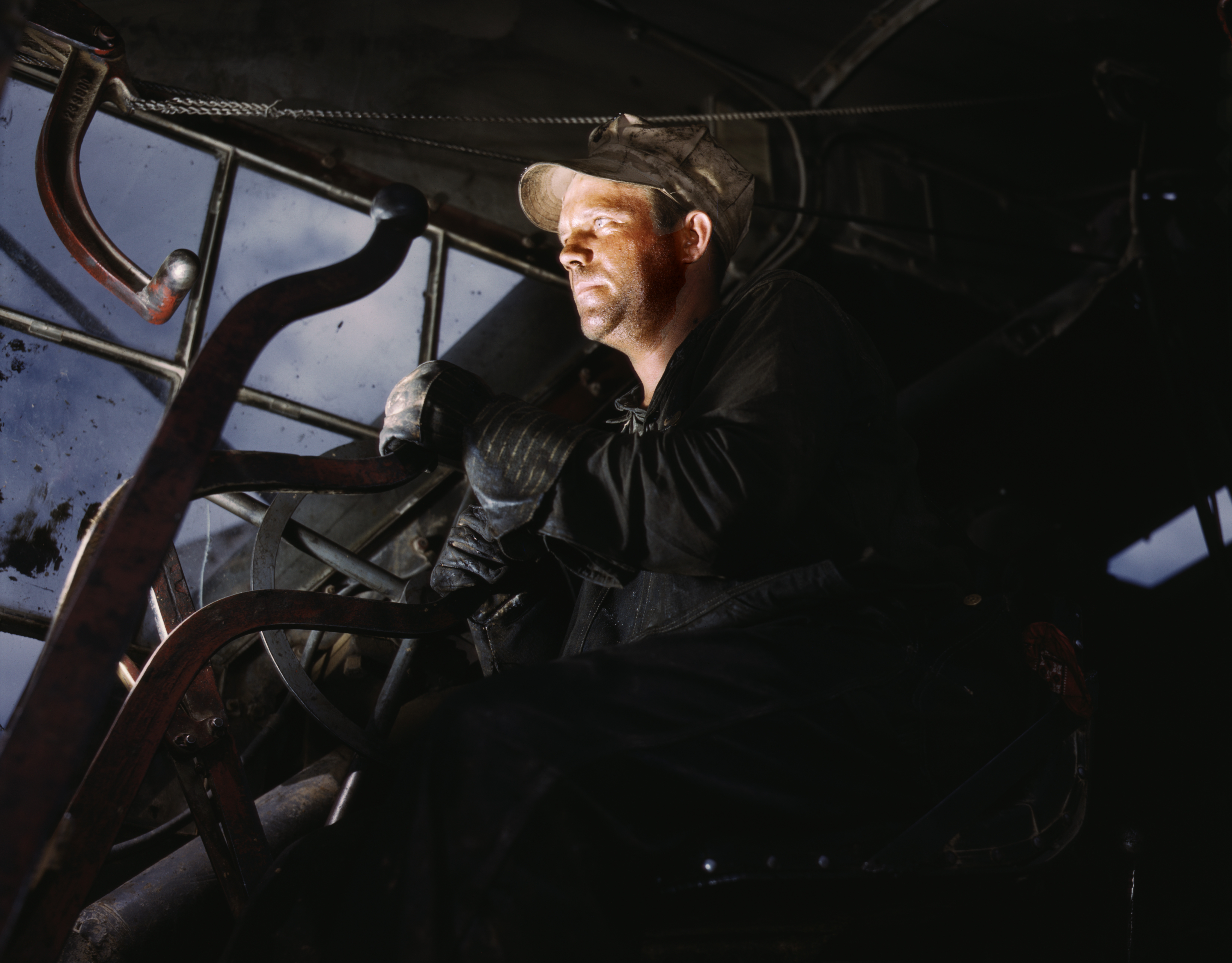
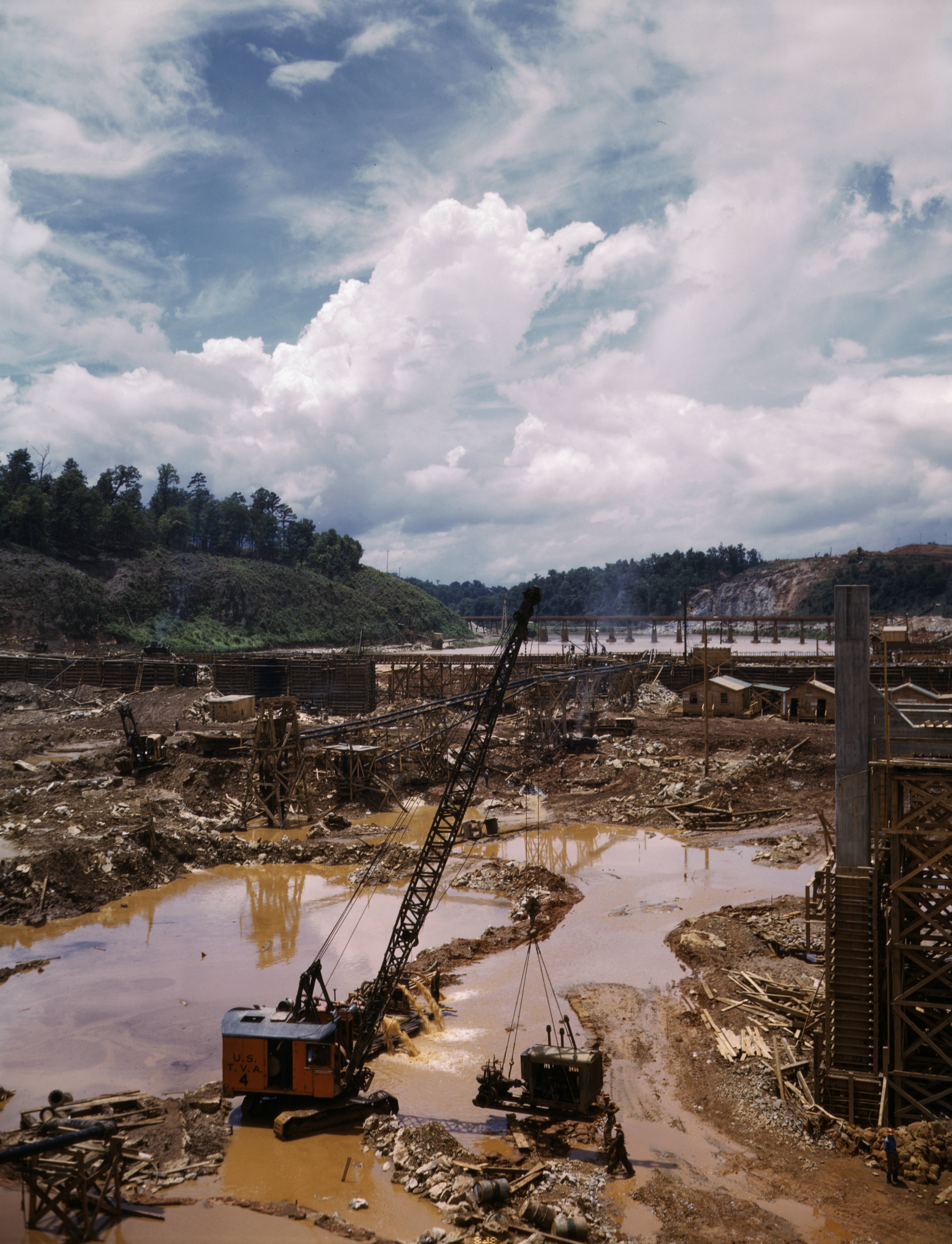
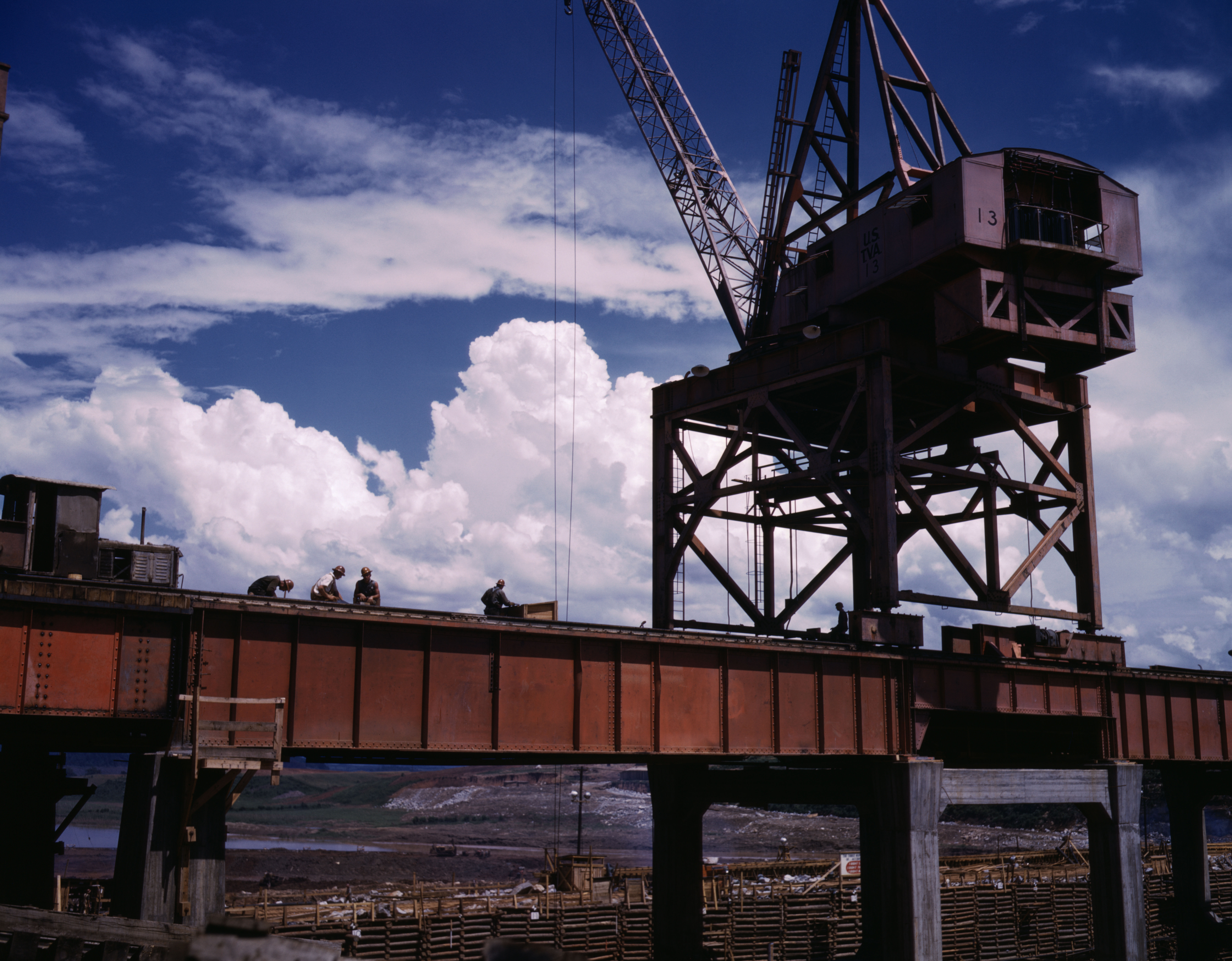
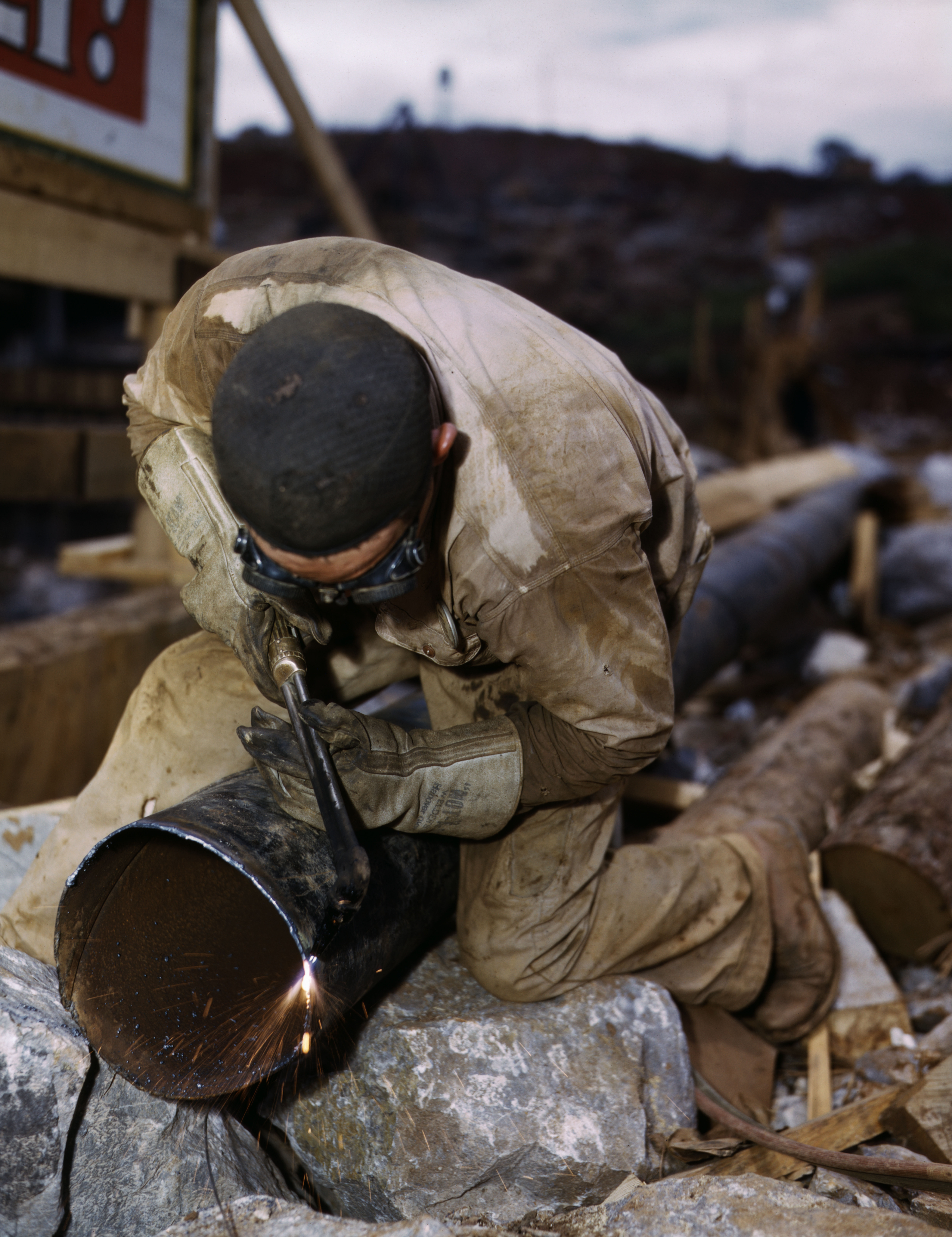
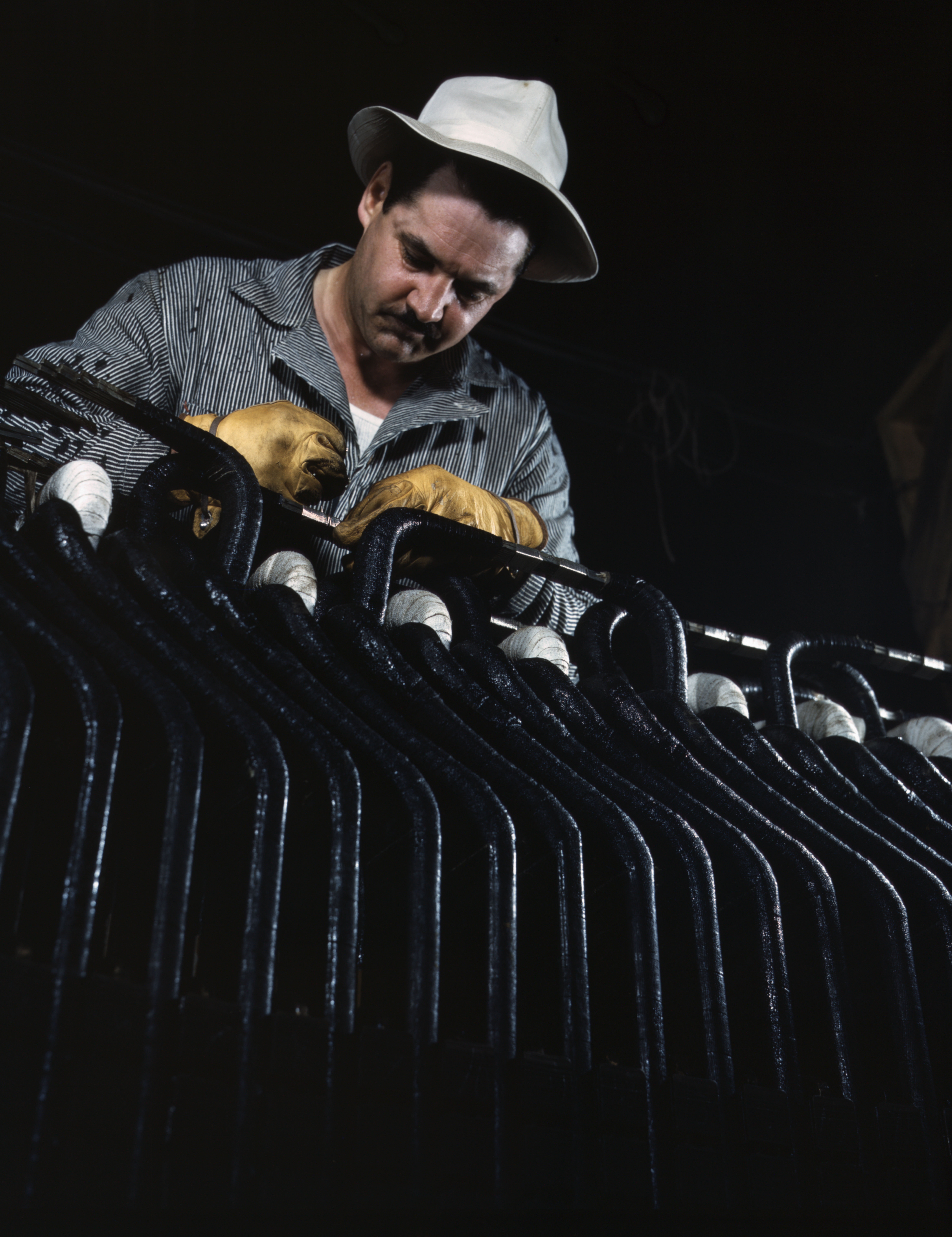
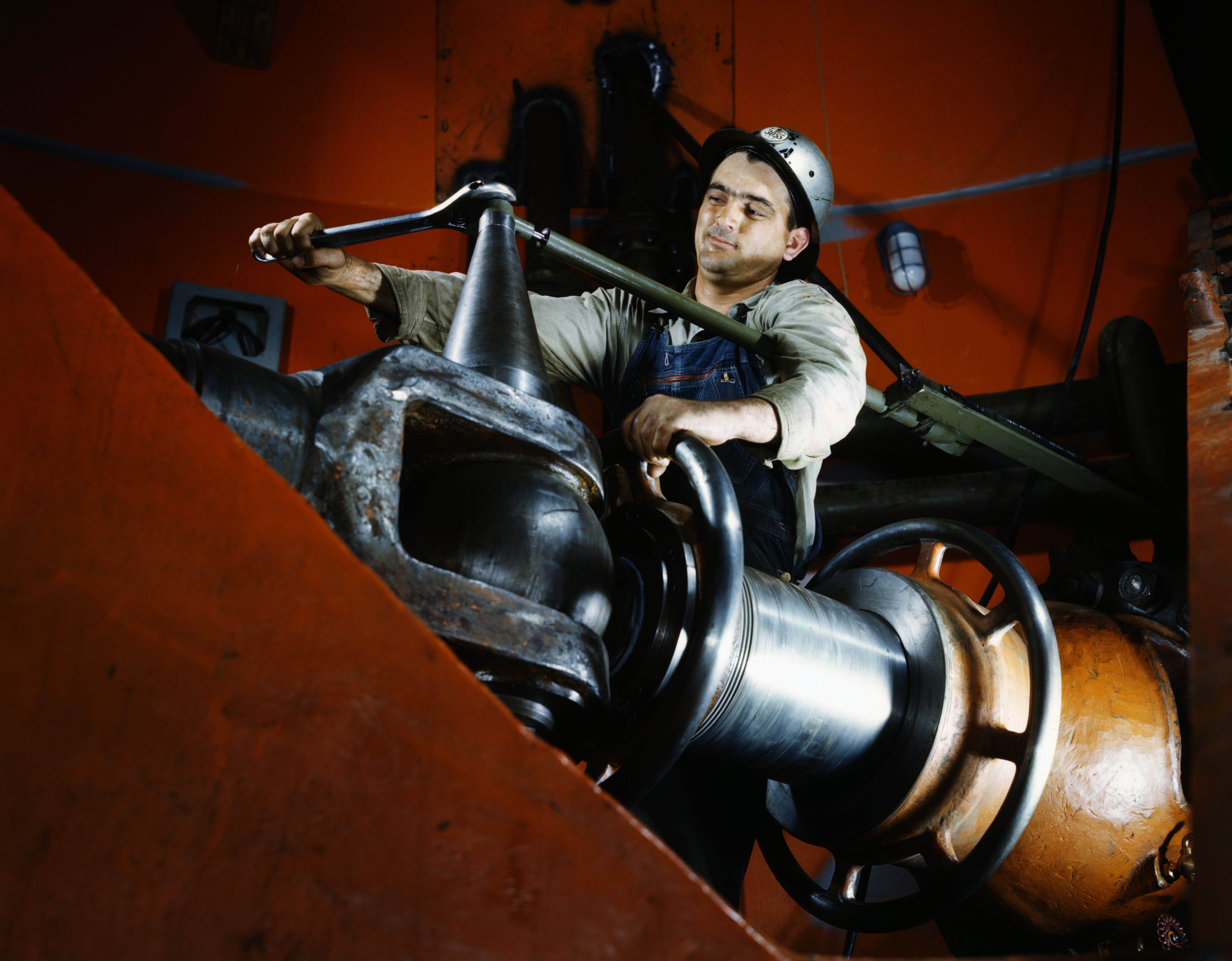
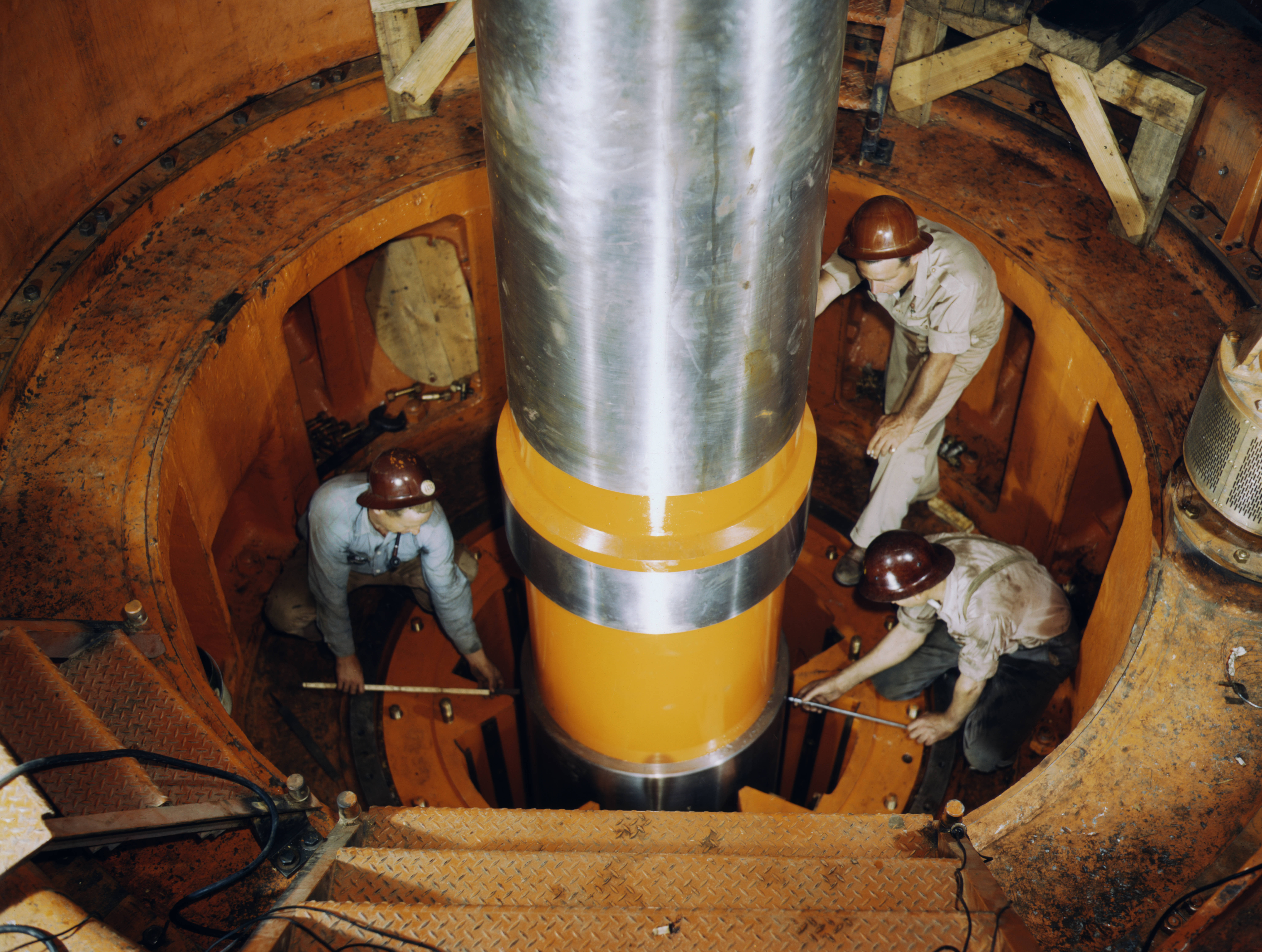
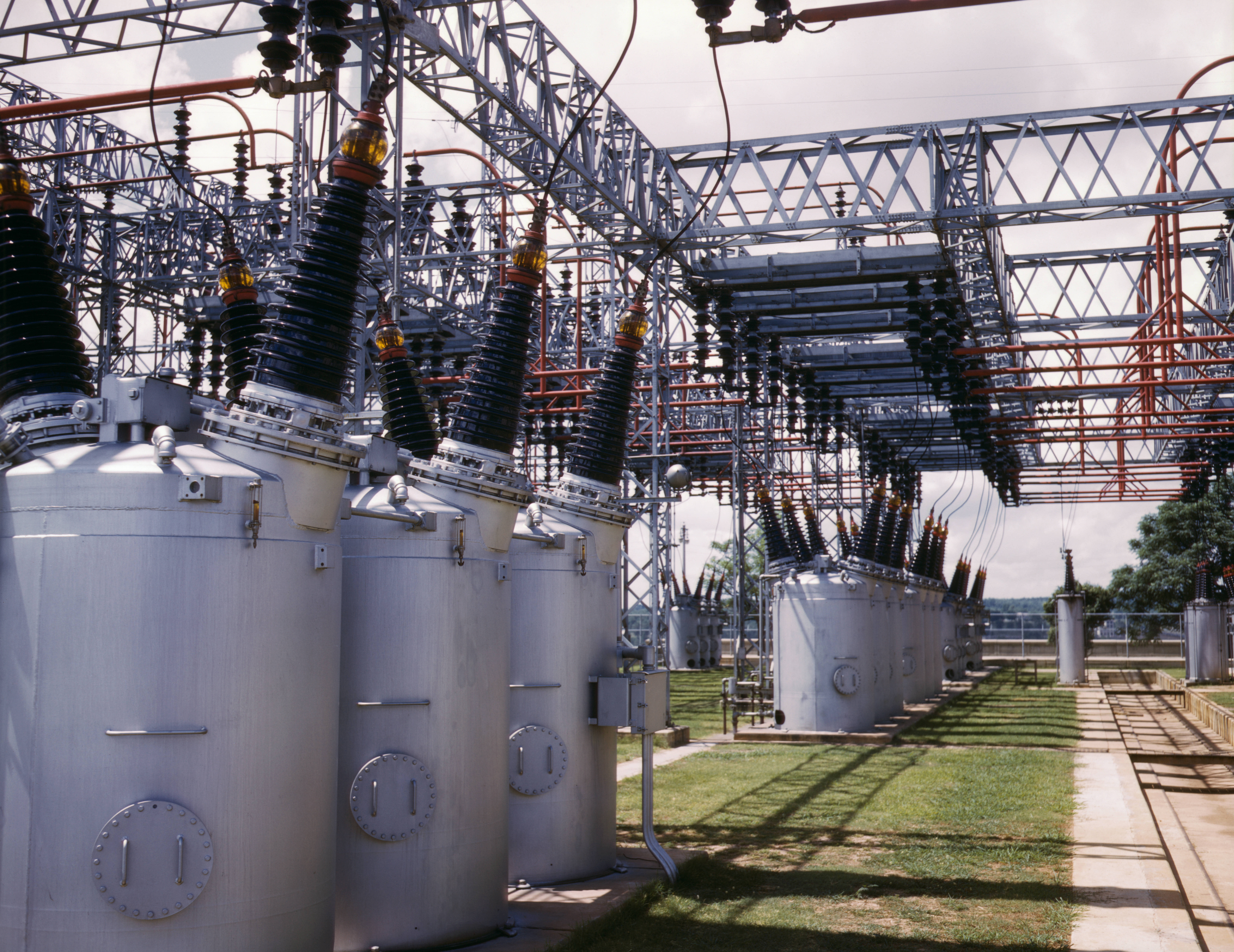
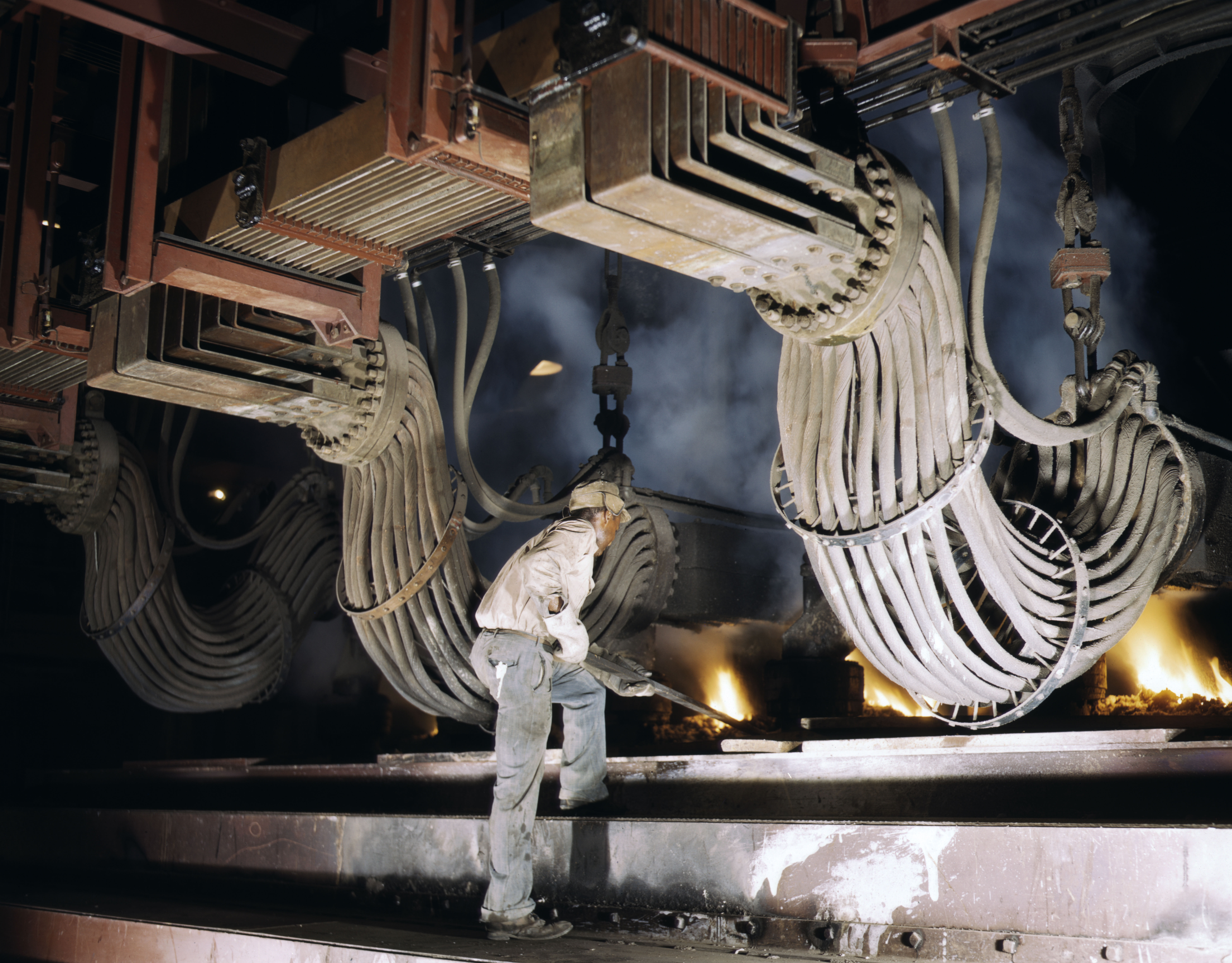
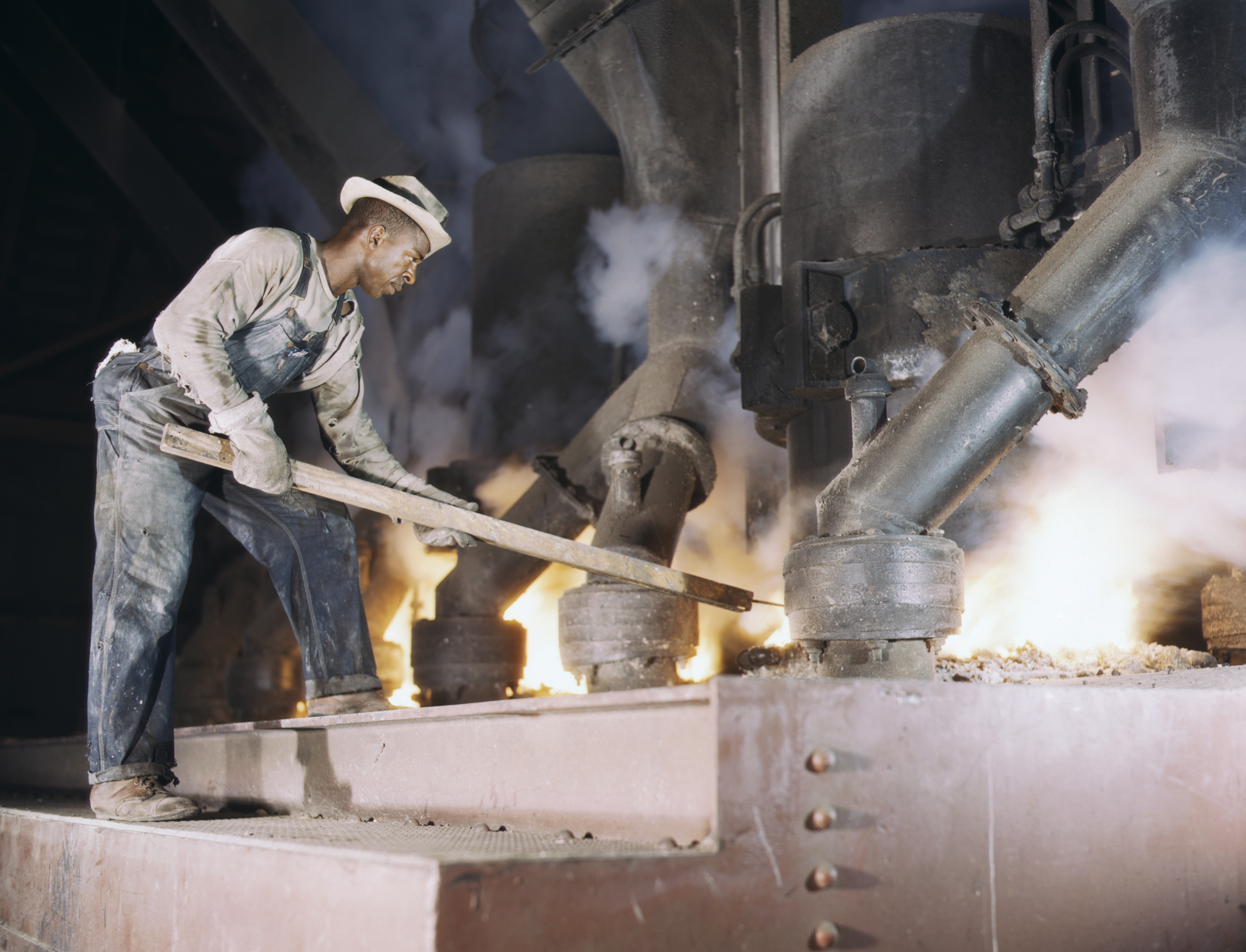
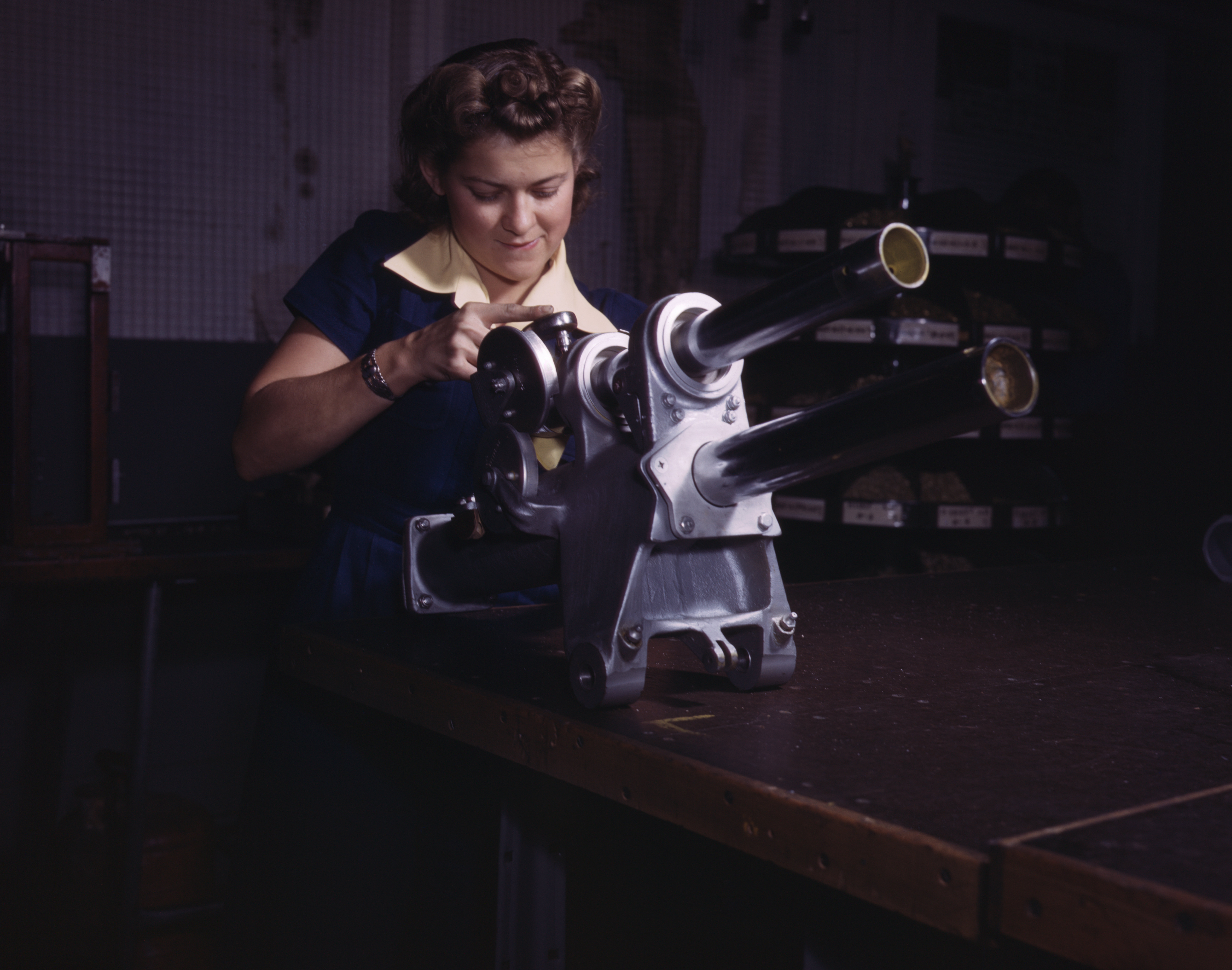
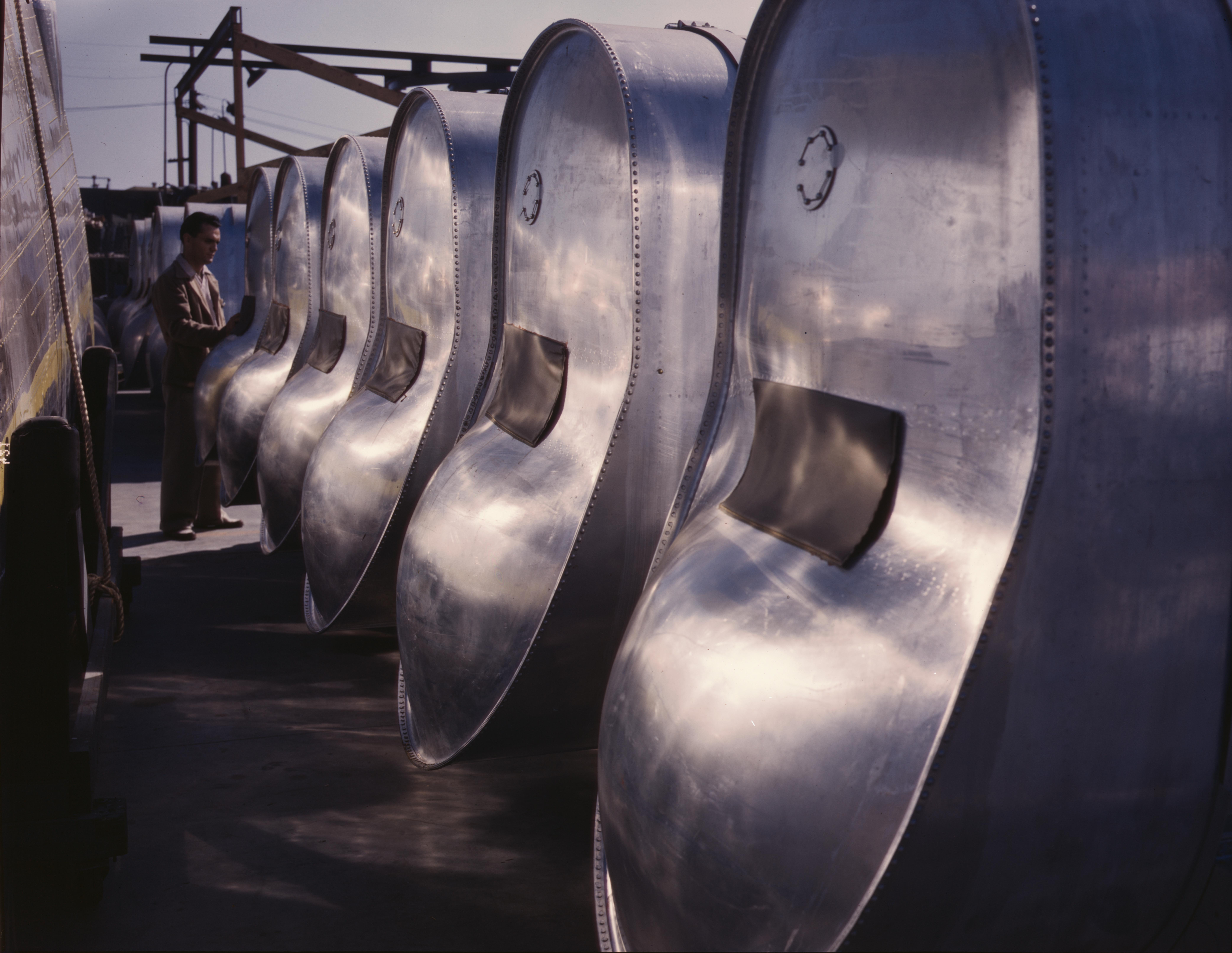
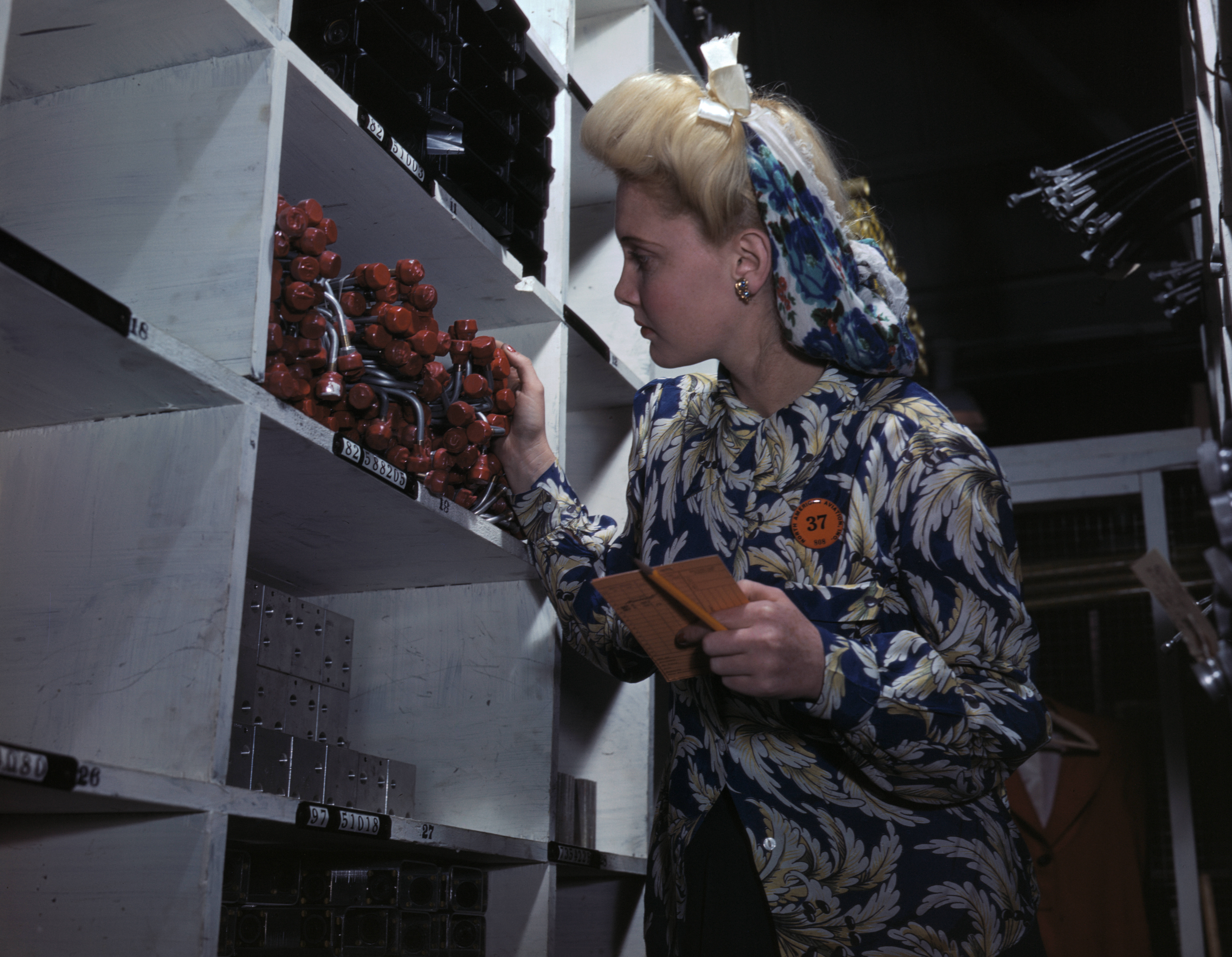
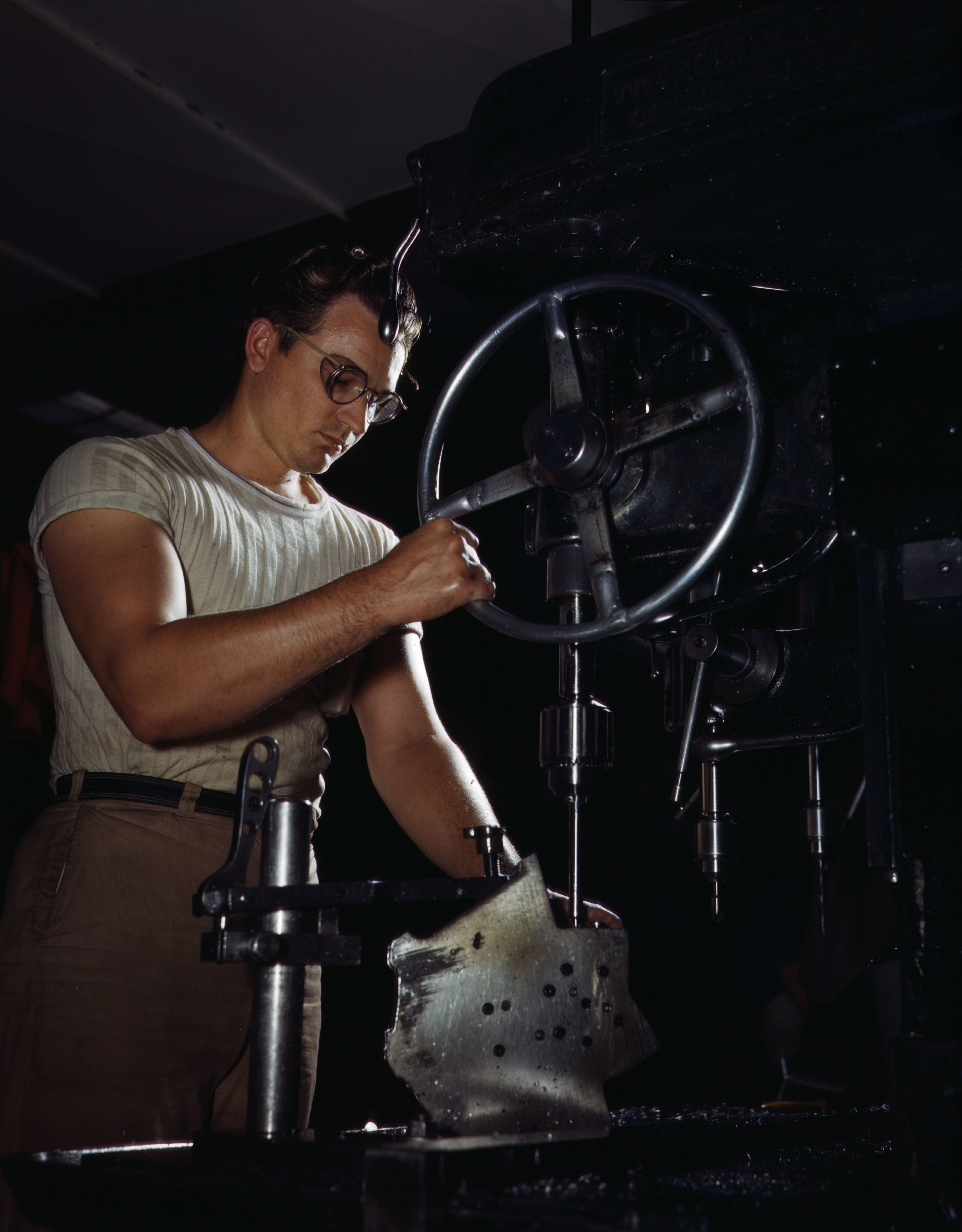
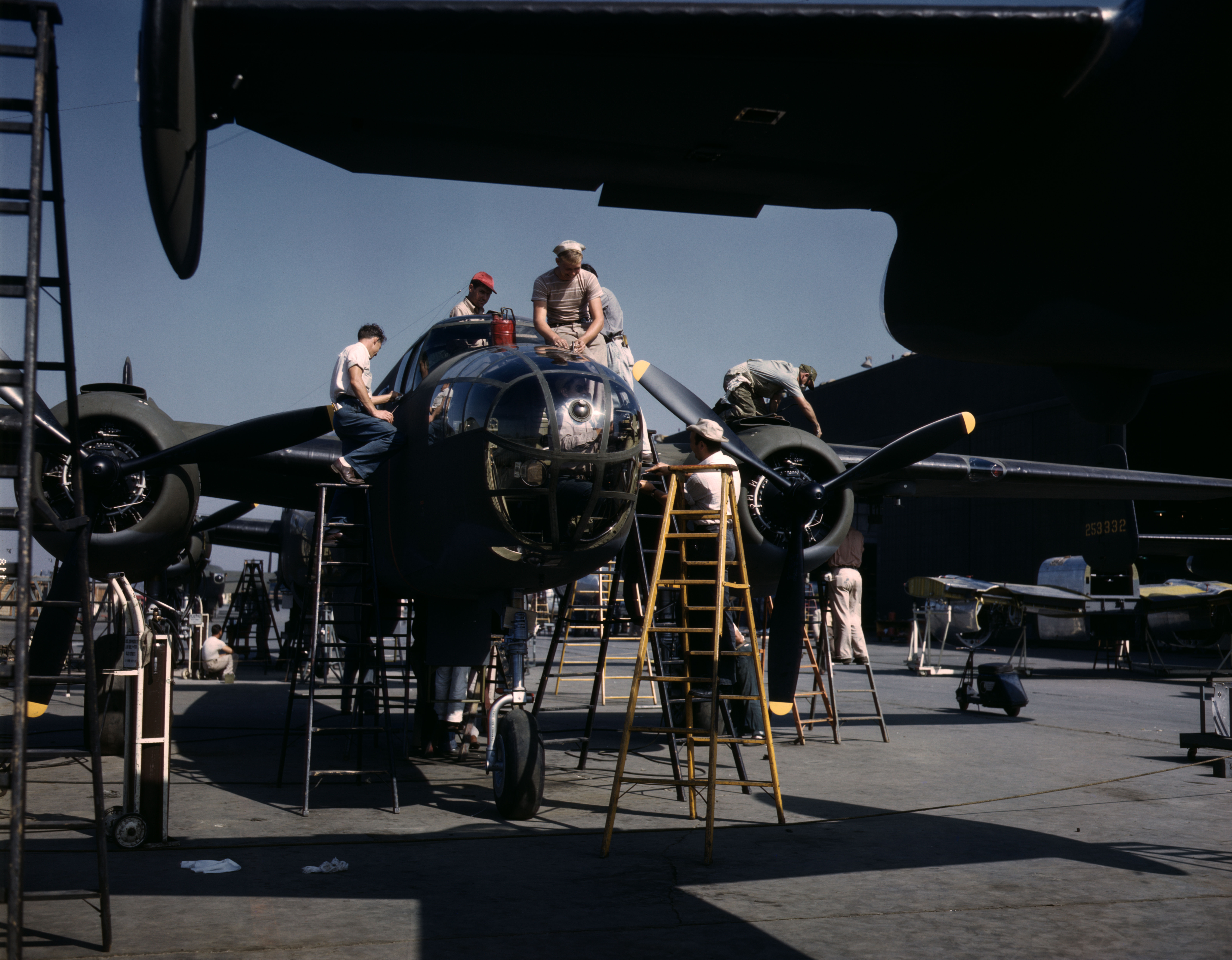
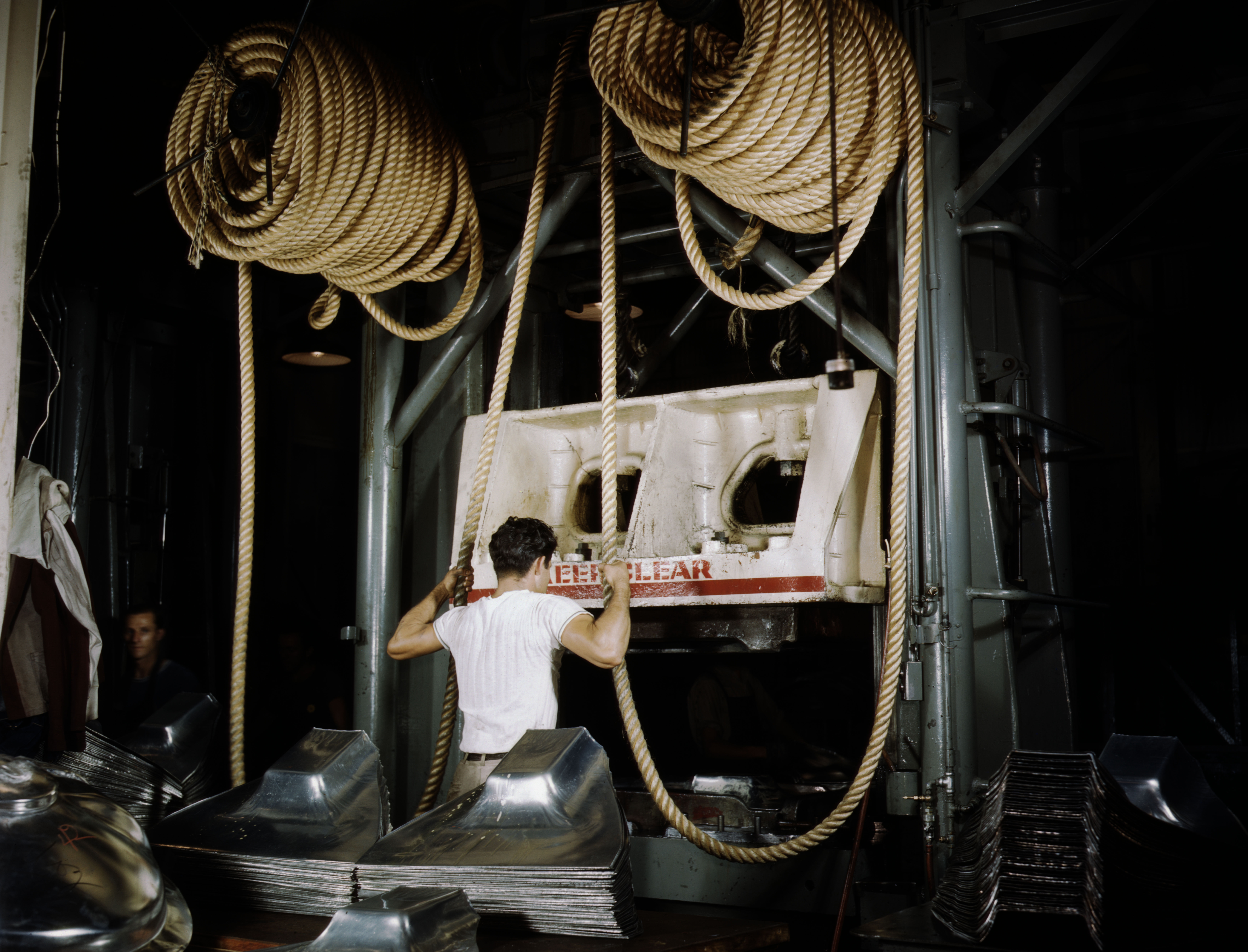
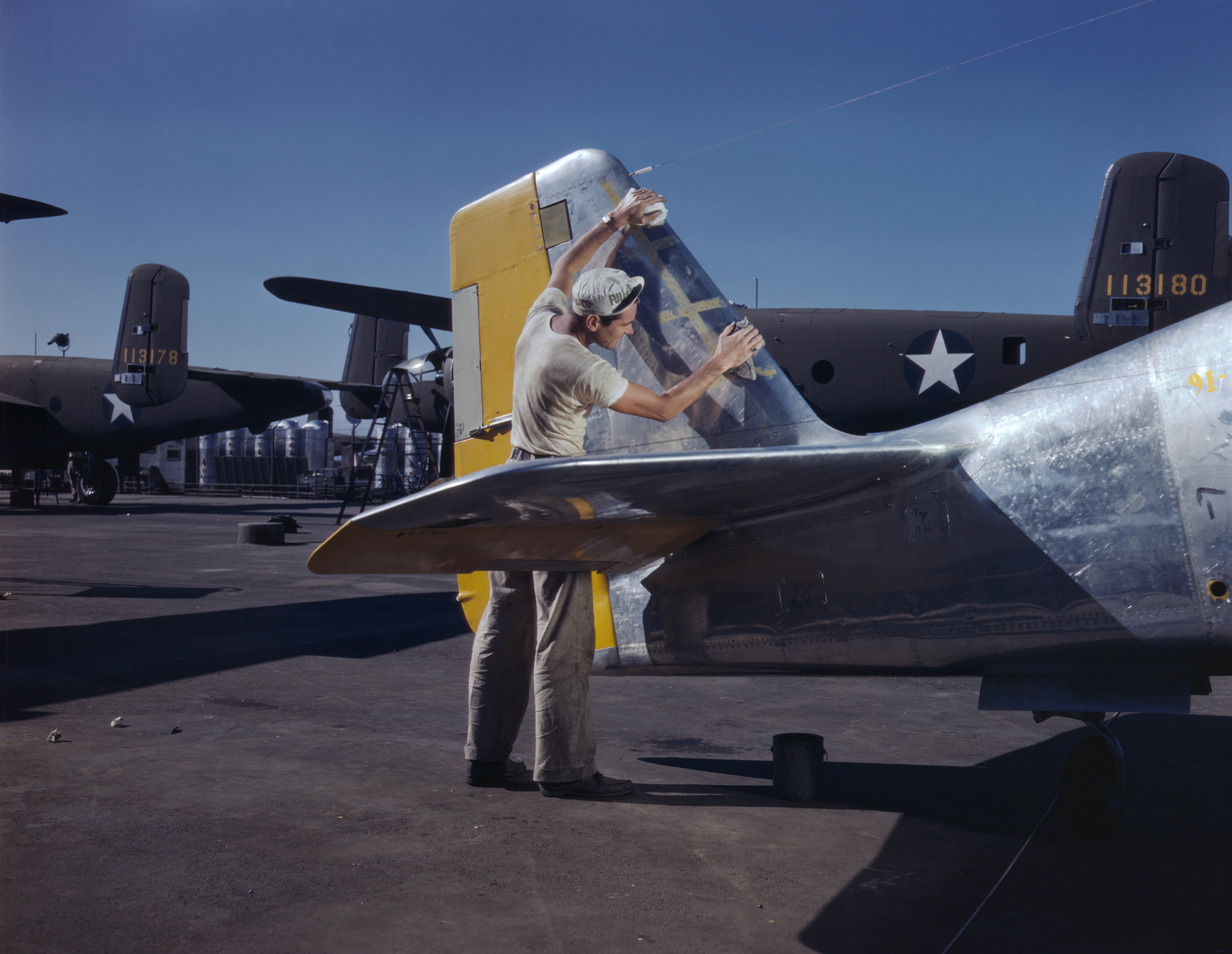
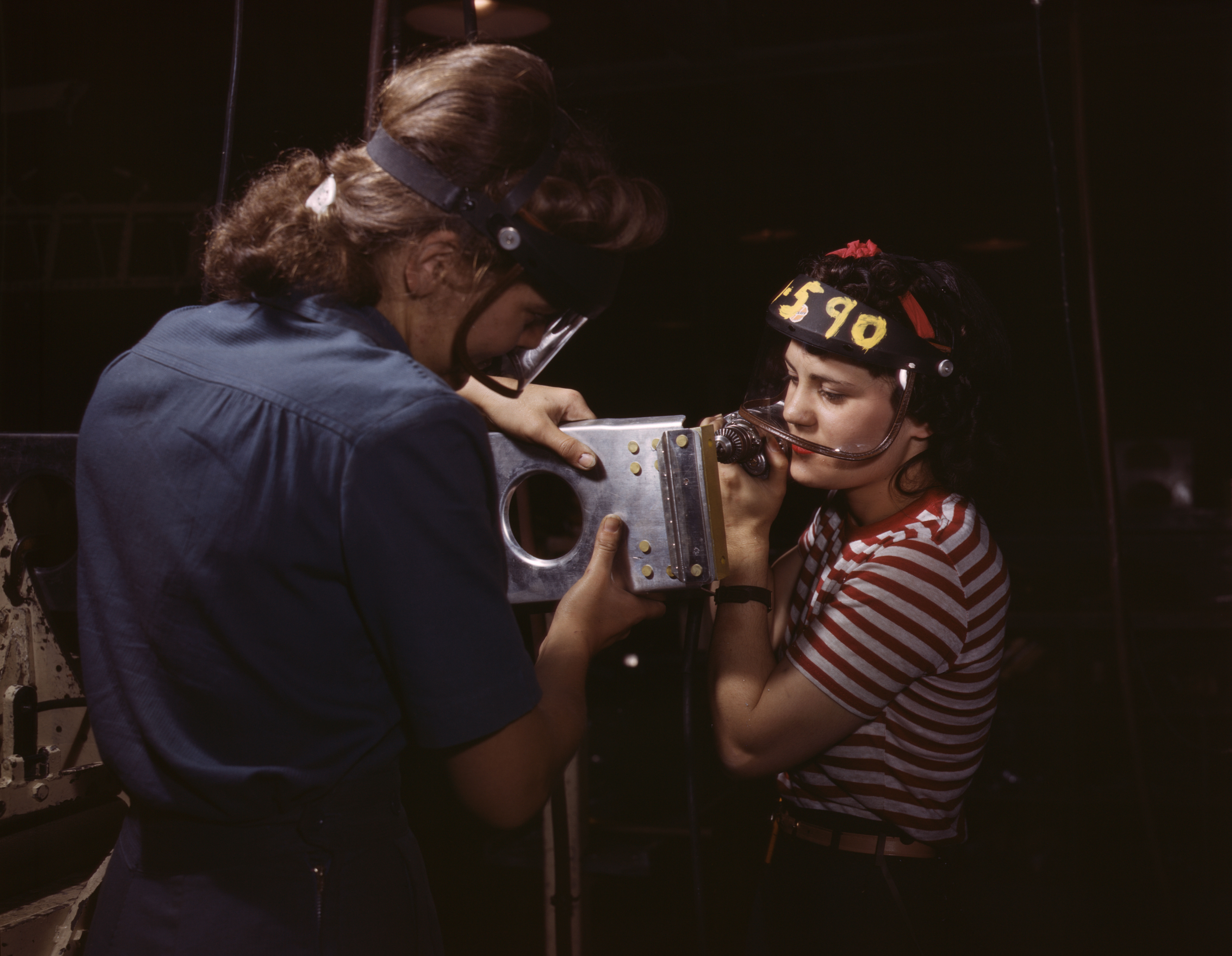
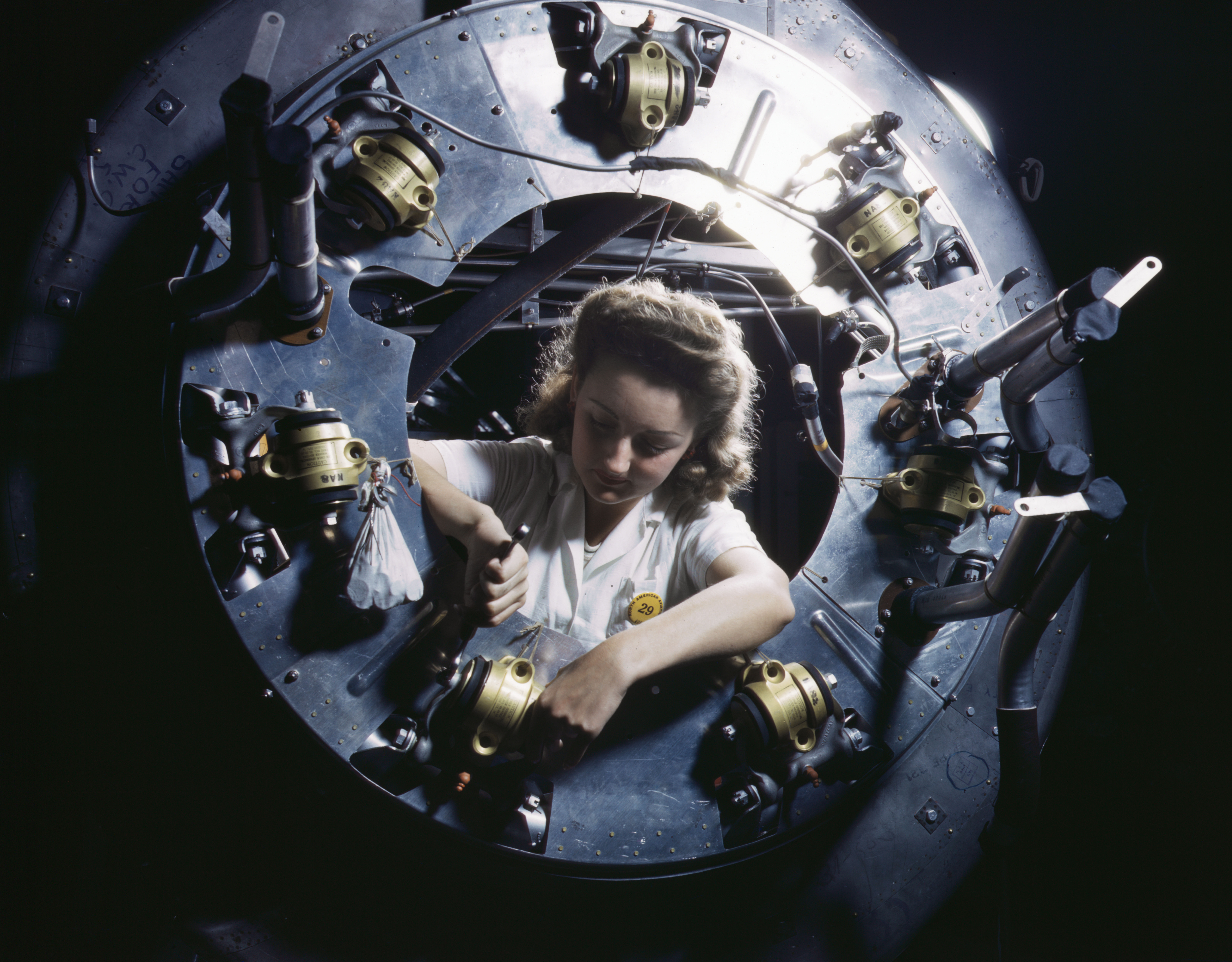
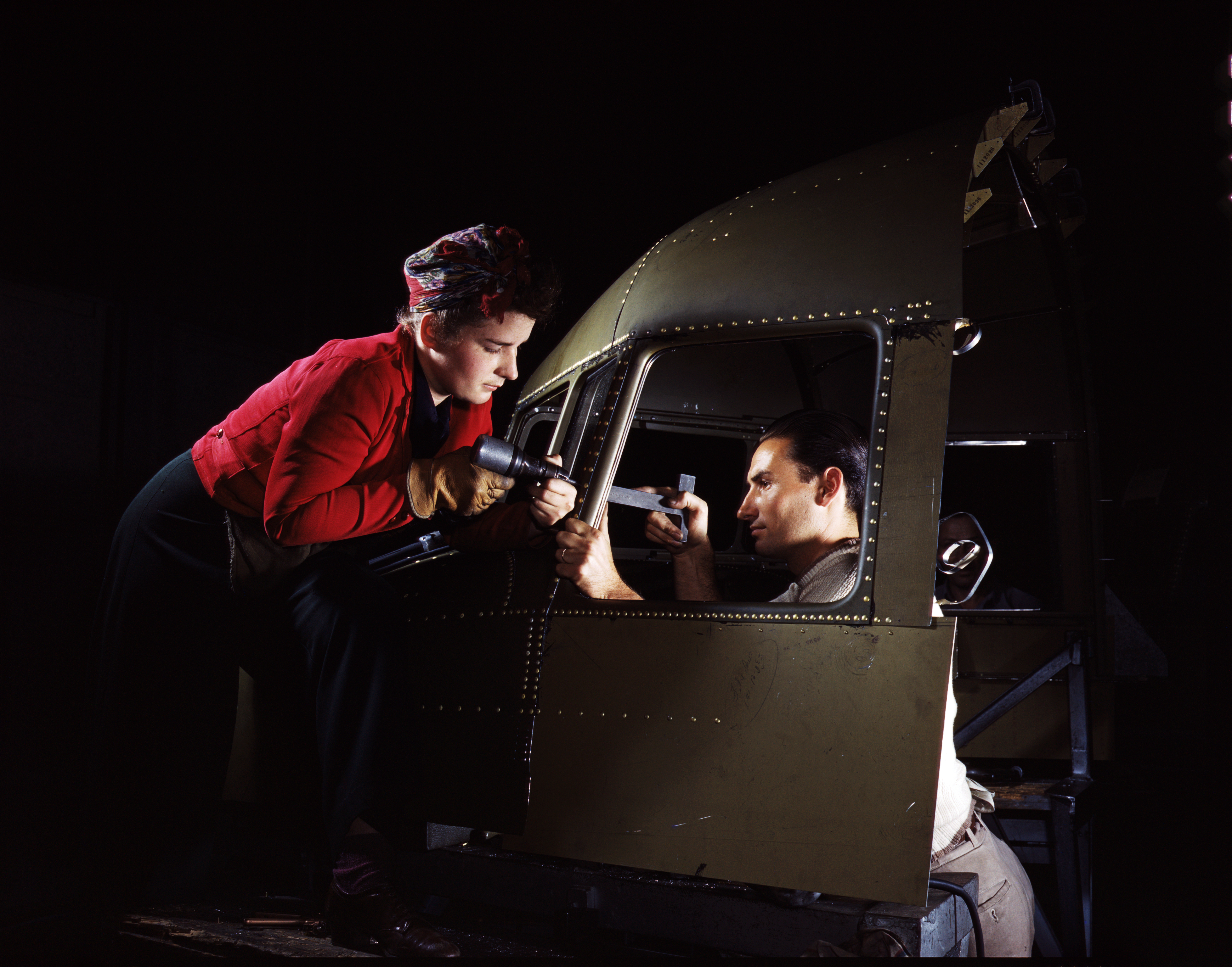
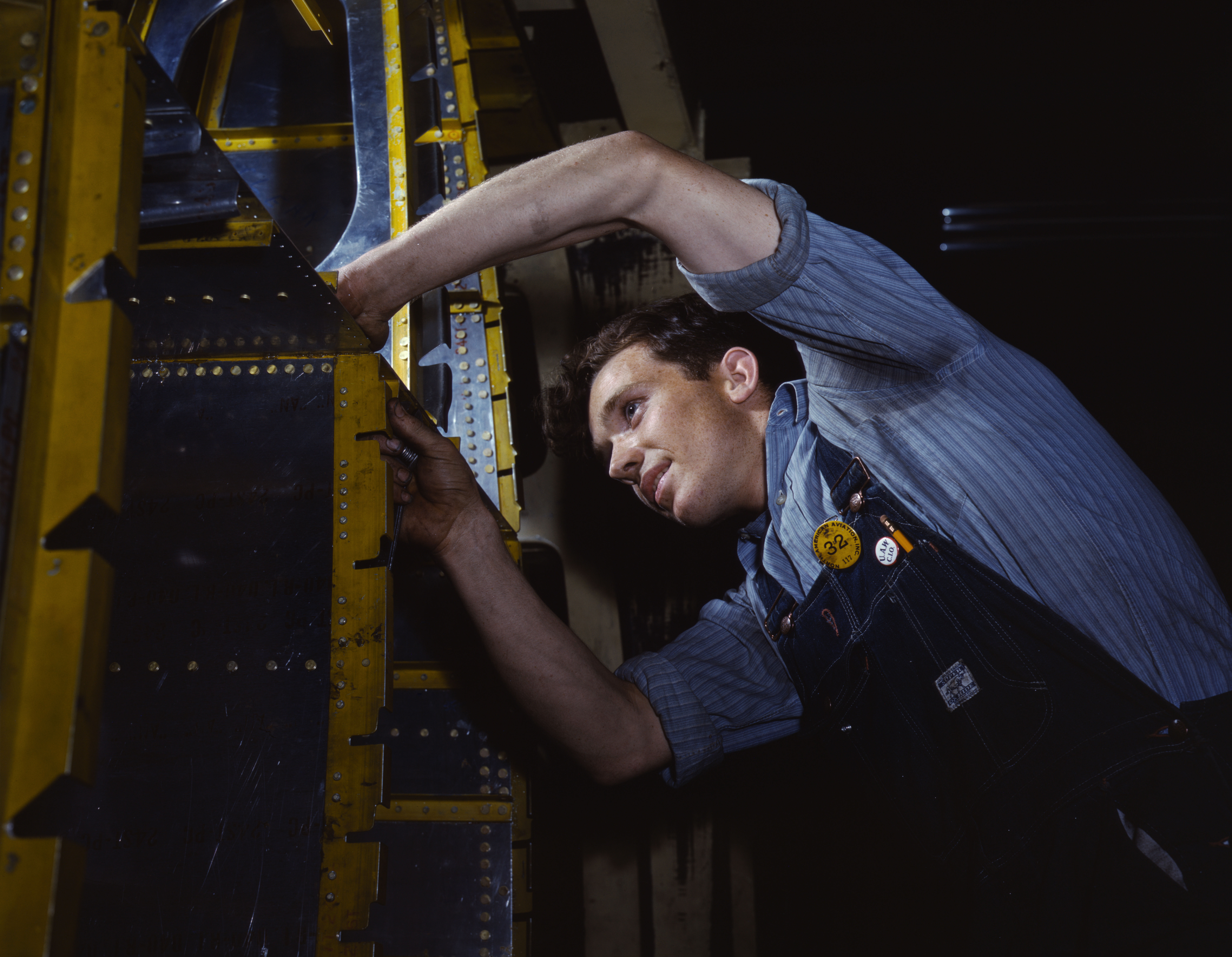
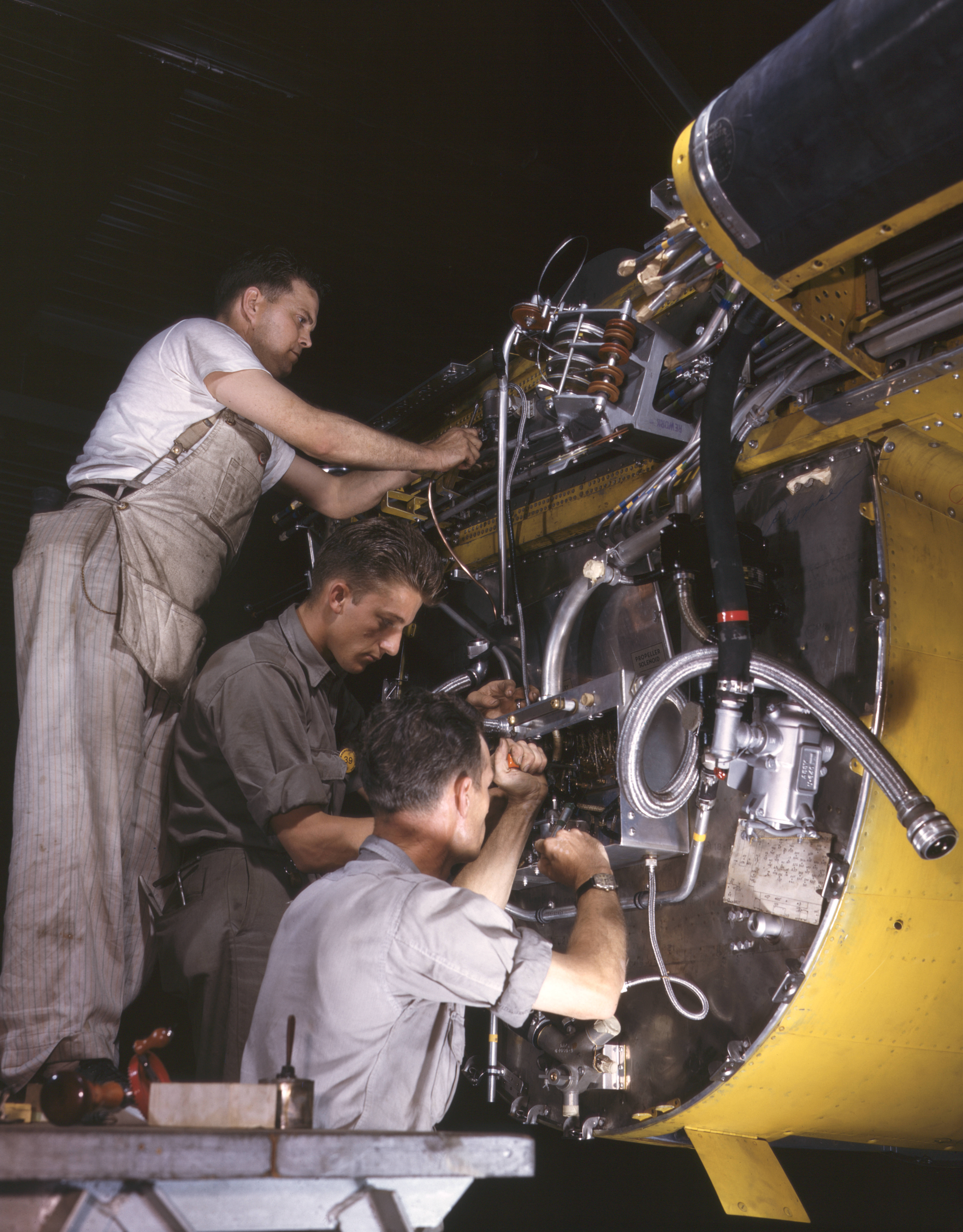
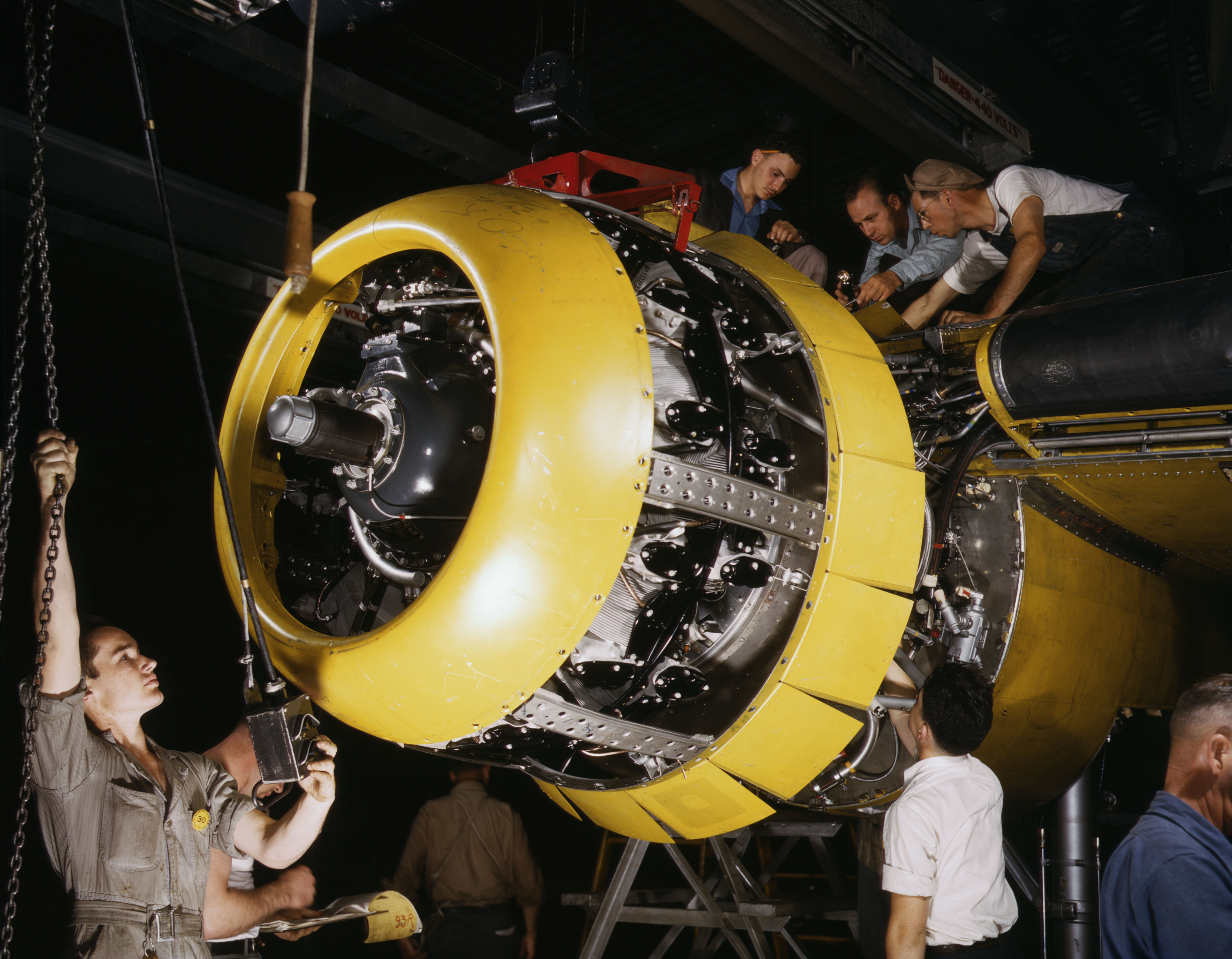
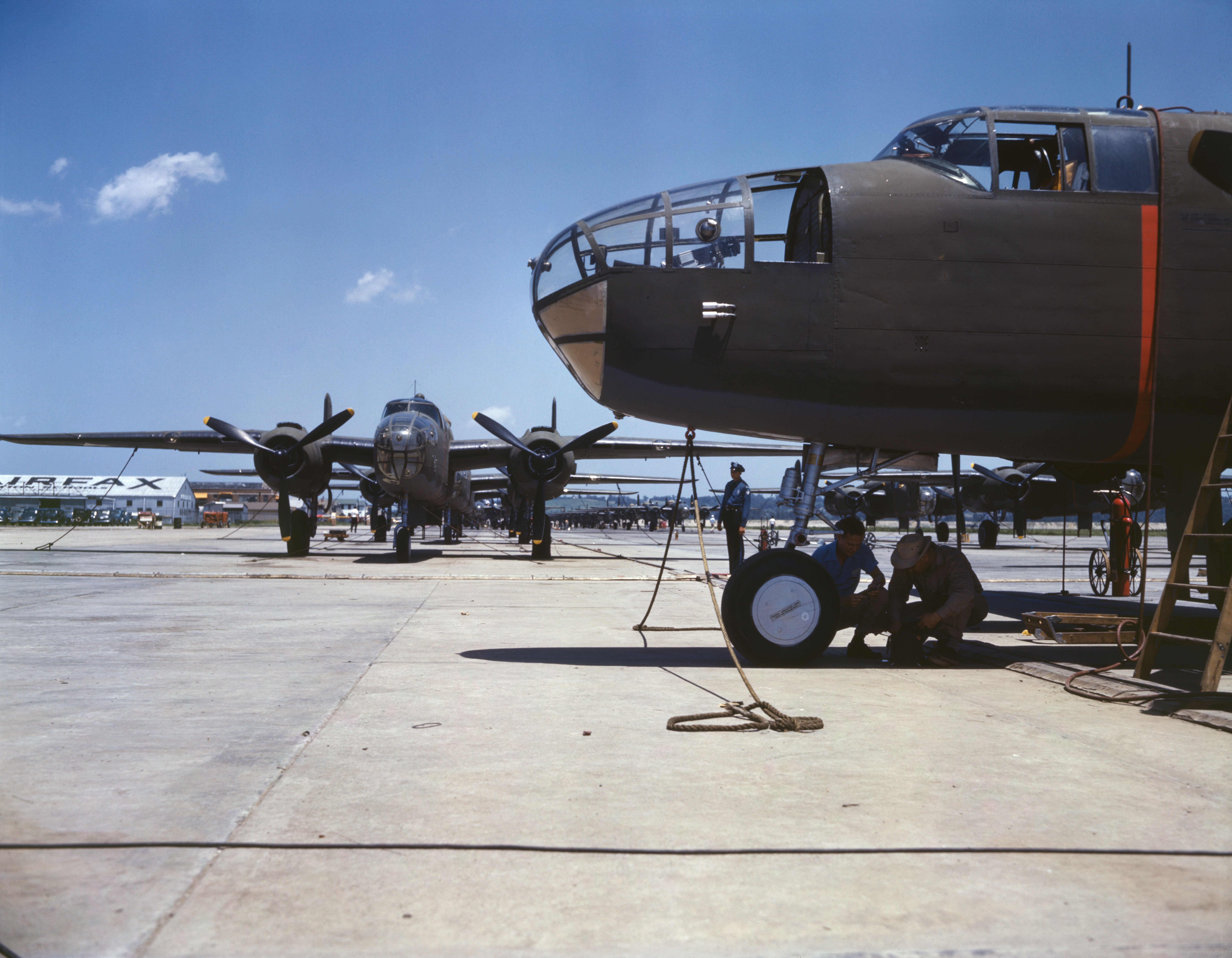
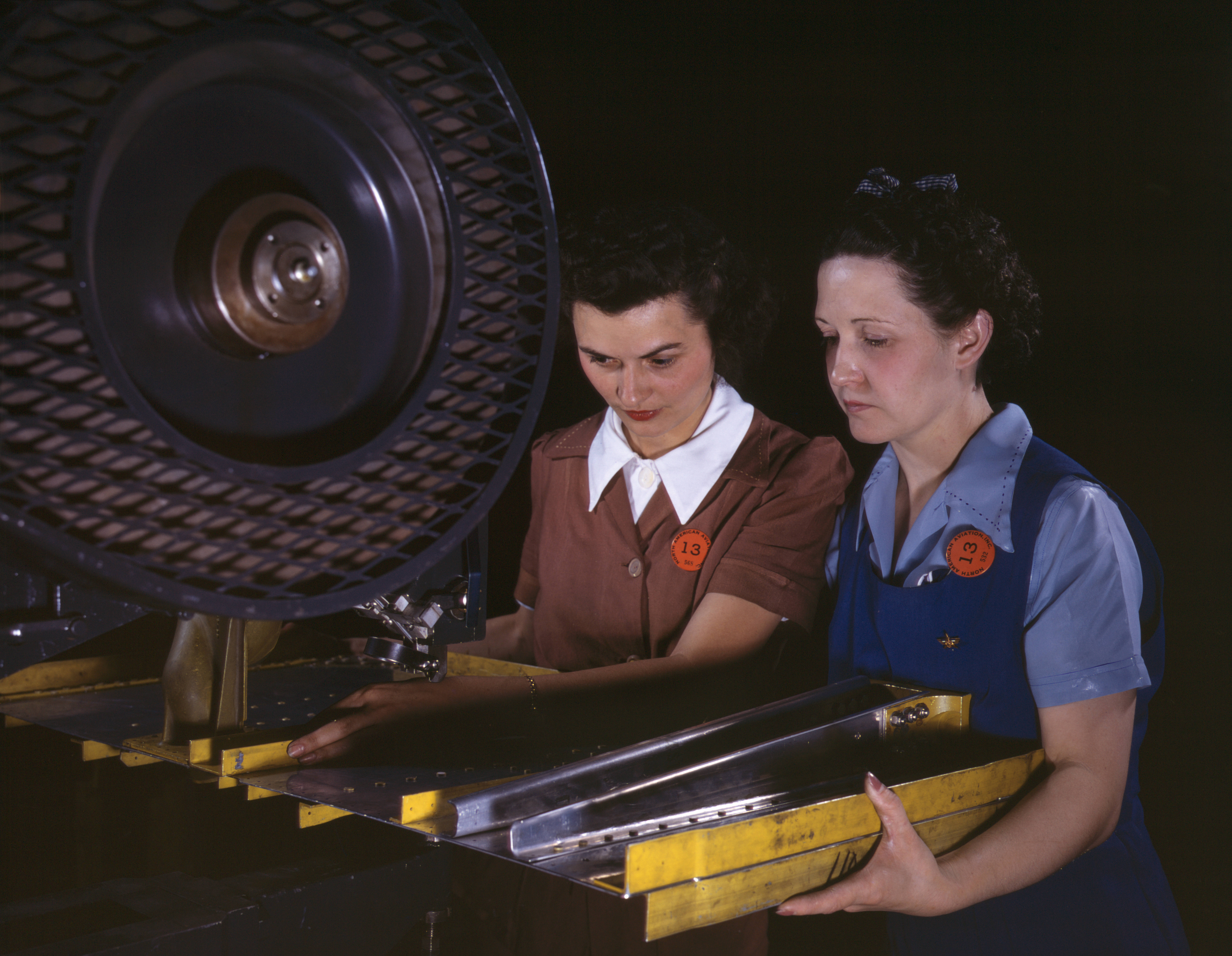
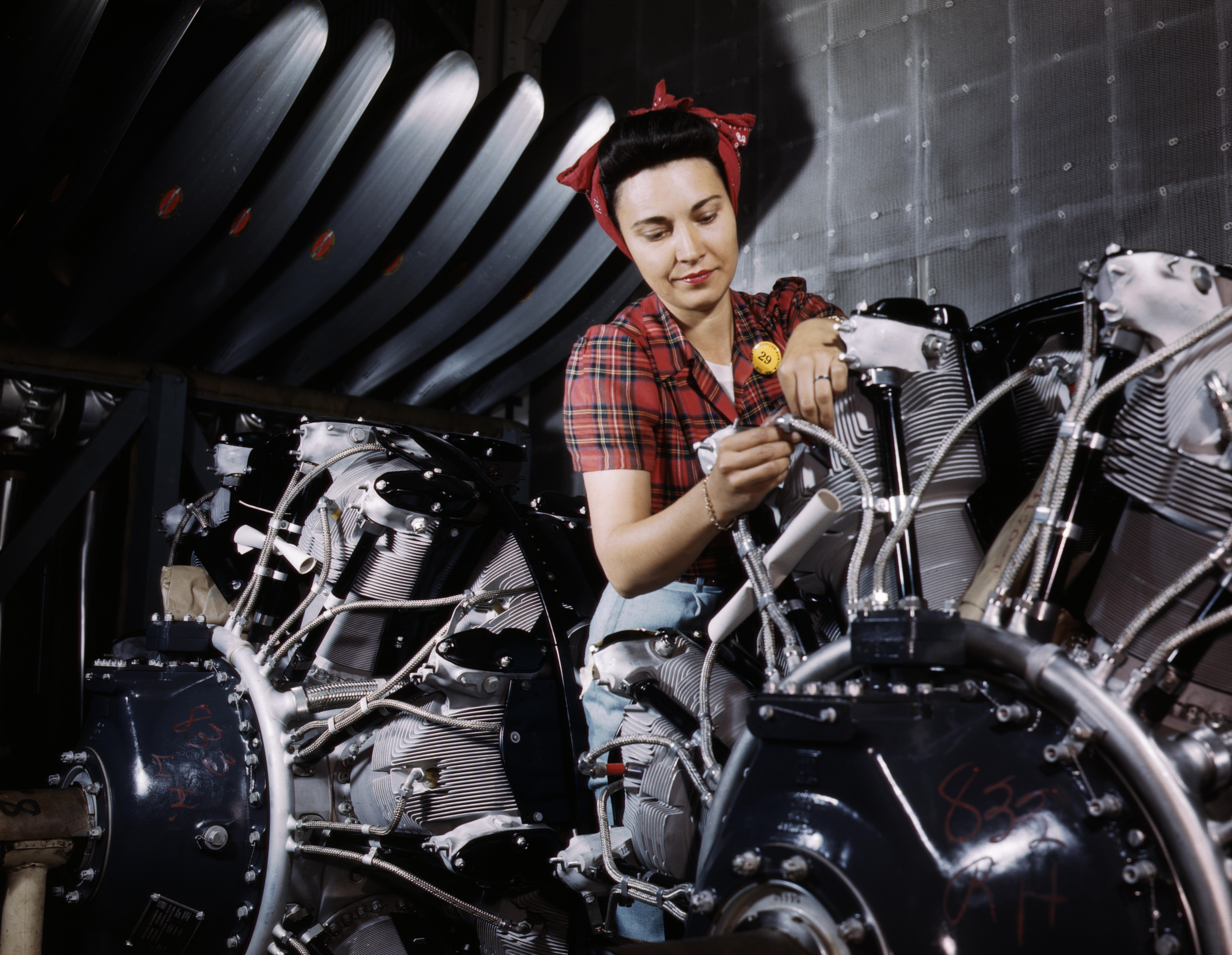
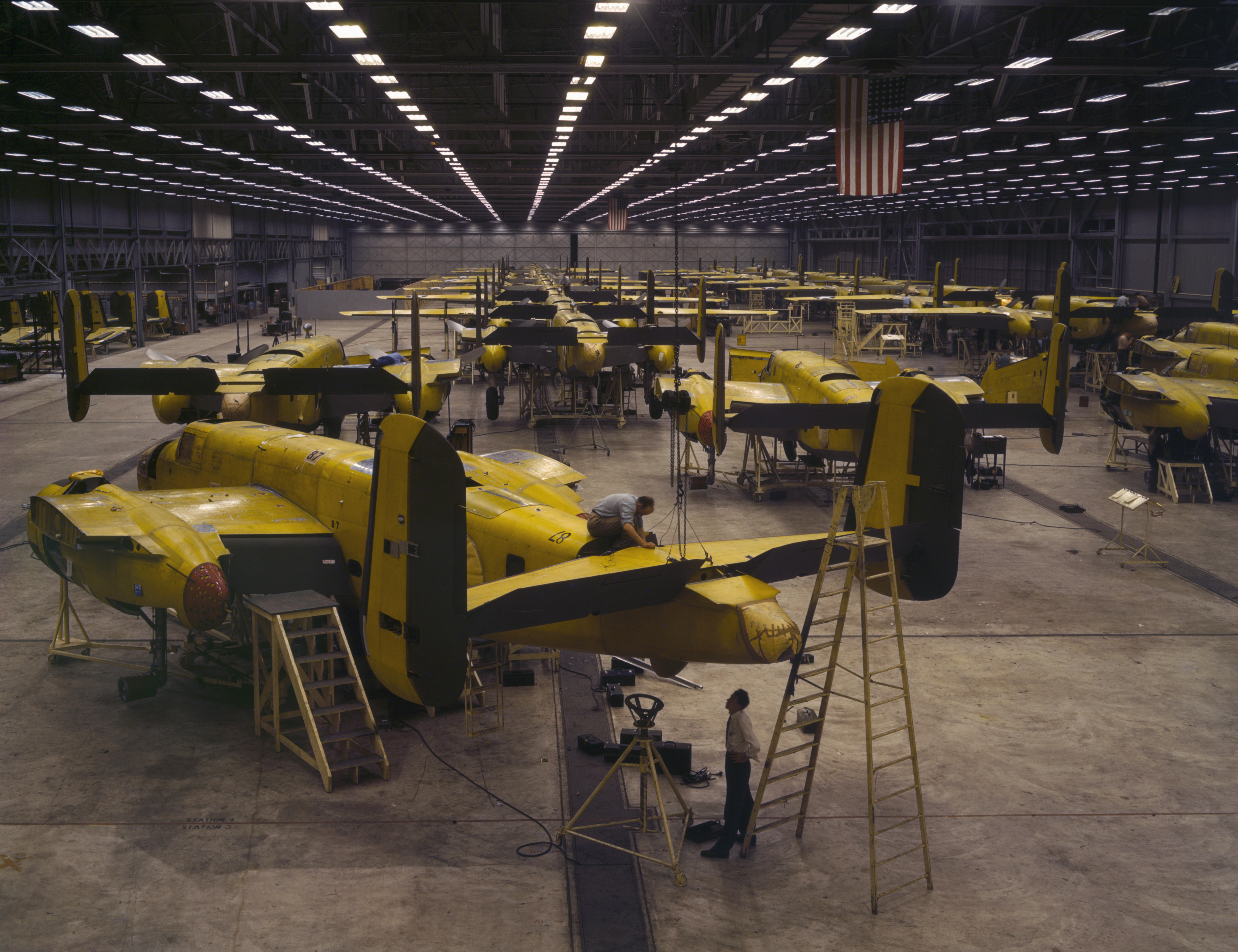
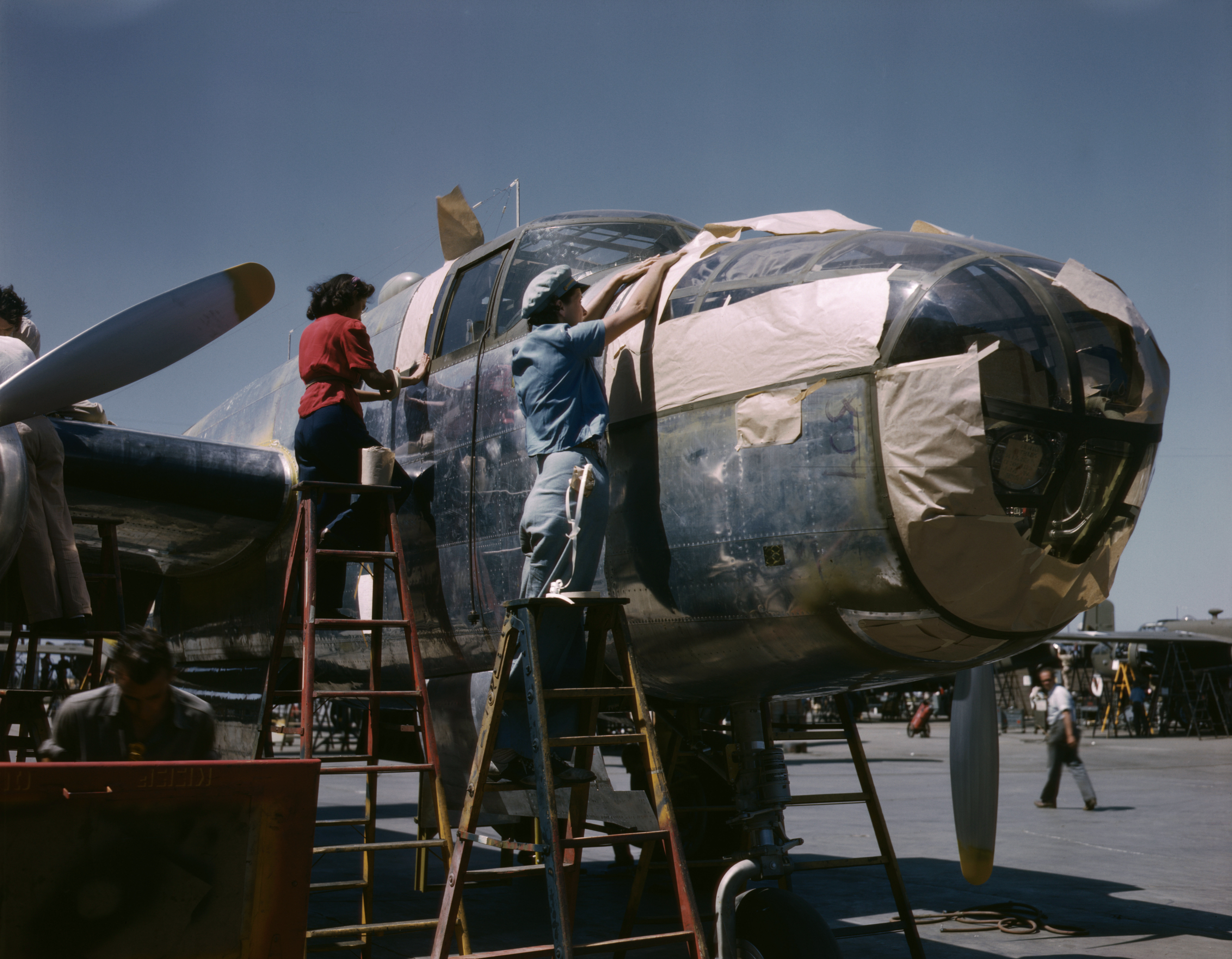
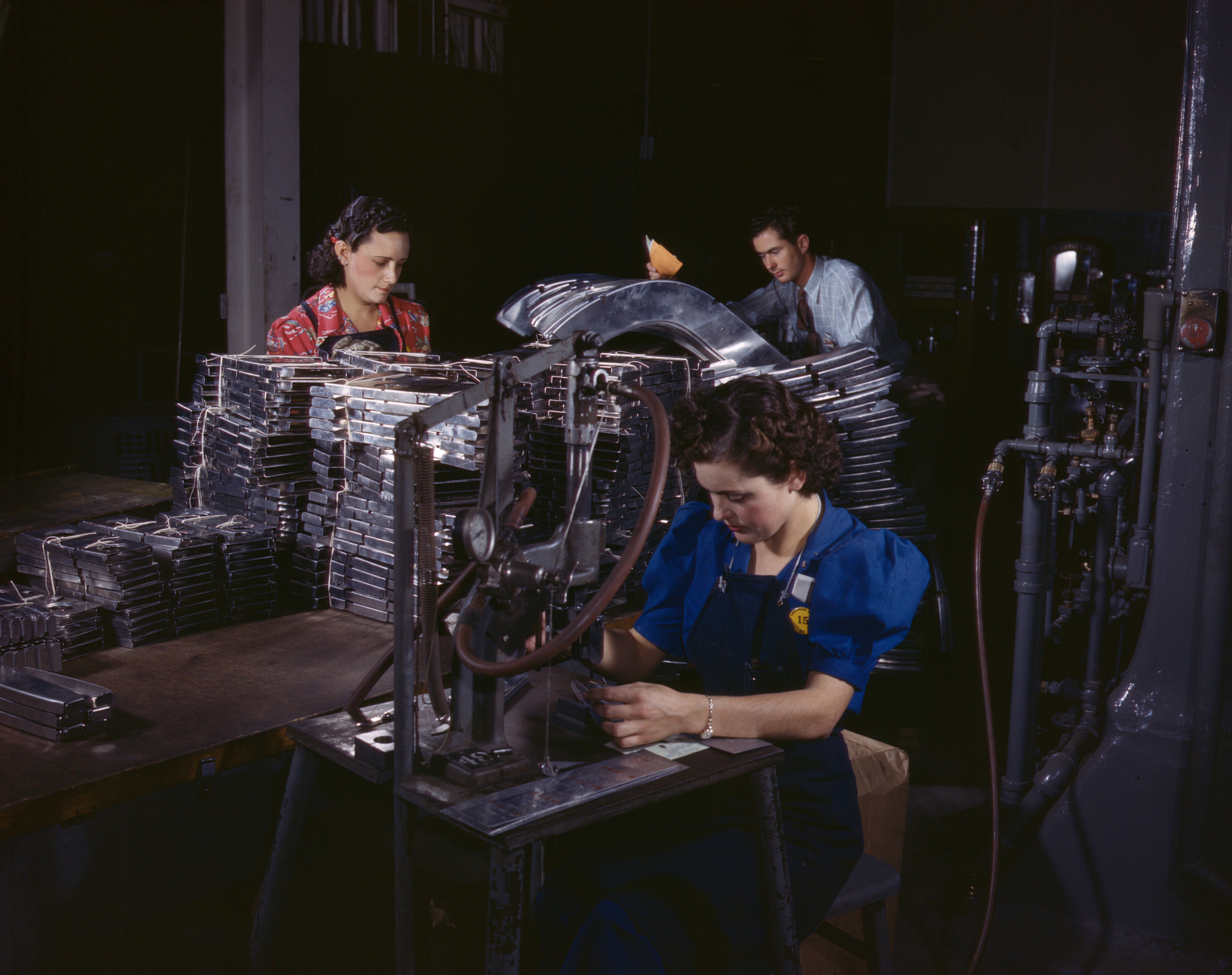
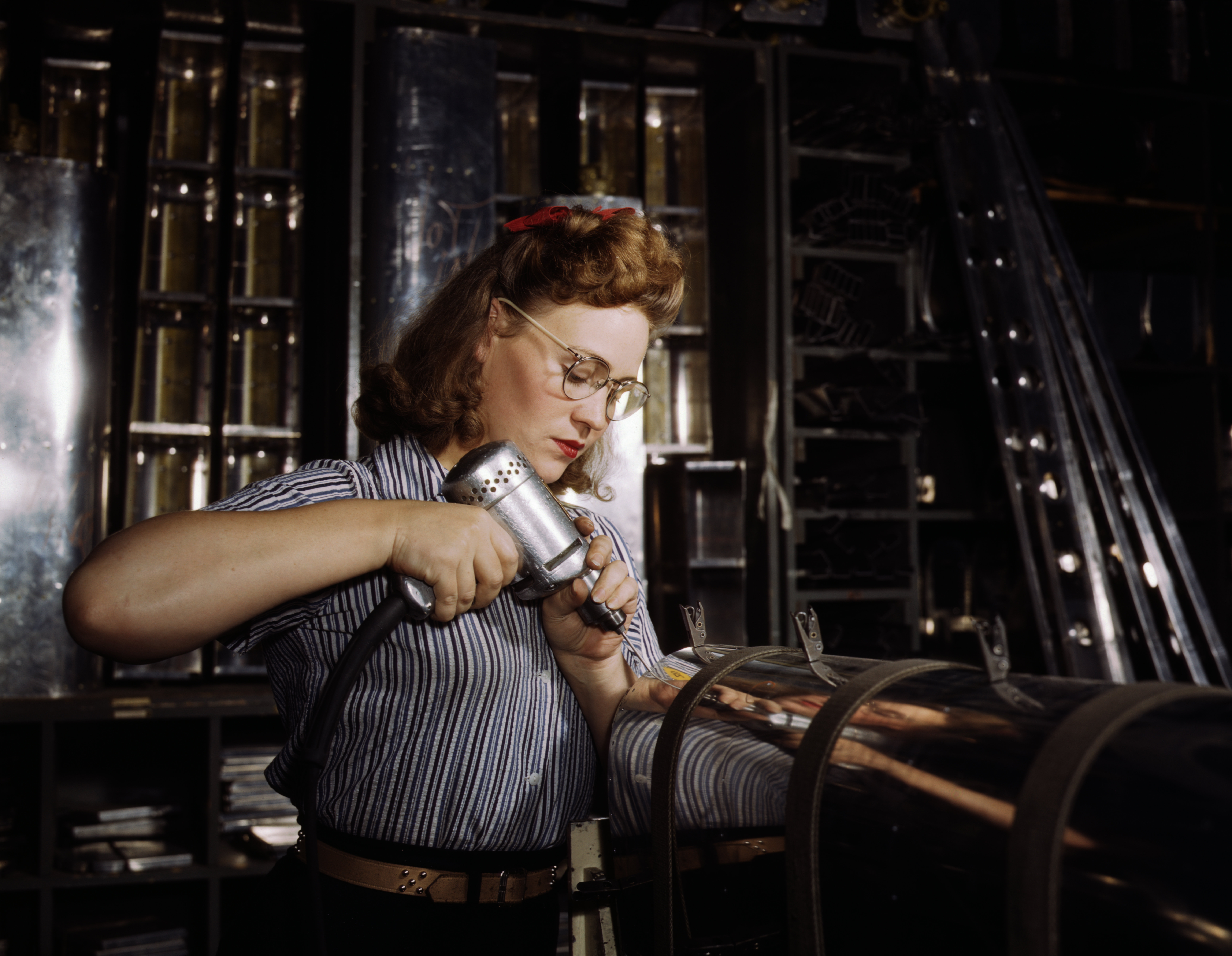
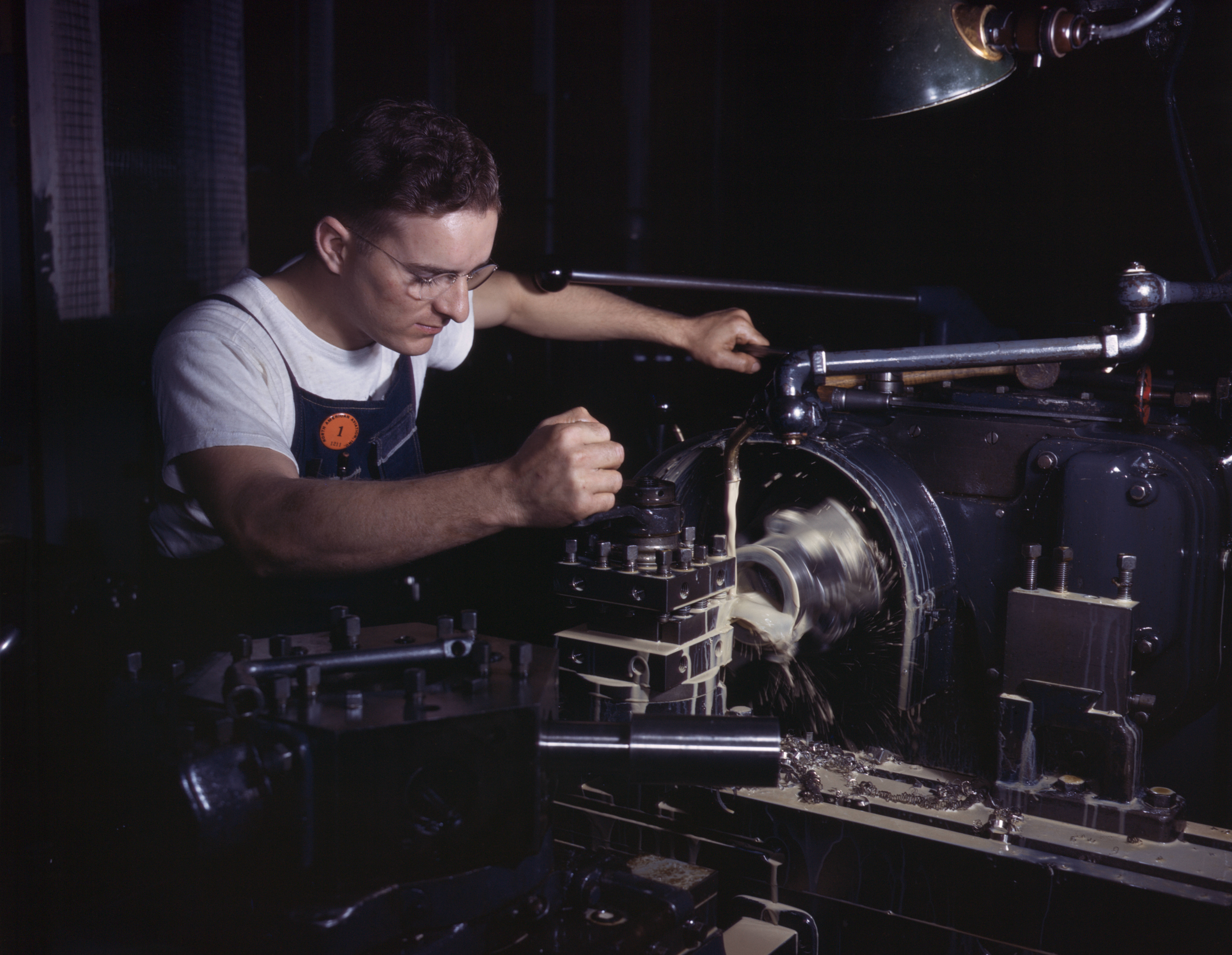
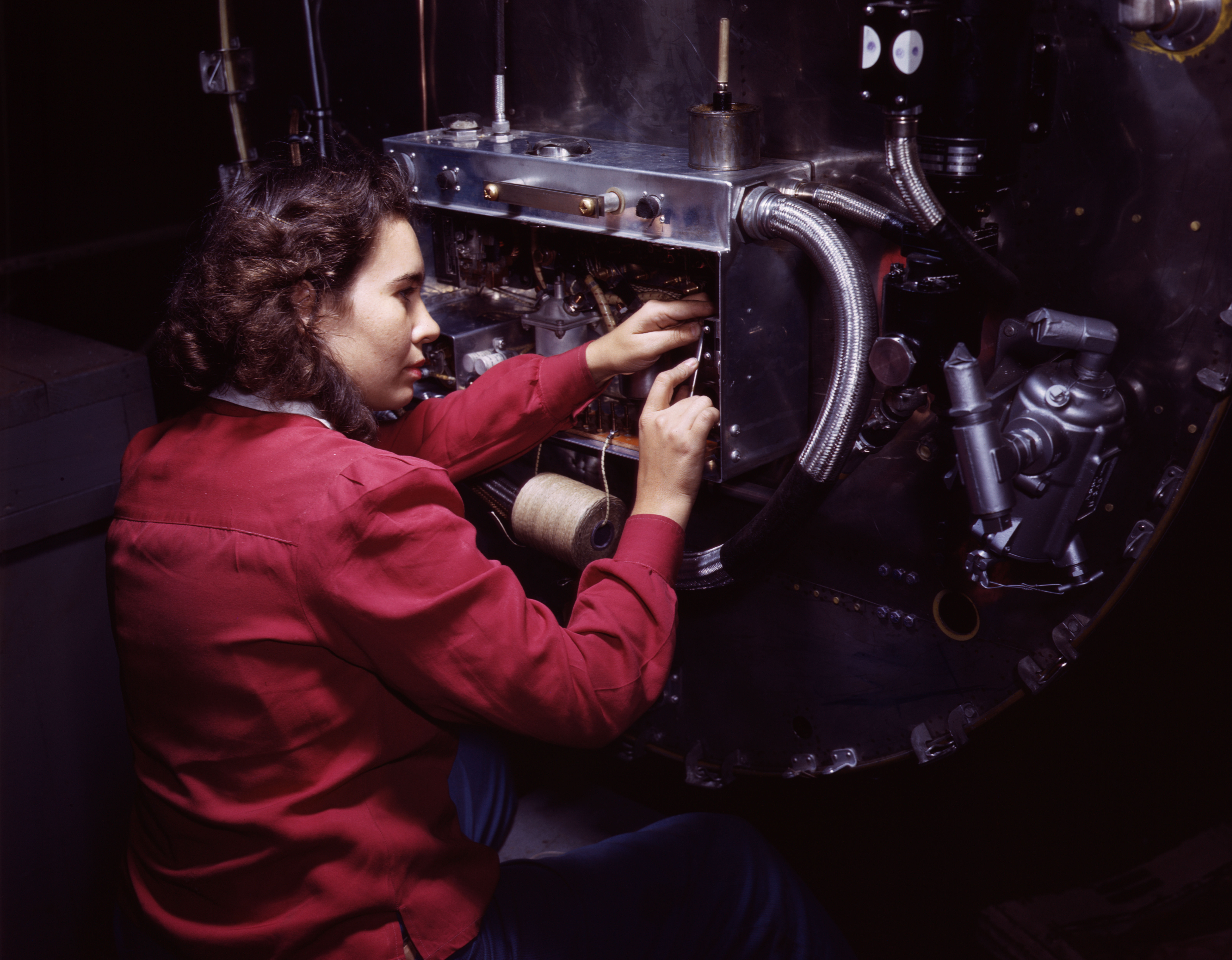
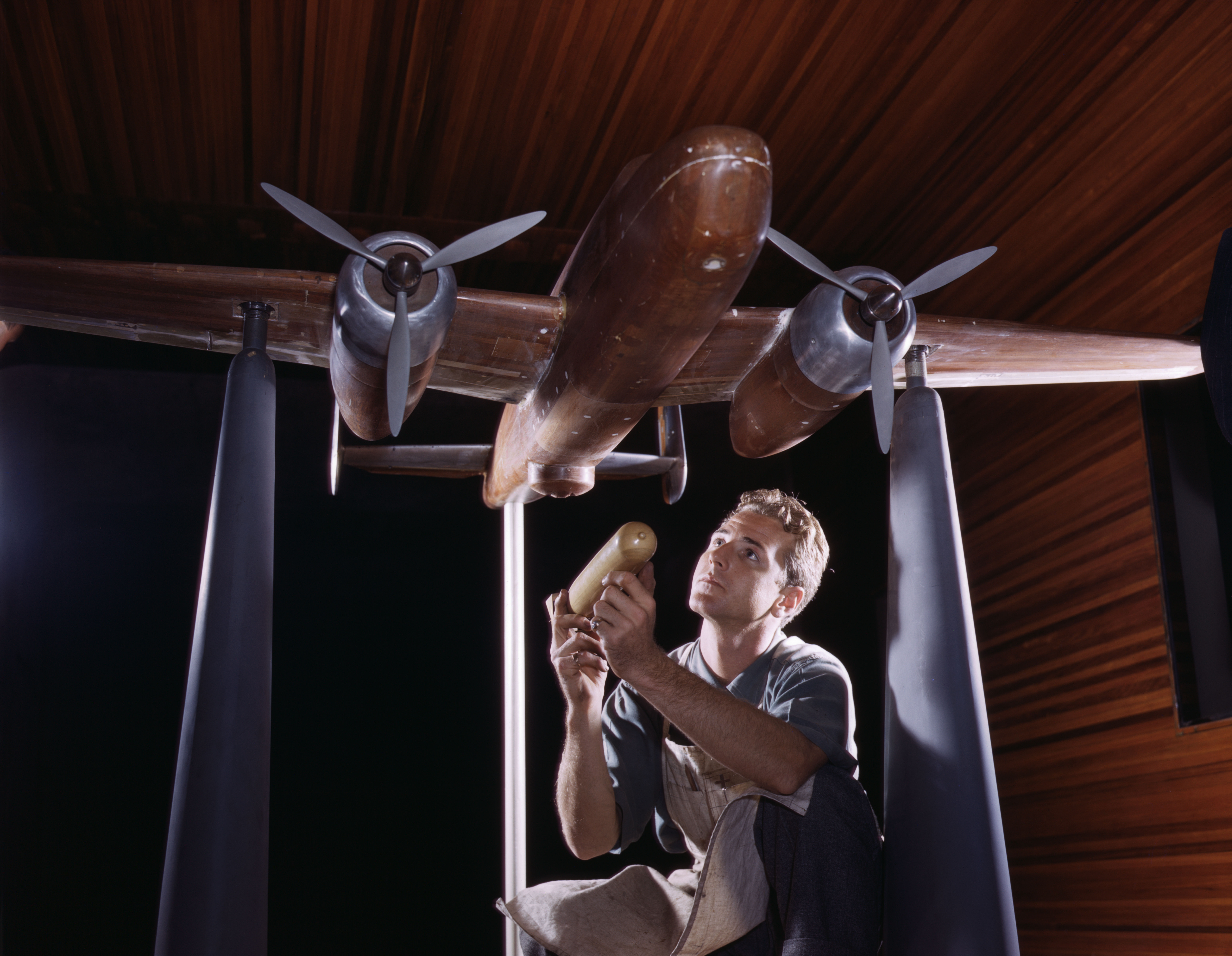
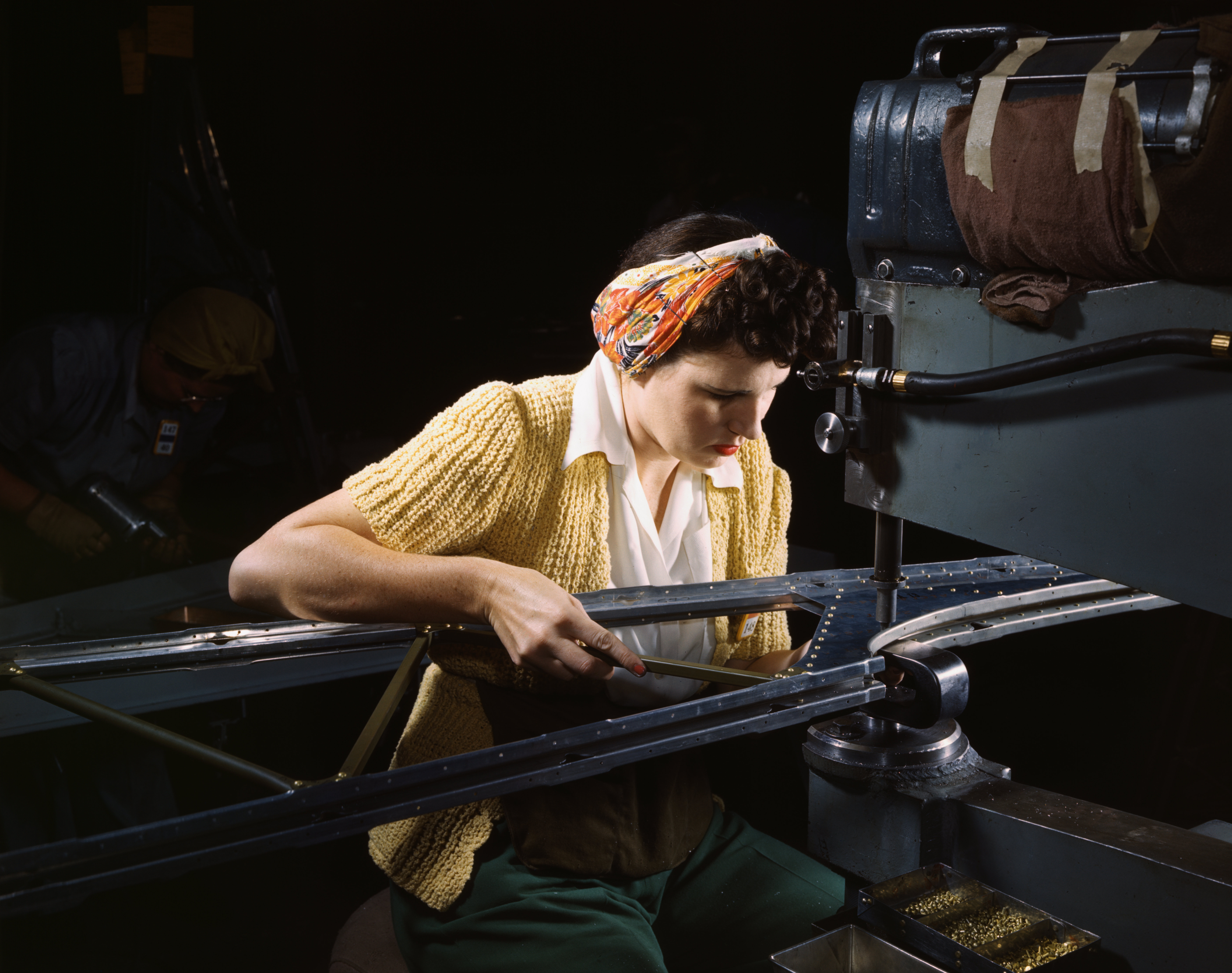
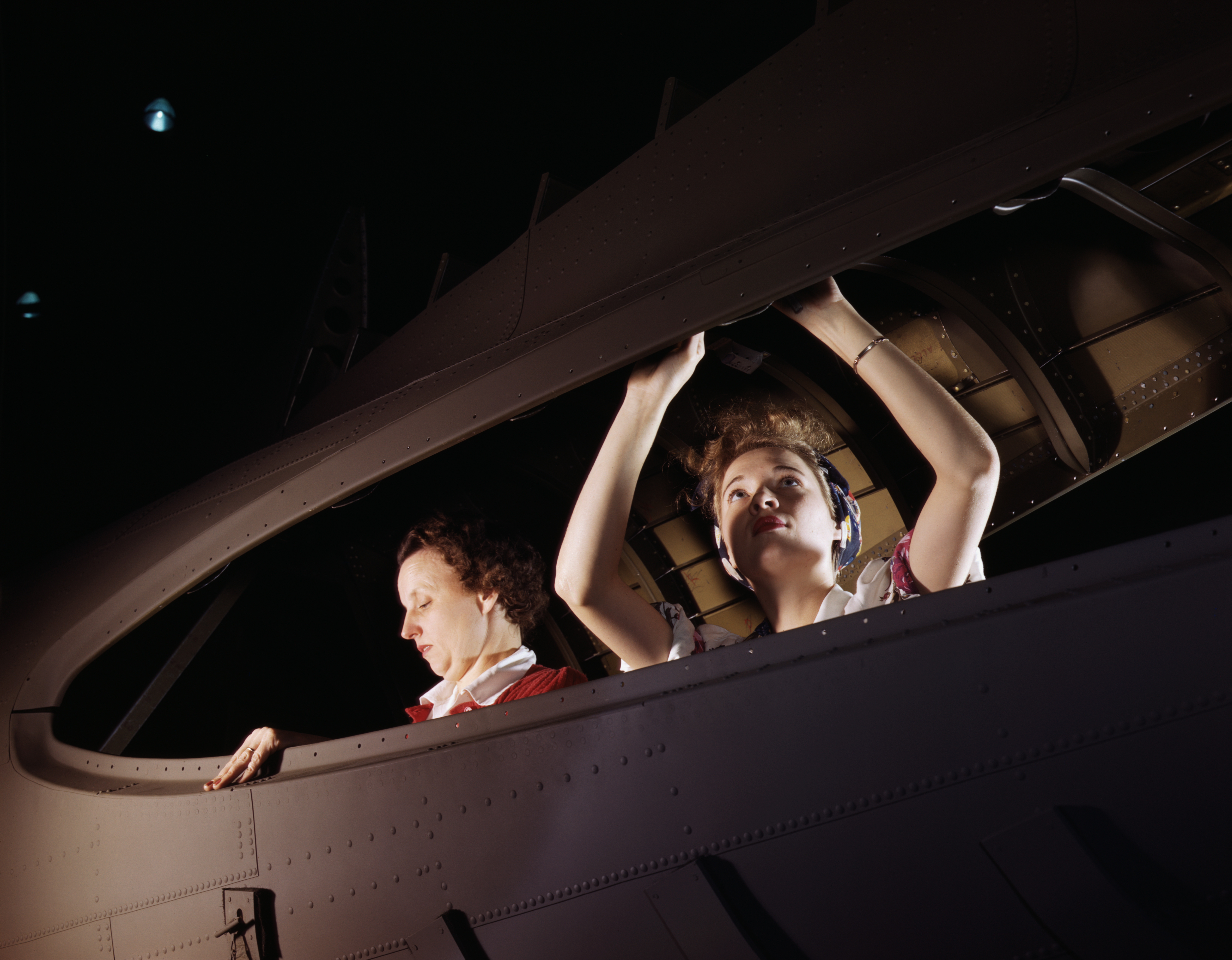
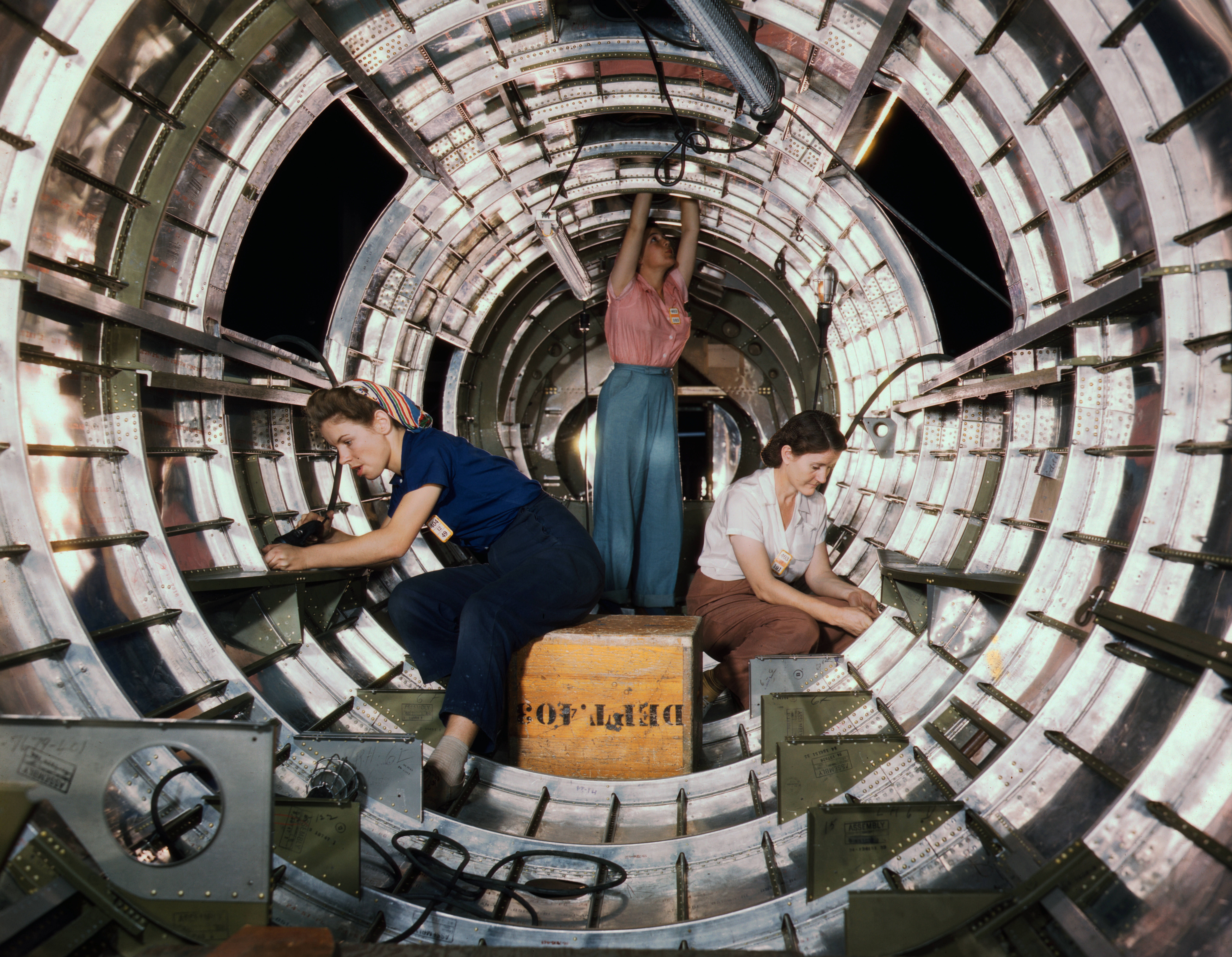
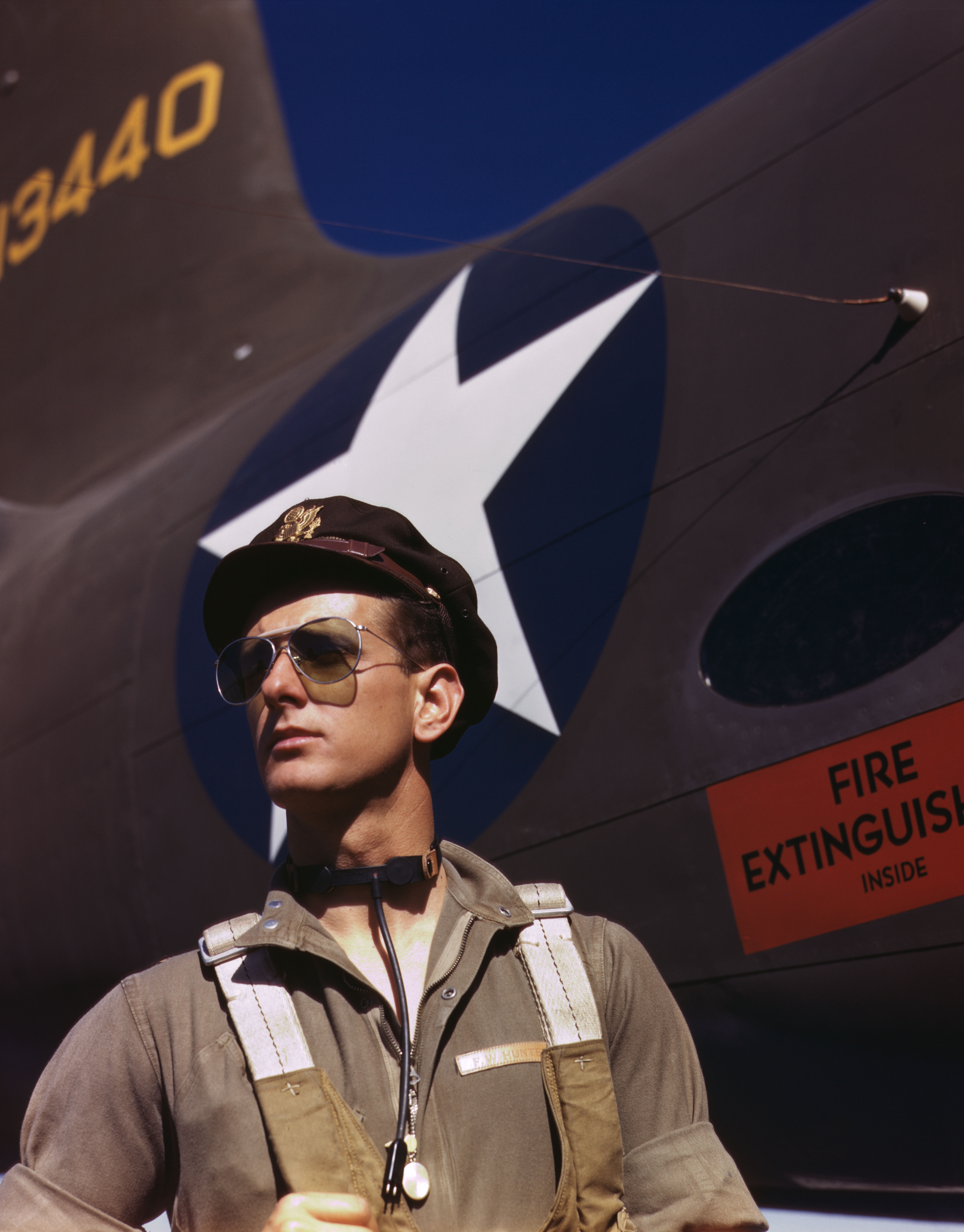
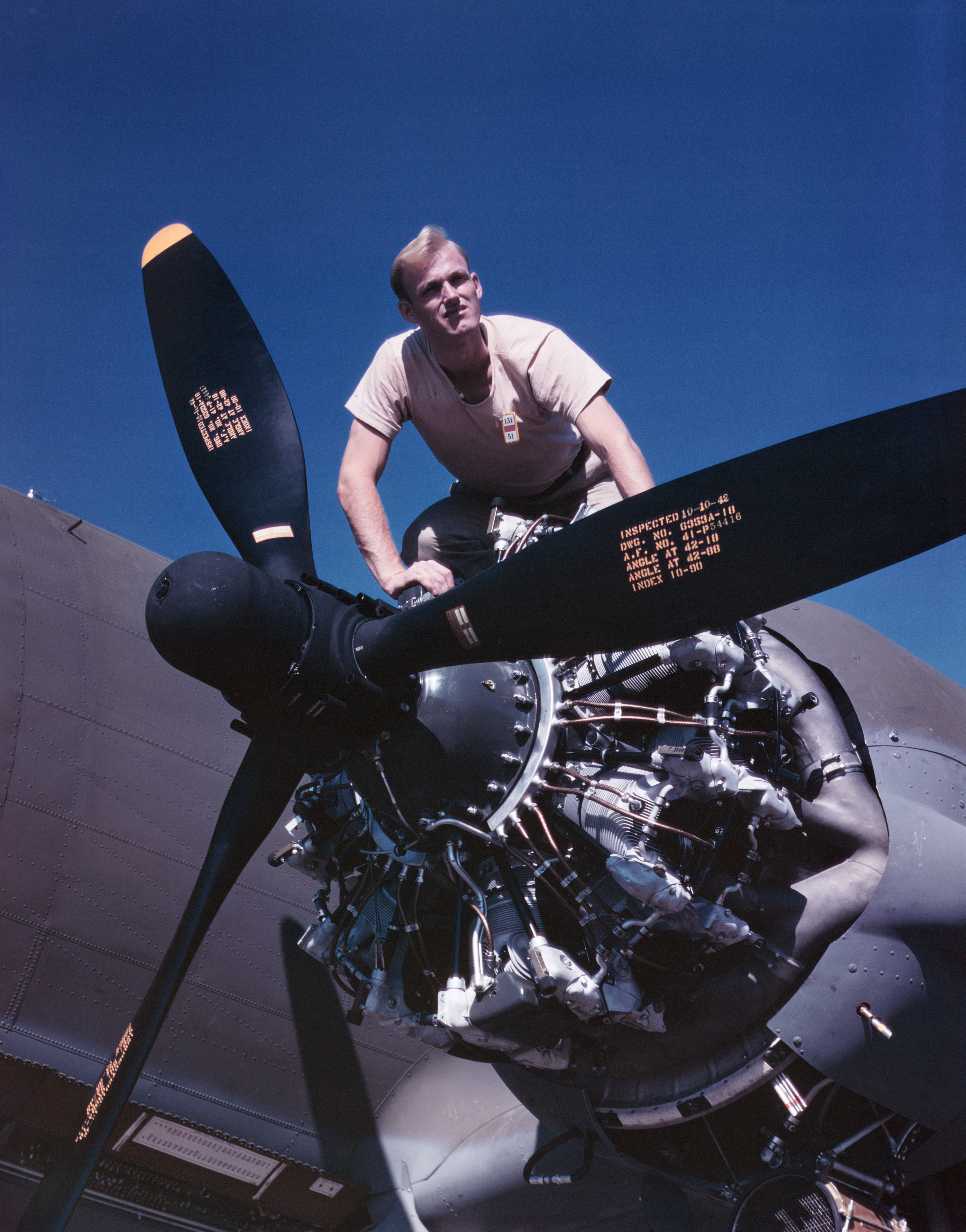
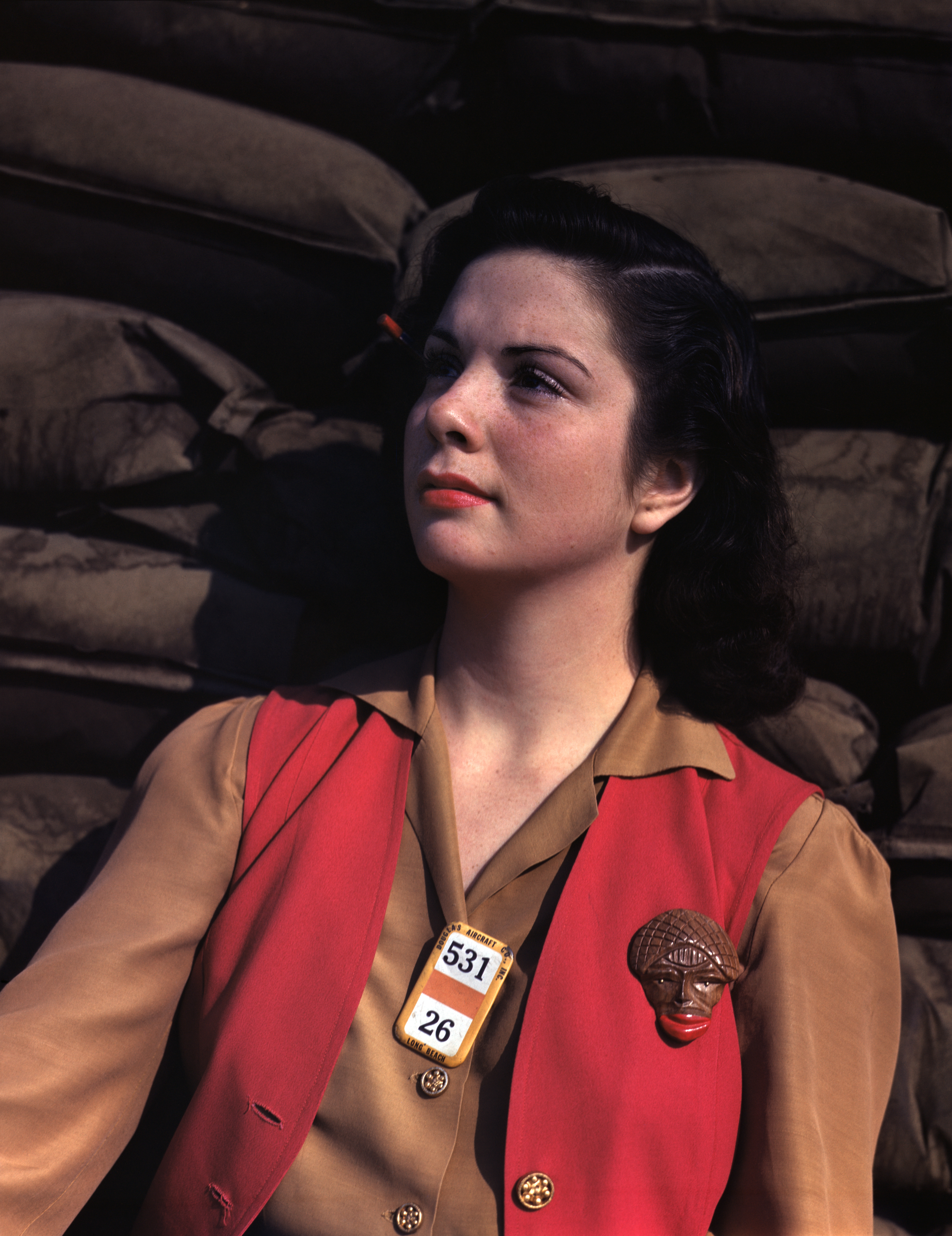
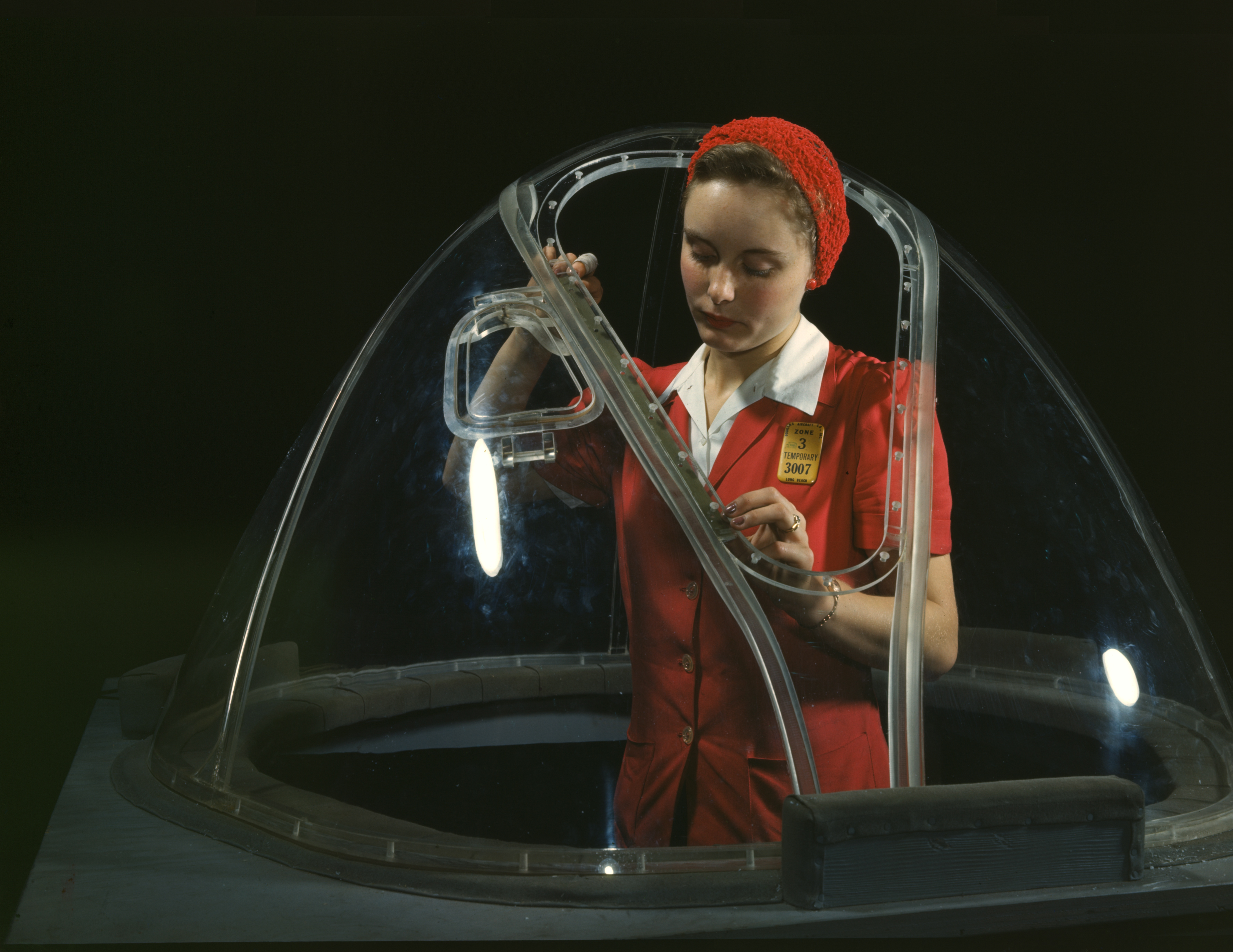
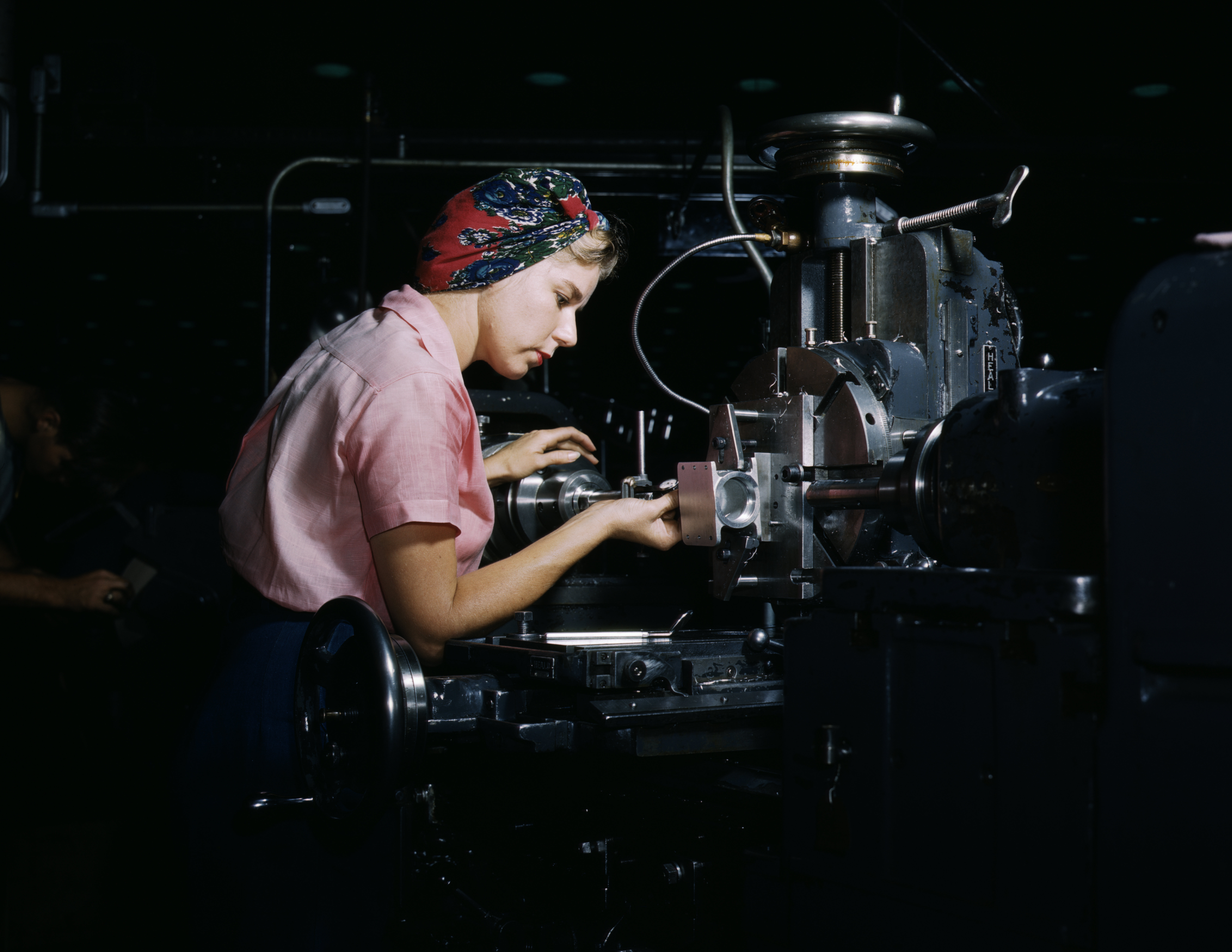
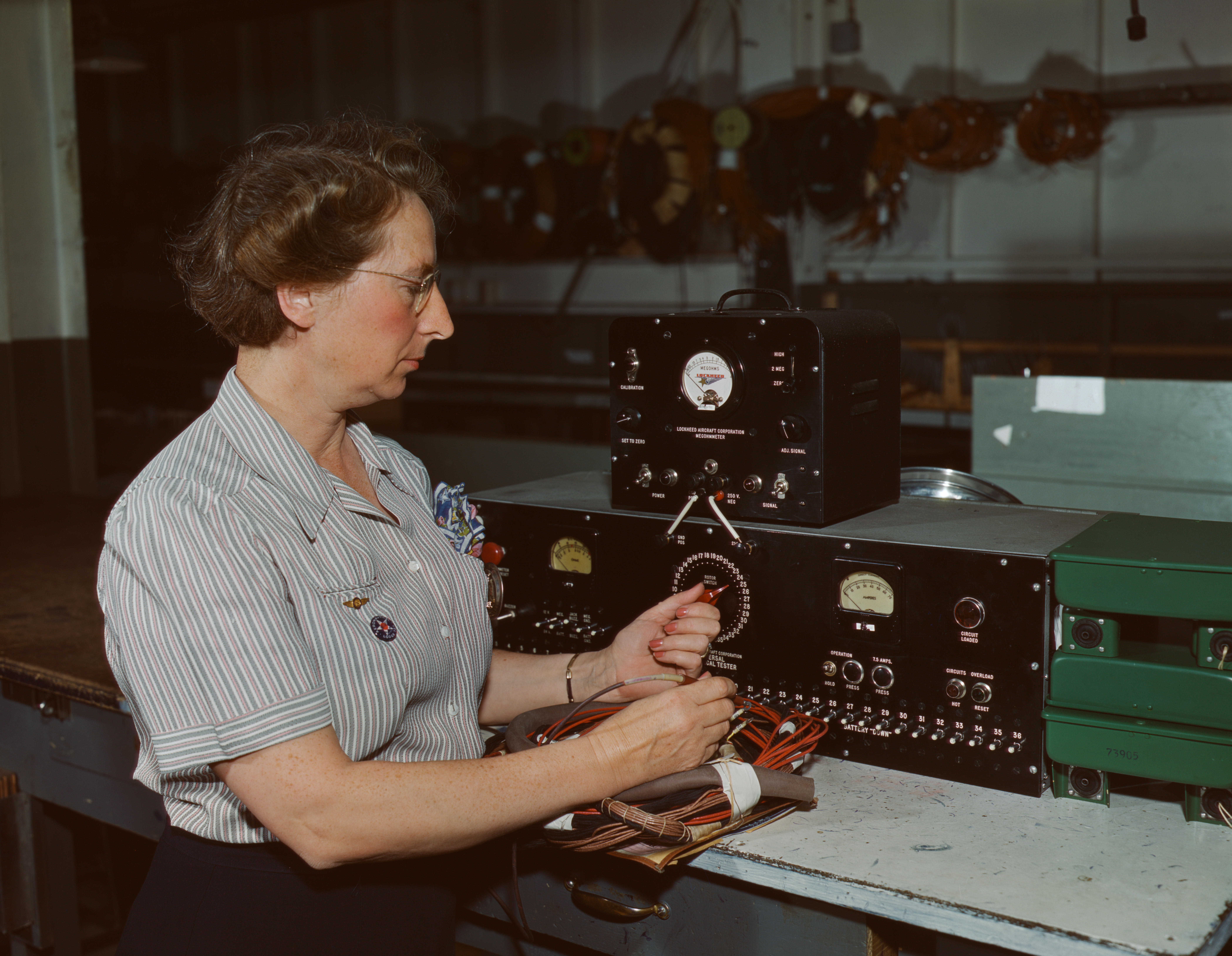
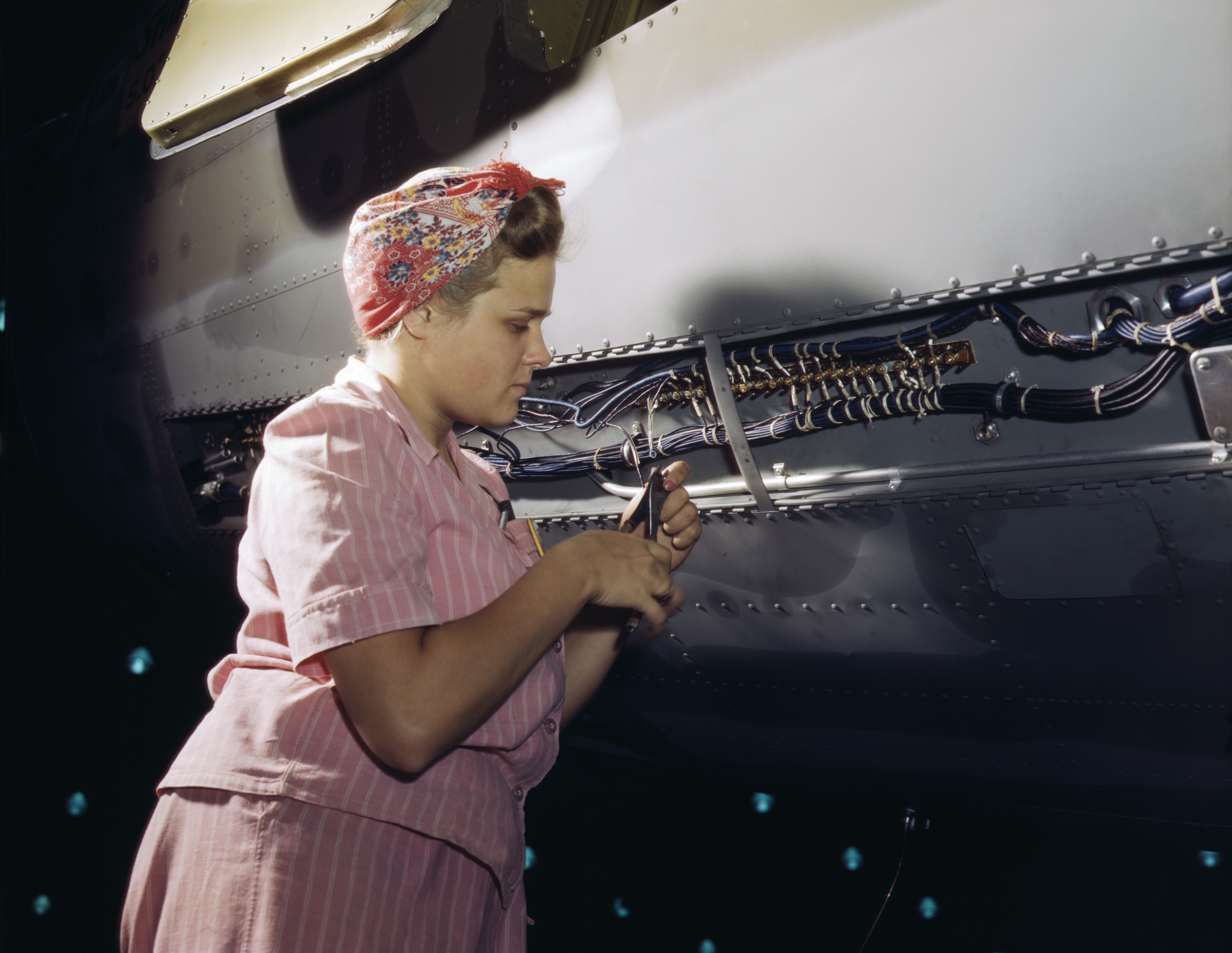
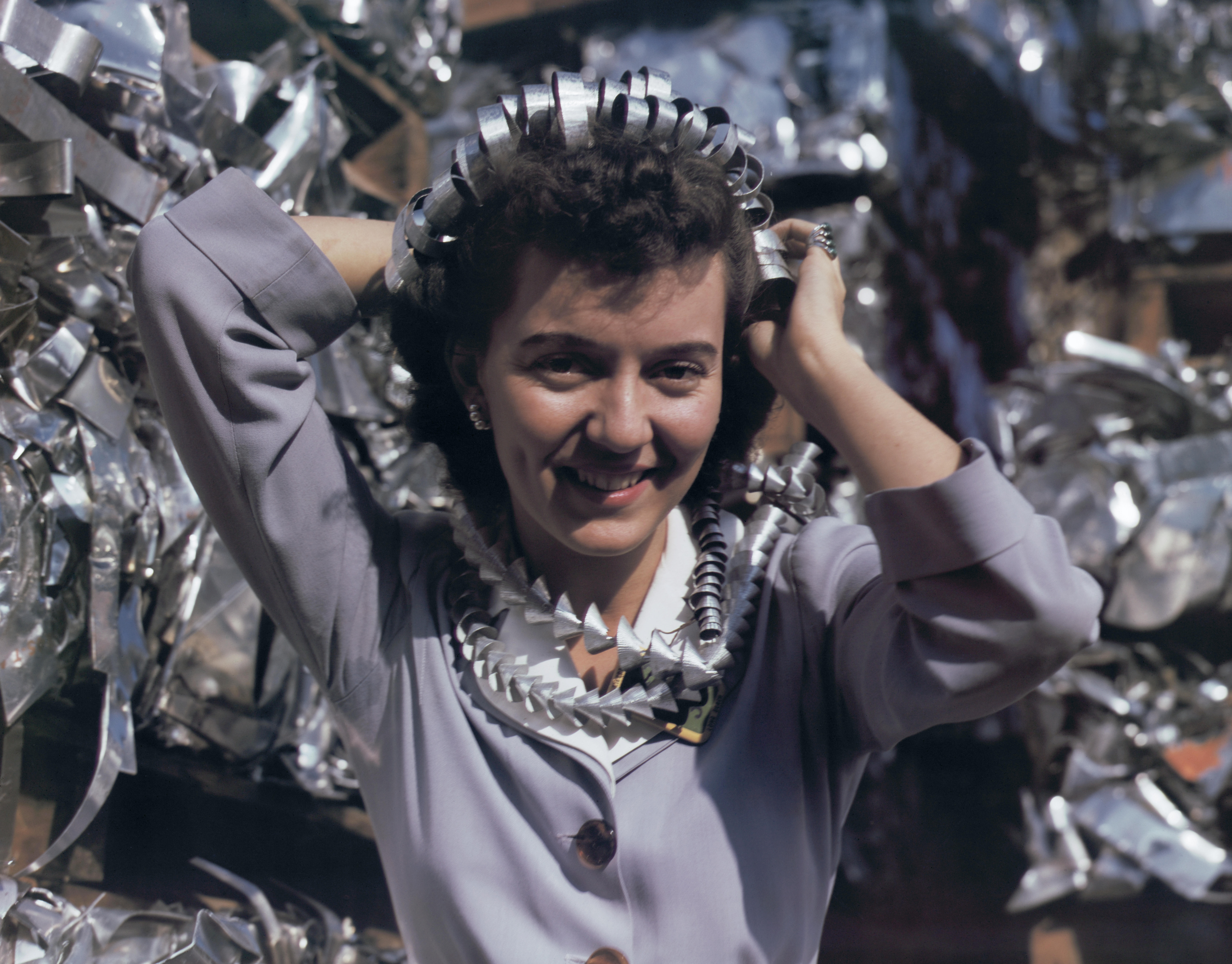
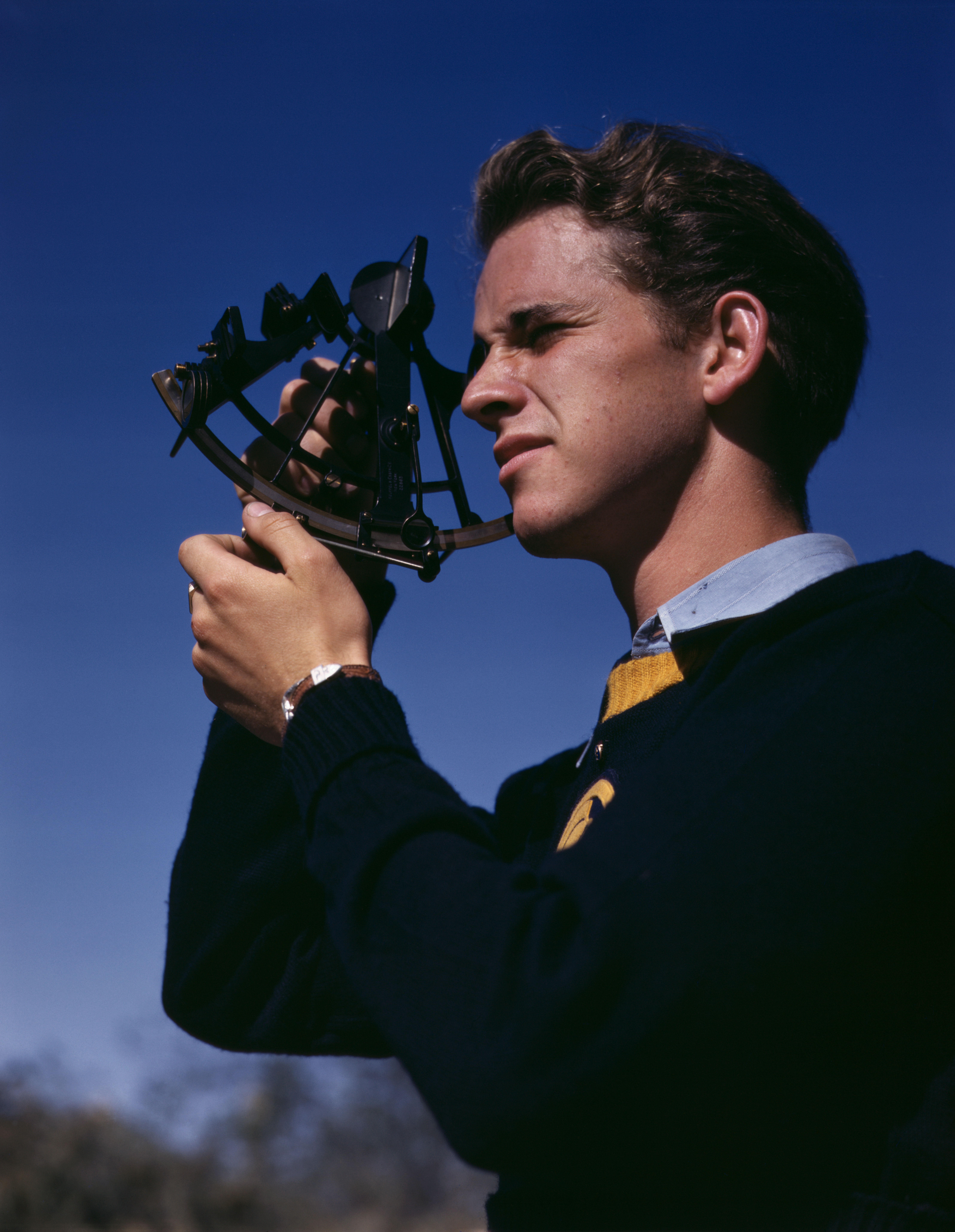
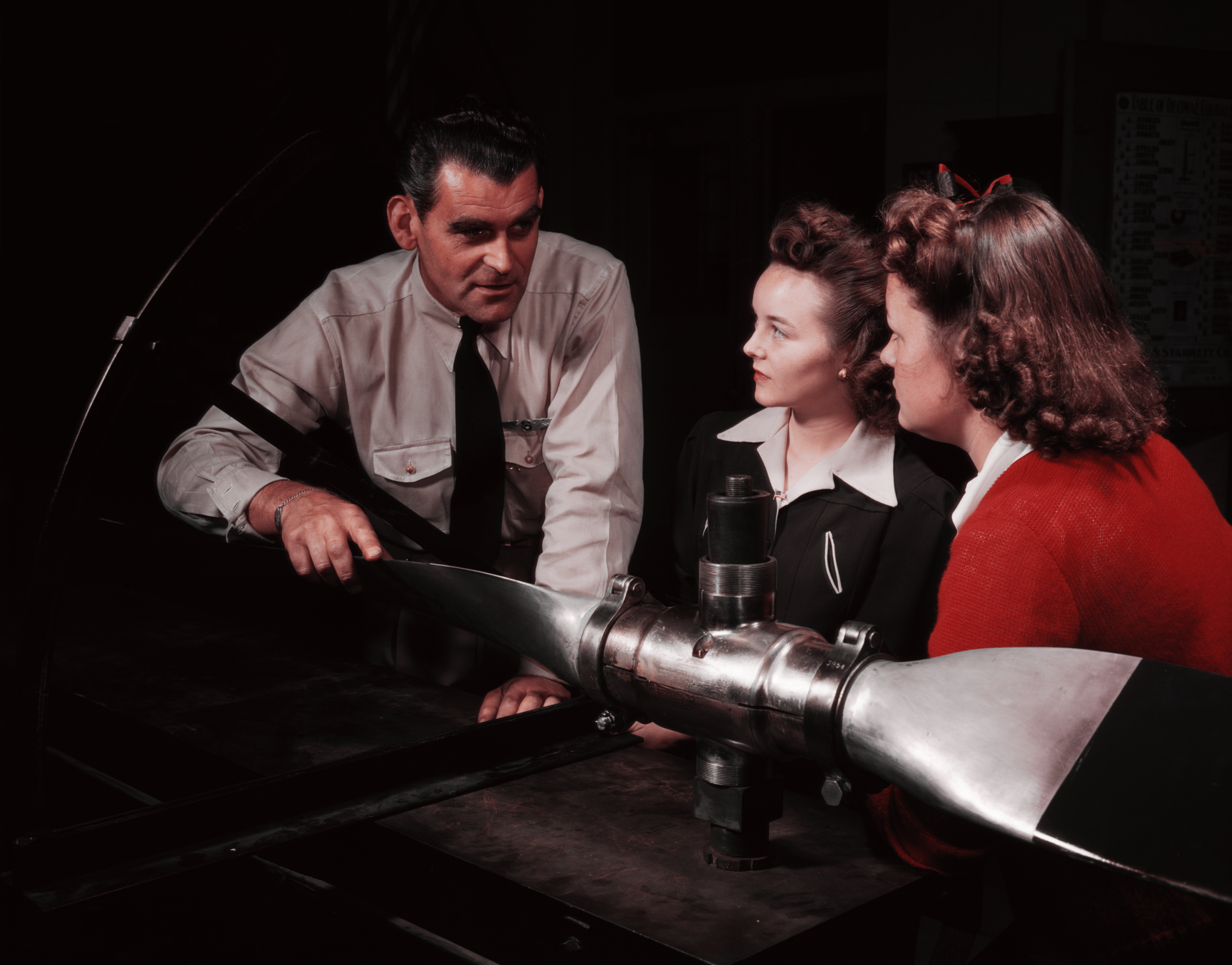
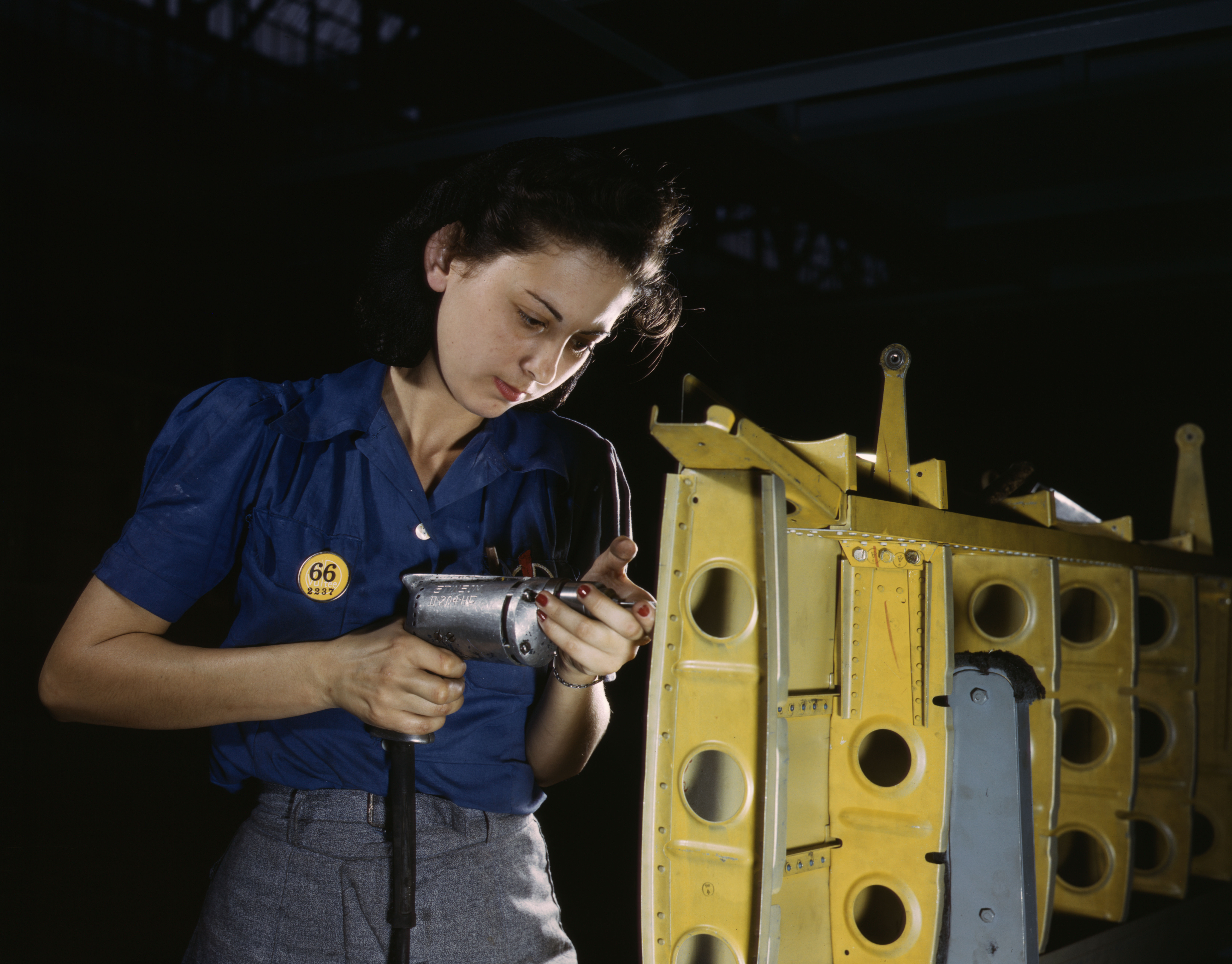
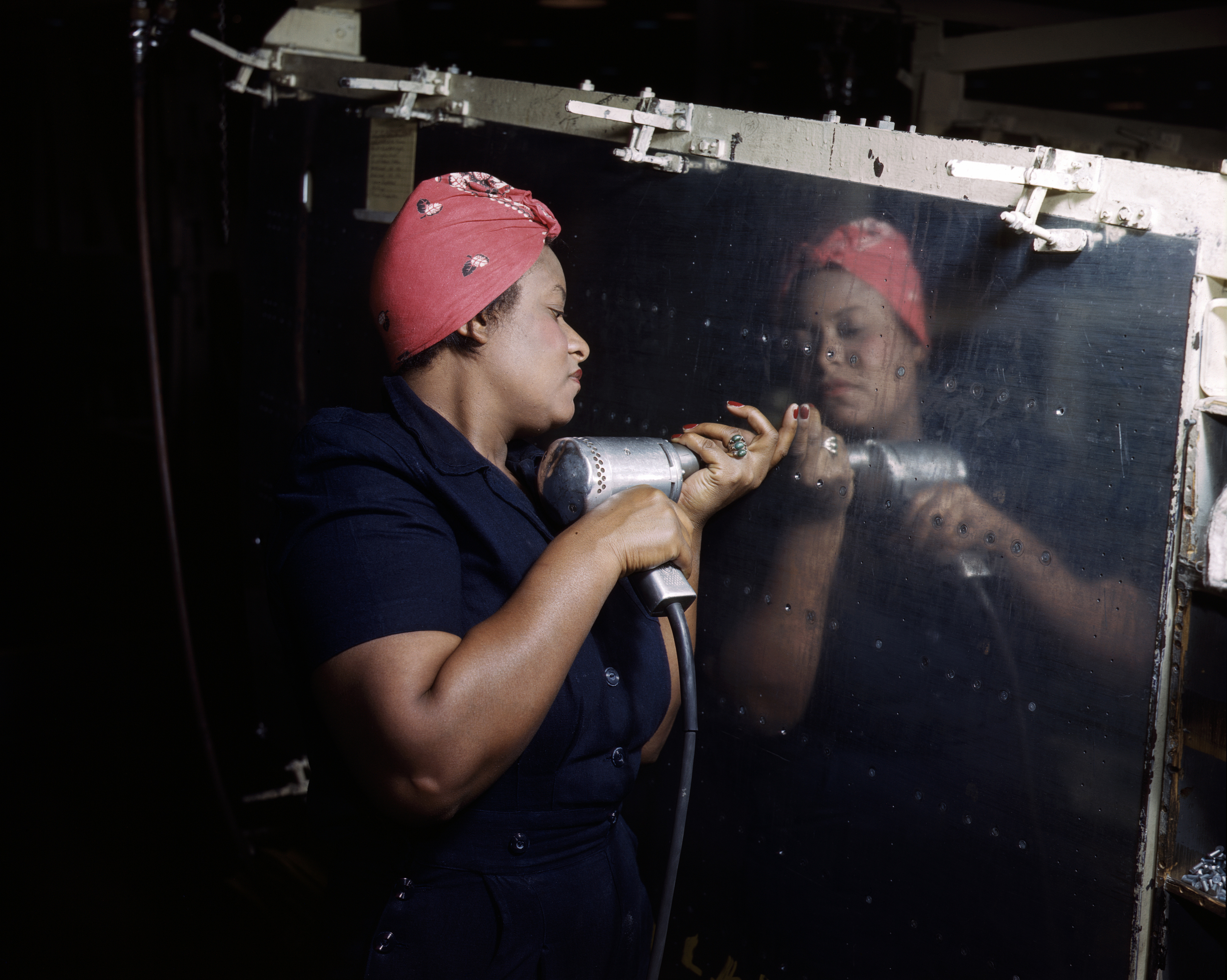
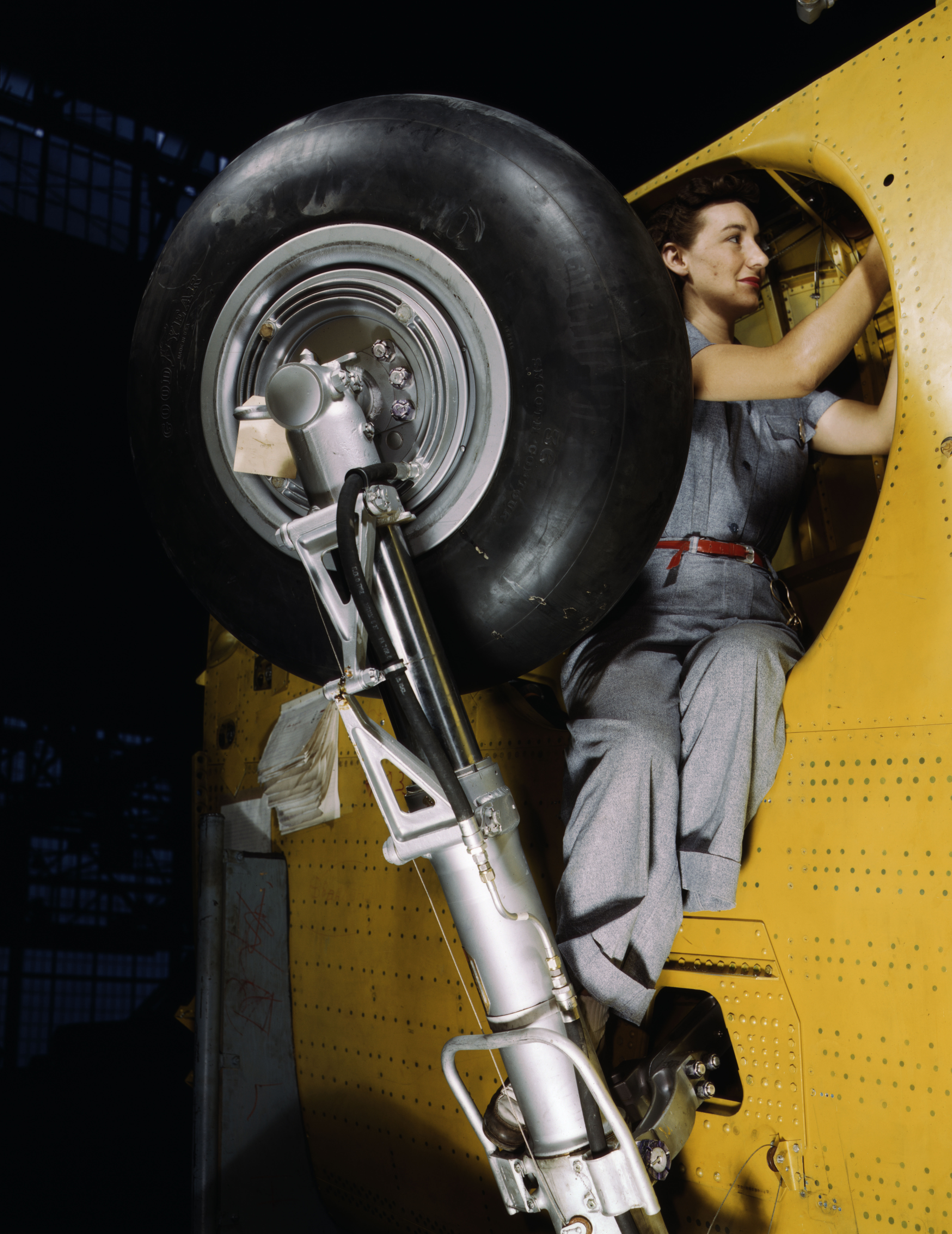
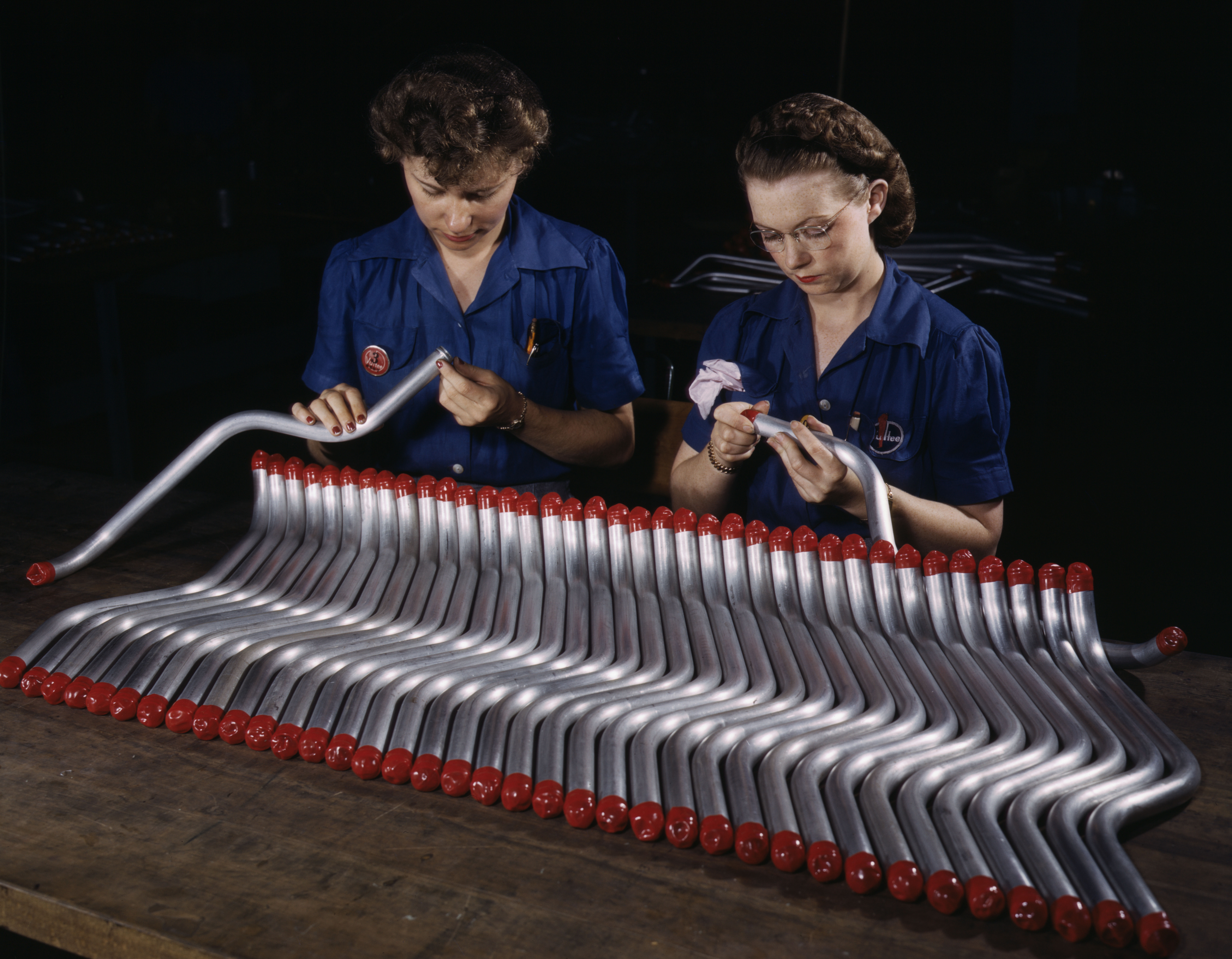
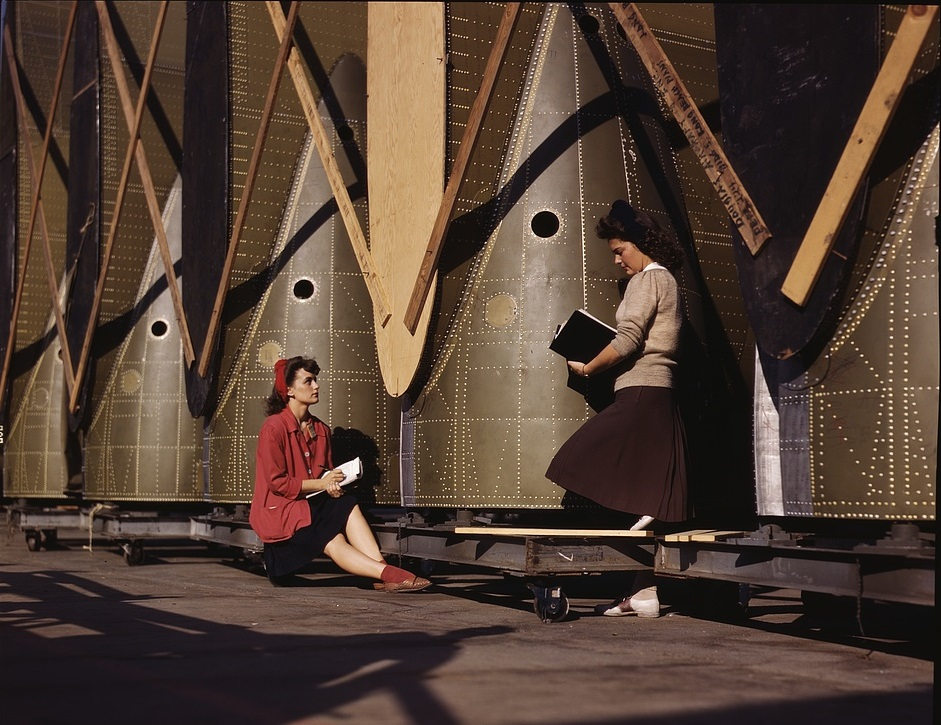
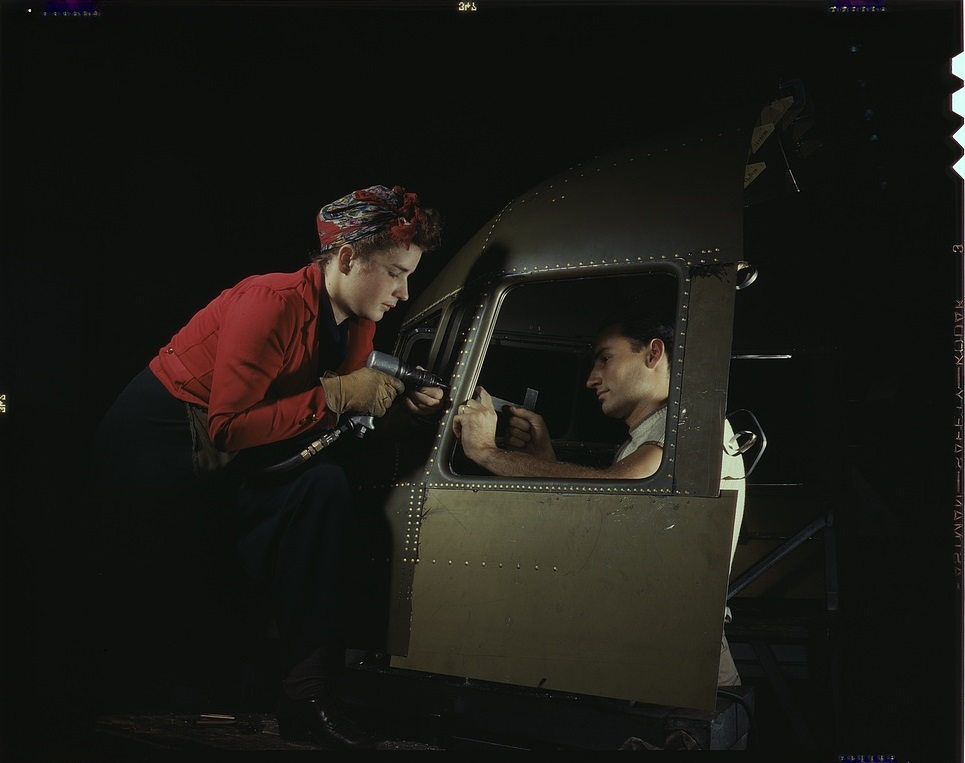
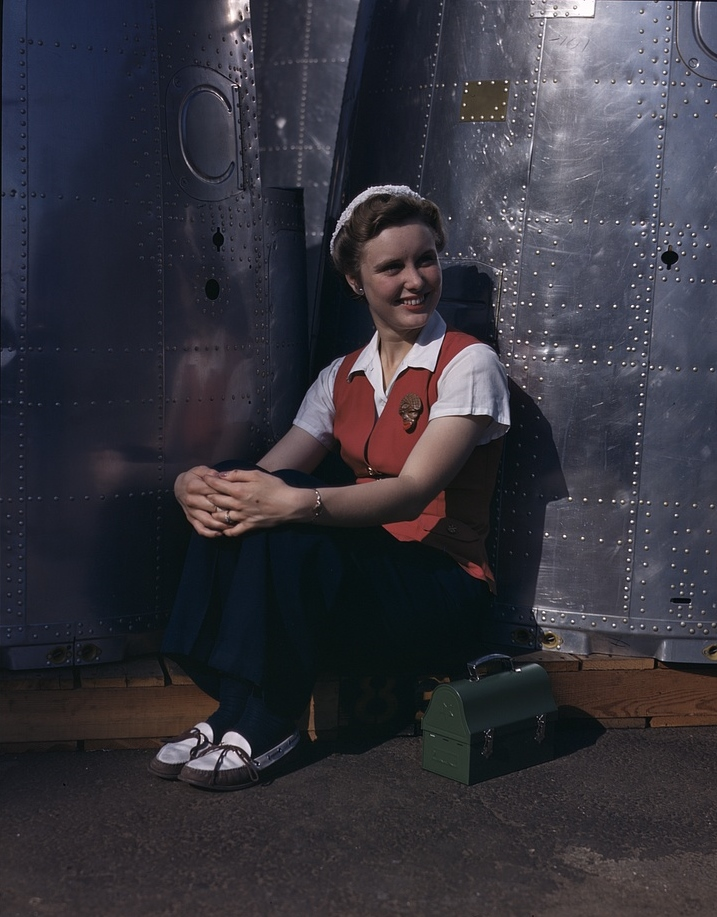
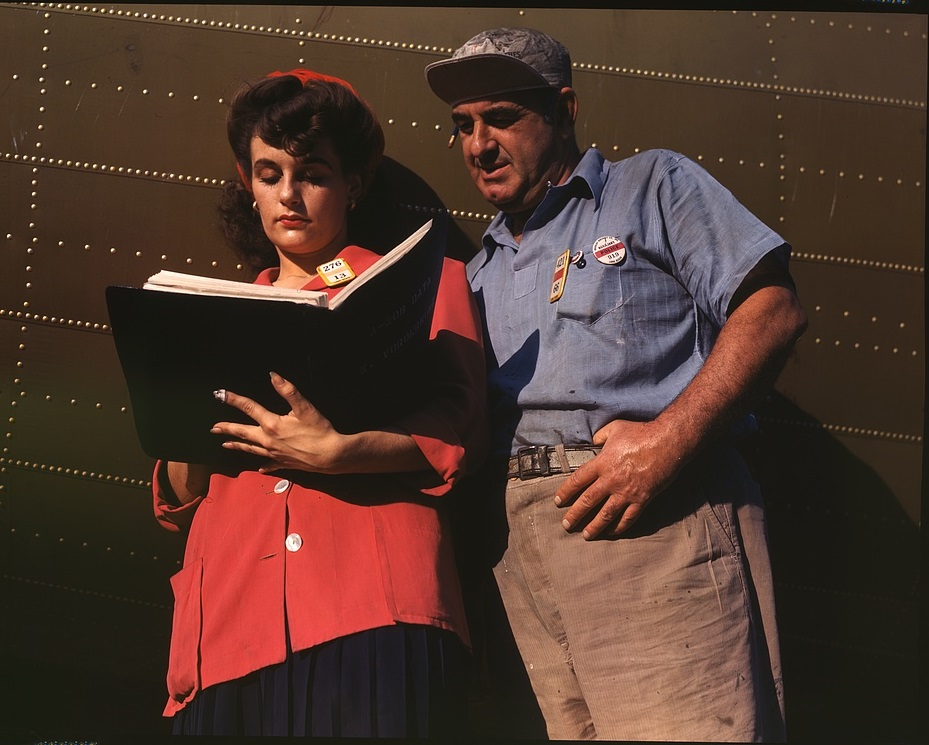
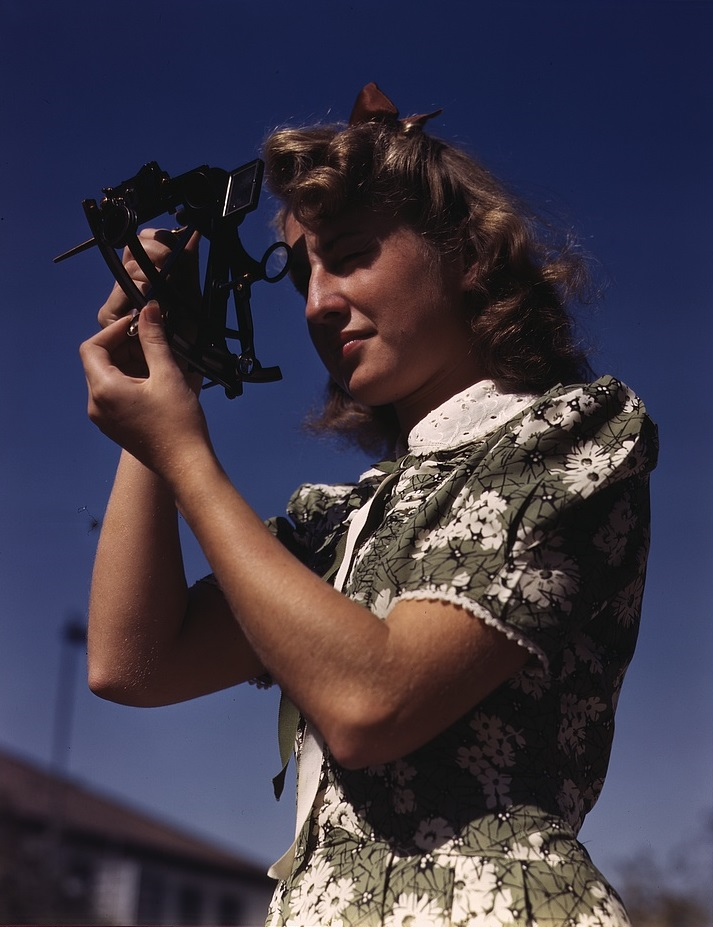
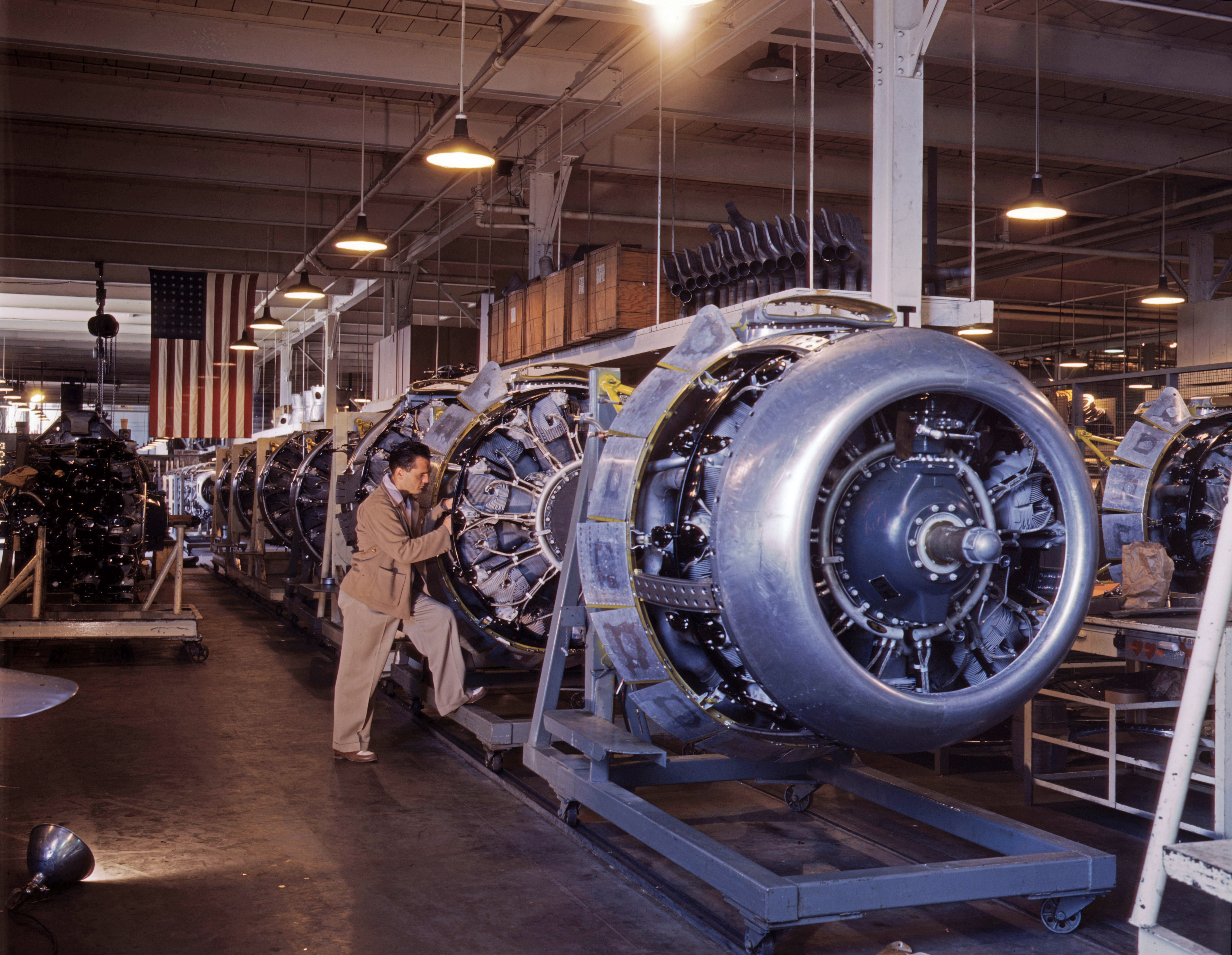

画像をクリックすると、拡大画像が表示される。